# قائمة جوازات السفر
جواز السفر هو وثيقة رسمية تصدره الدول لمواطنيها يسمح للشخص بالسفر إلى دول أخرى. في بعض الحالات، تصدر الدول وثائق سفر مماثلة لجوازات السفر لسكانها. تقوم المنظمات الدولية أيضًا بإصدار وثائق سفر لموظفيه، والتي تسمى عادةً جواز المرور. يعرض هذا المقال صورًا لمختلف جوازات السفر الصادرة حاليًا.

## جوازات السفر العادية

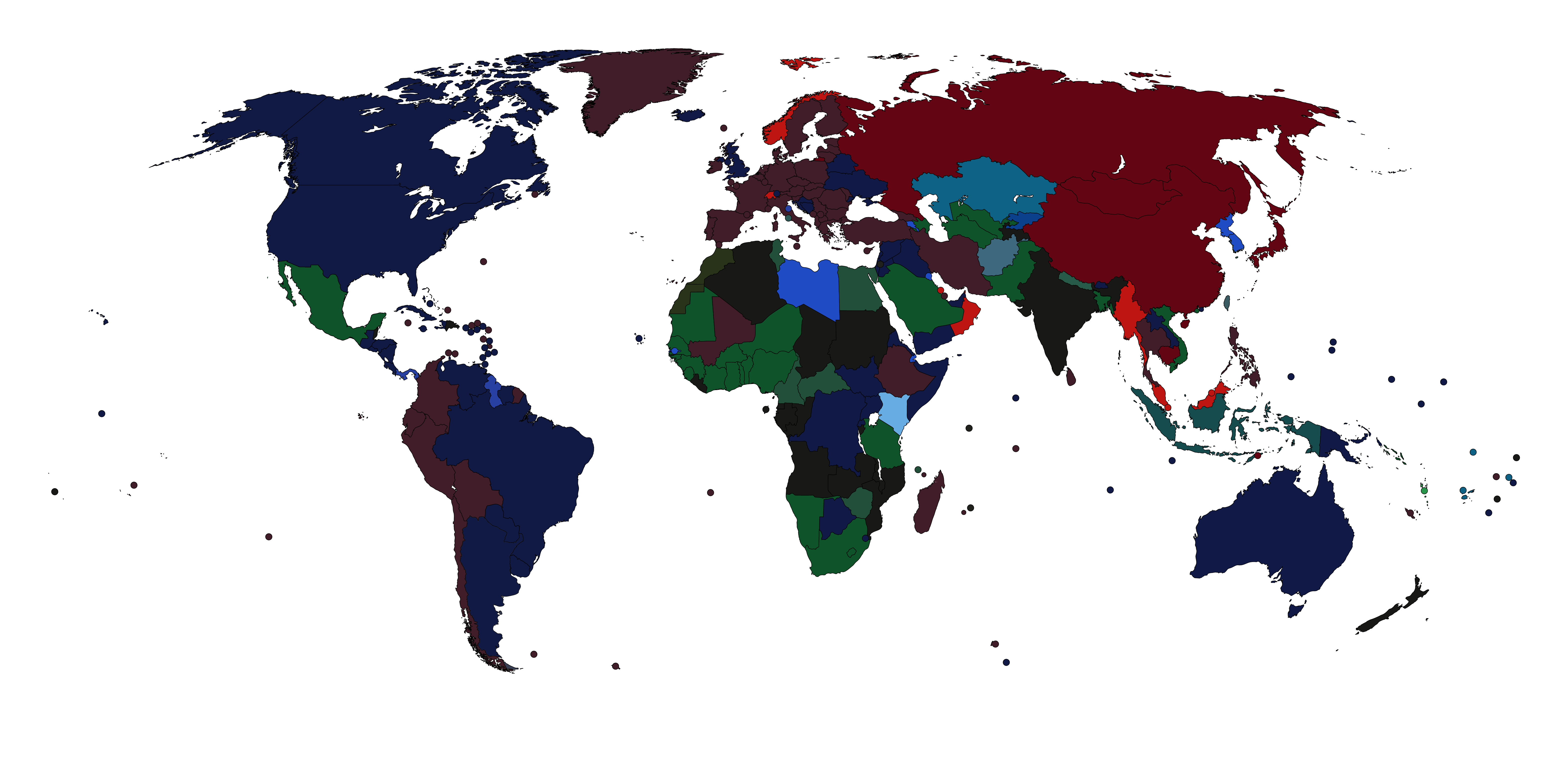
ألوان أغطية جوازات السفر العادية في جميع أنحاء العالم

### حالات خاصة
على الرغم من أن تايوان تقيم علاقات دبلوماسية رسمية مع 14 دولة فقط، إلا أن «جواز سفر جمهورية الصين (تايوان)» مقبول كوثيقة سفر صالحة في معظم دول العالم. على الرغم من أن جواز سفرها ينمح مواطنيها دخول 137 دولة بدون تأشيرة (أو تأشيرة عند الوصول)، إلا أن جواز السفر التايواني العادي يحتل المرتبة 29 في العالم (مرتبط بالأوروغواي) وفقًا لمؤشر قيود التأشيرة، بعض البلدان، مثل الأرجنتين والبرازيل وجمهورية الصين الشعبية وجامايكا وموريشيوس، وفقًا لمواقفهم بشأن الوضع السياسي لتايوان، ترفض التأشيرة أو ختم جوازات السفر التايوانية، وبدلاً من ذلك يصدرون تأشيرات على وثيقة سفر منفصلة أو ورقة منفصلة للمسافرين التايوانيين لتجنب نقل أي نوع من الاعتراف إلى تايوان ككيان سياسي متميز عن جمهورية الصين الشعبية.

### أفريقيا

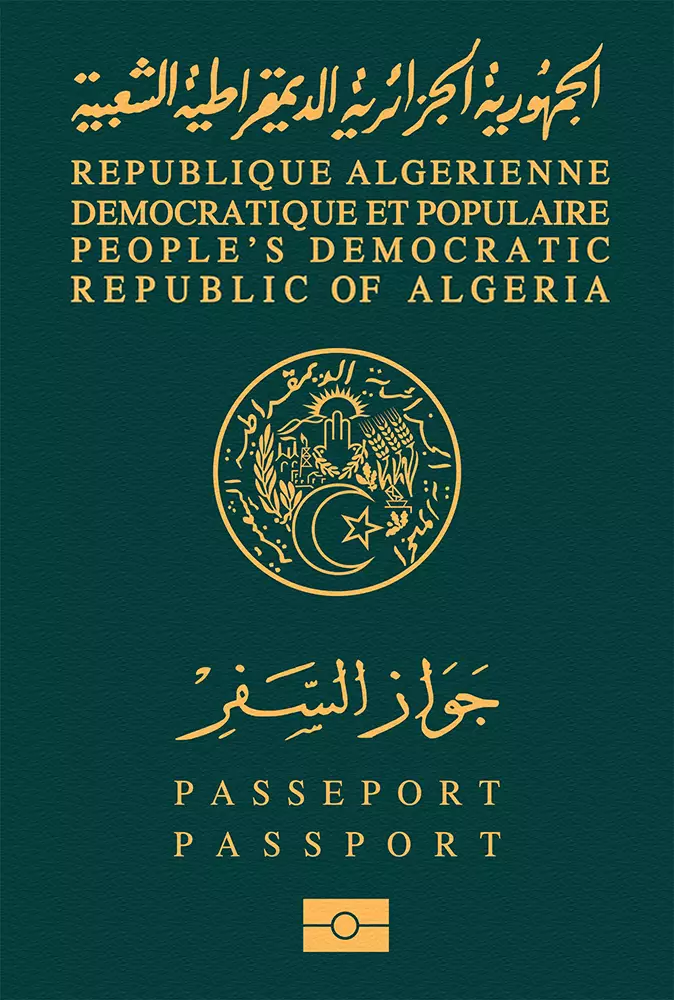
الجزائر
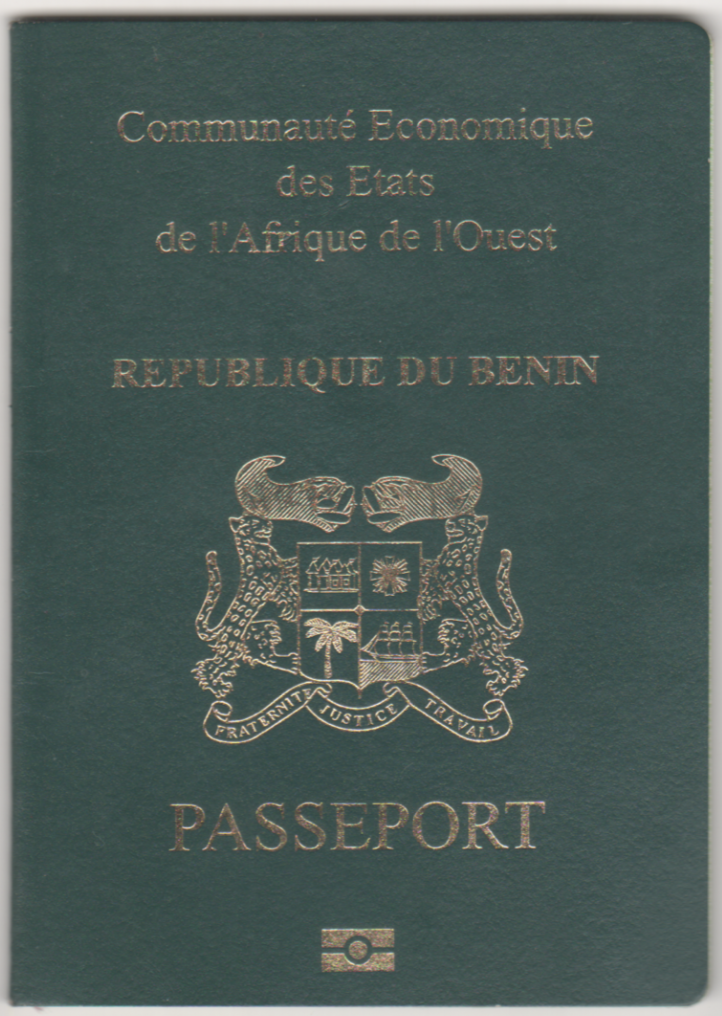
بنين
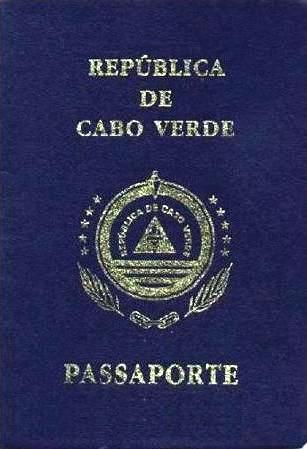
الرأس الأخضر
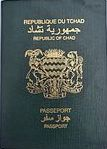
تشاد
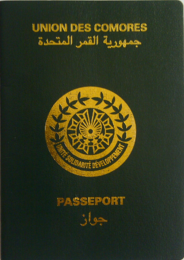
جزر القمر
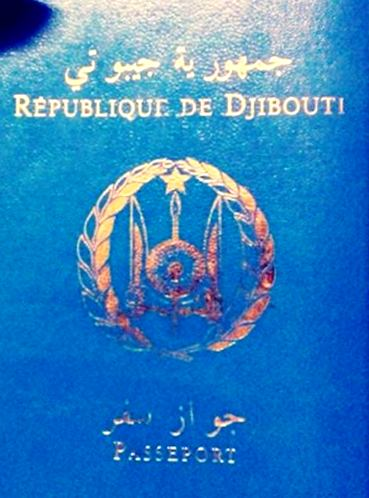
جيبوتي
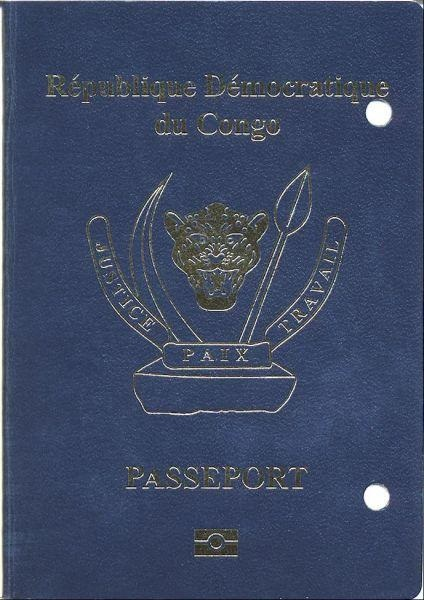
جمهورية الكونغو الديمقراطية
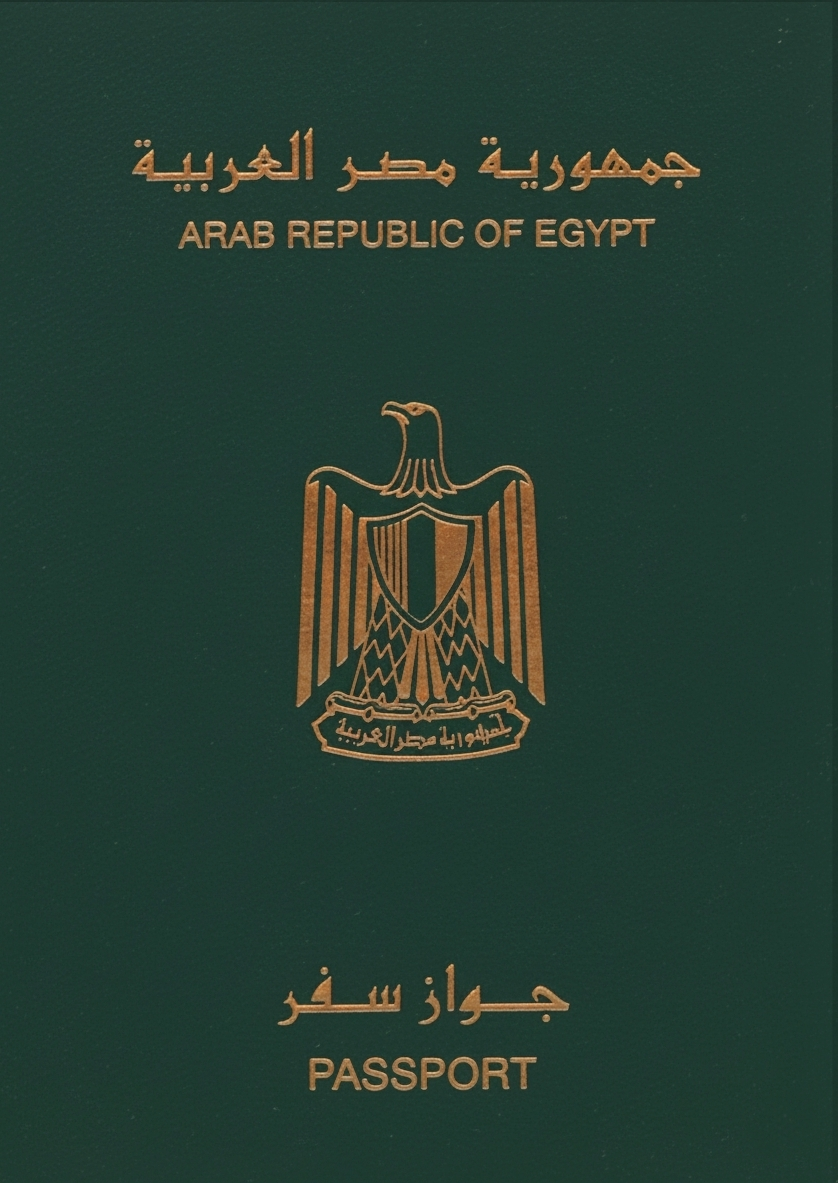
مصر
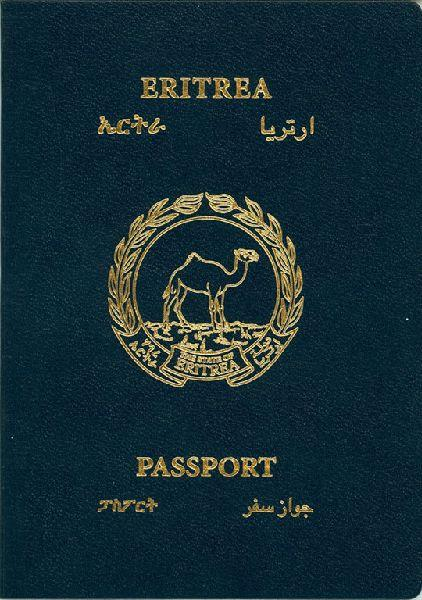
إريتريا
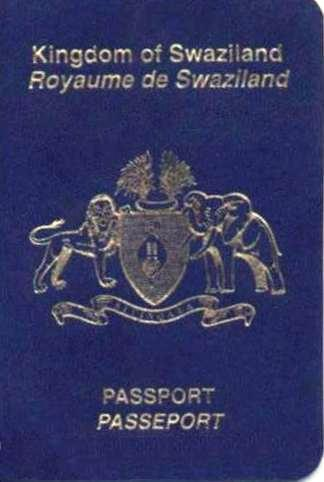
إسواتيني
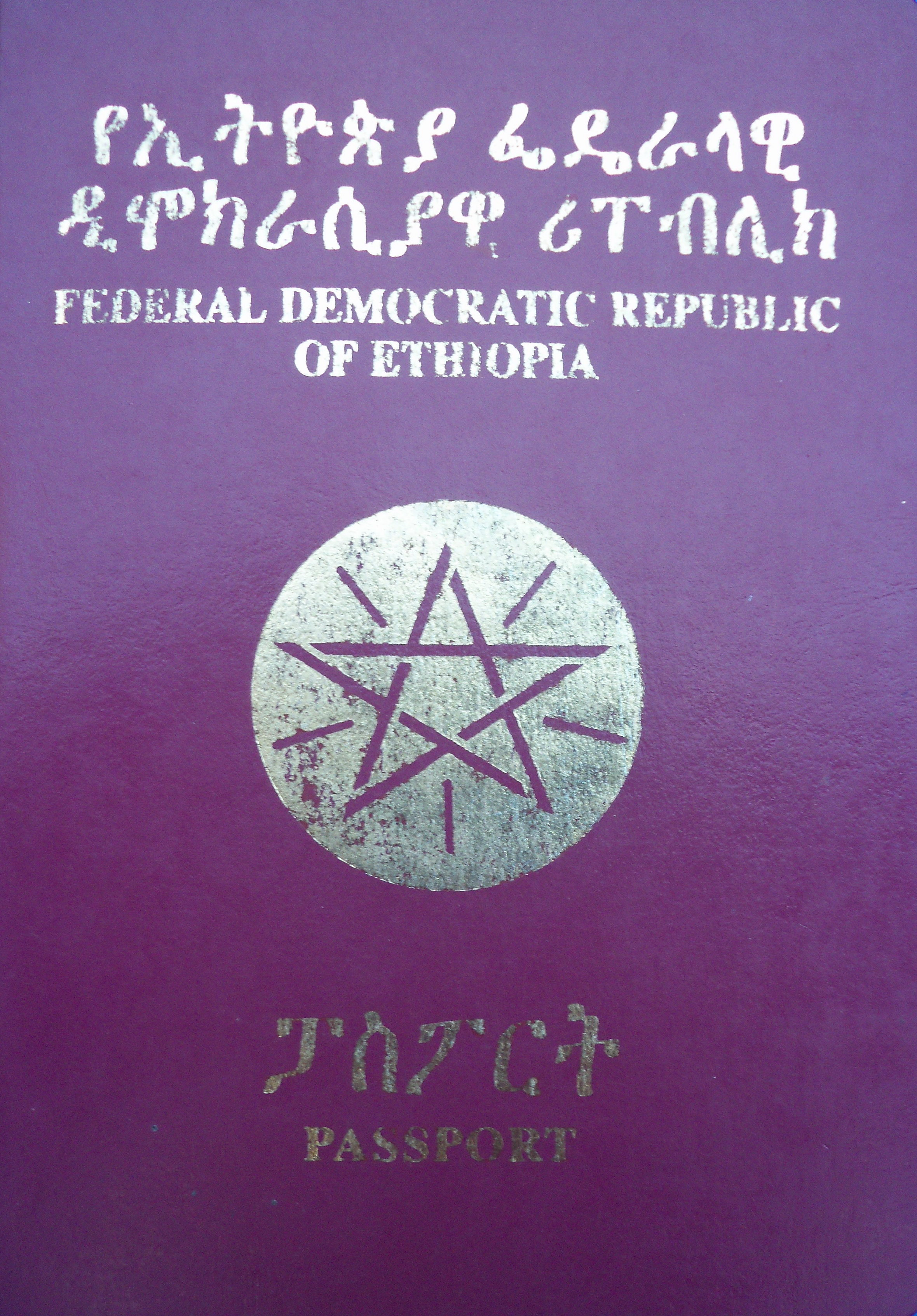
إثيوبيا
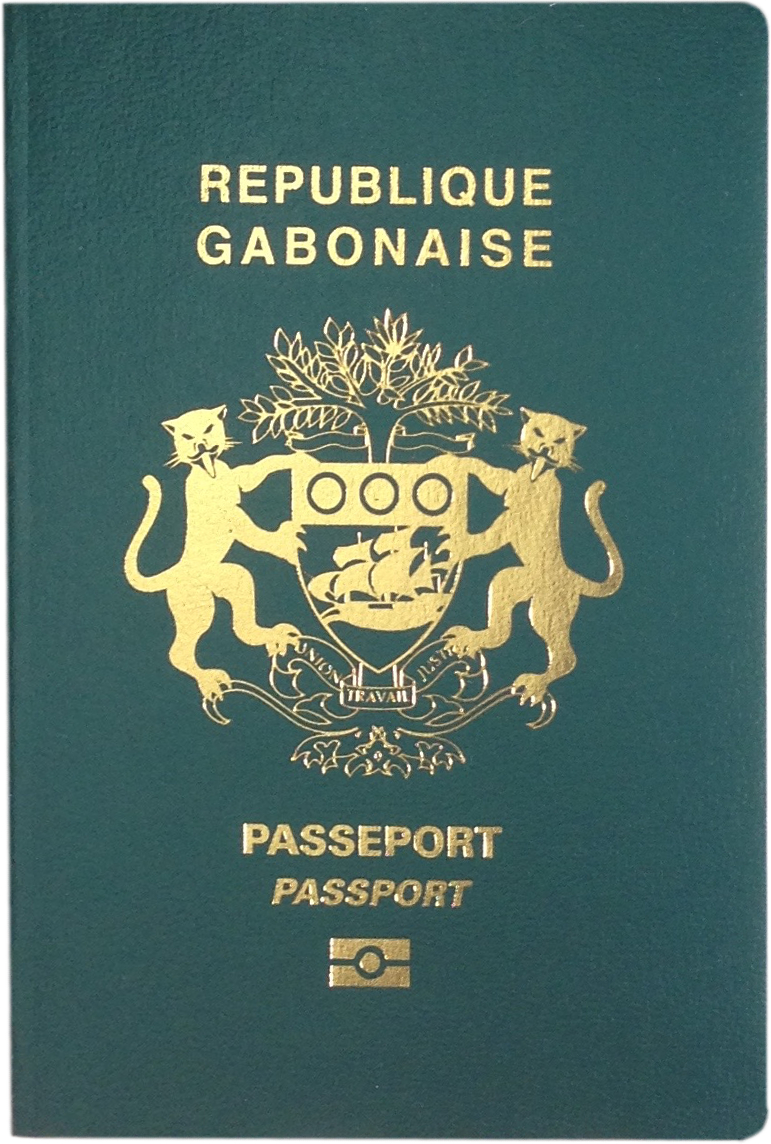
الغابون
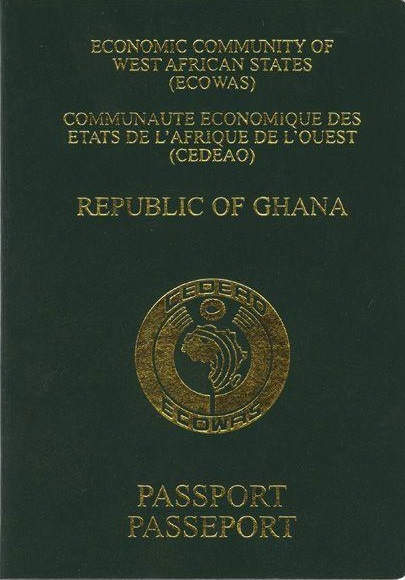
غانا
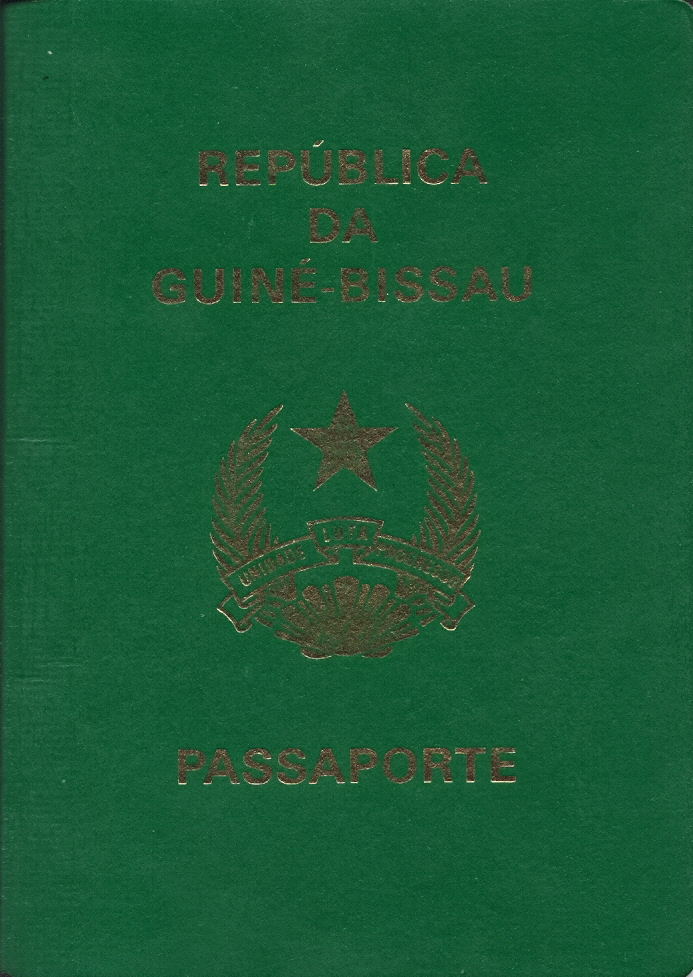
غينيا بيساو
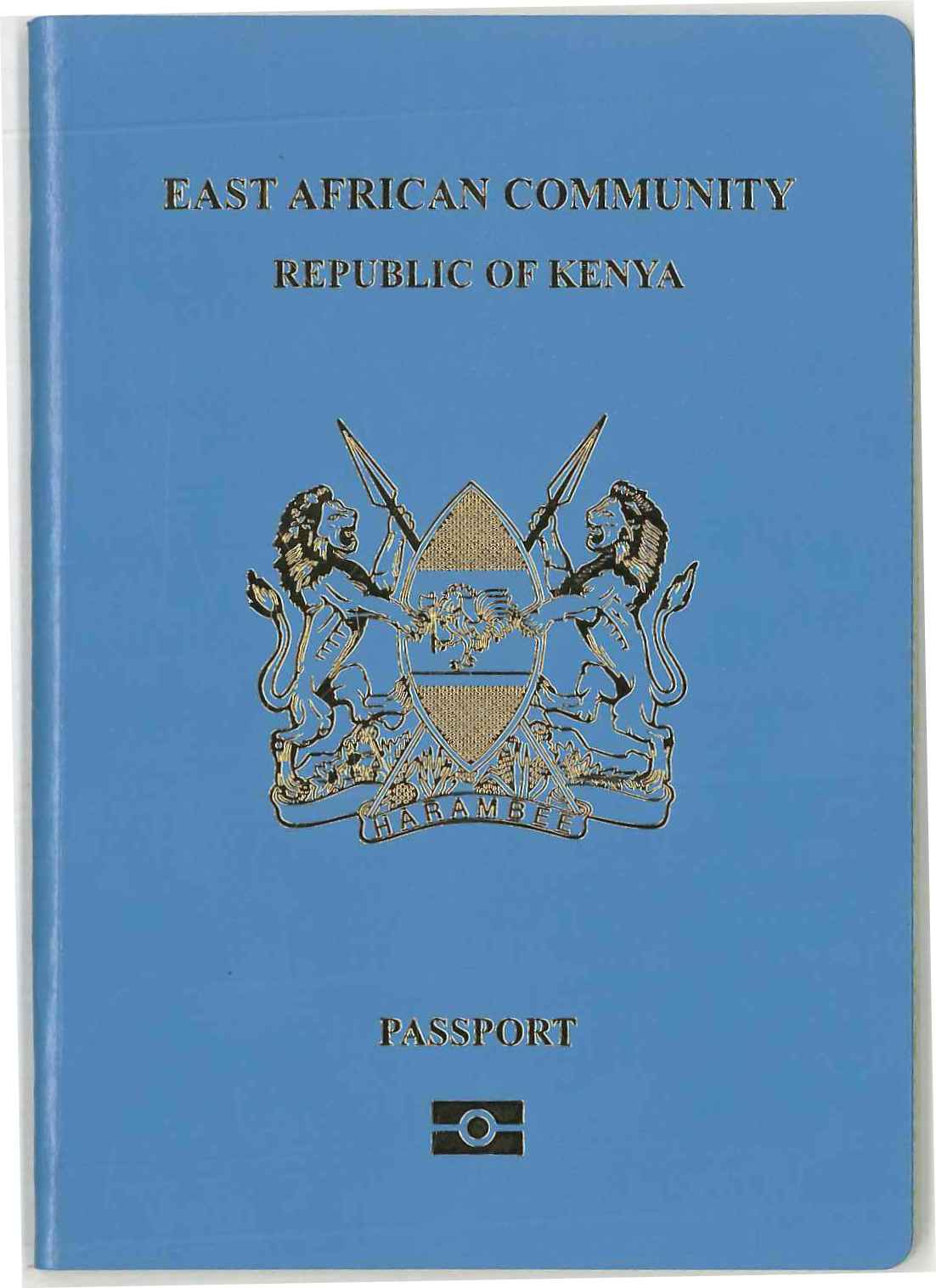
كينيا
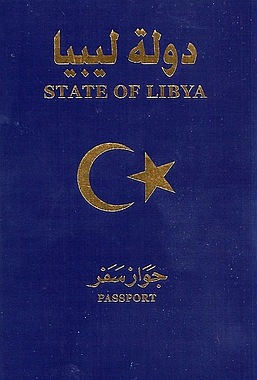
ليبيا
مدغشقر
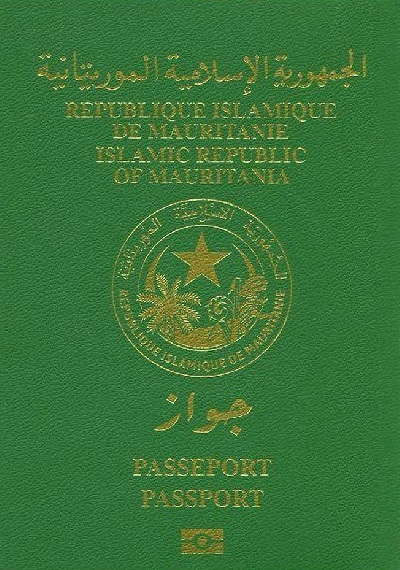
موريتانيا
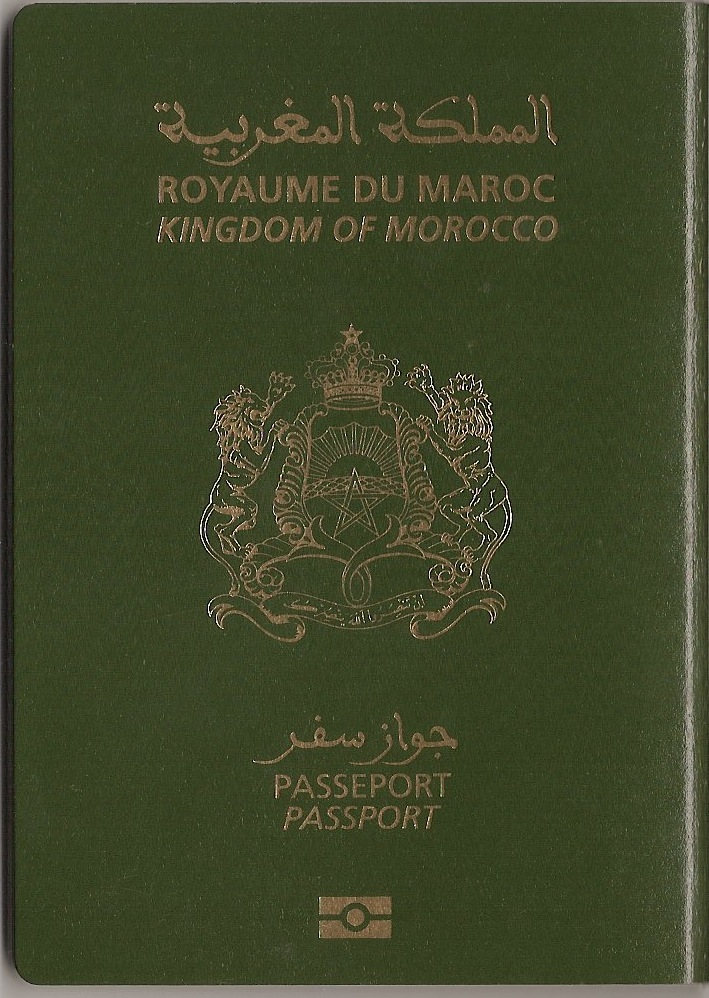
المغرب
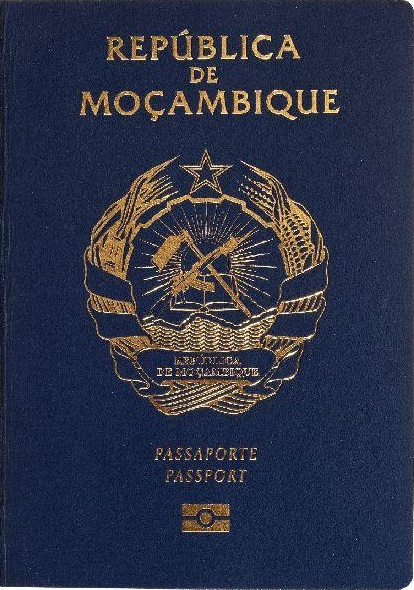
موزمبيق
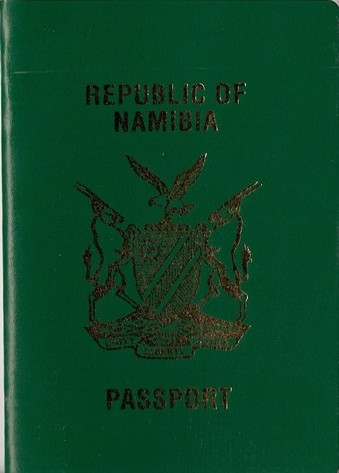
ناميبيا
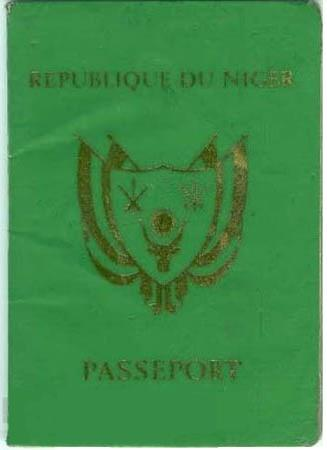
النيجر
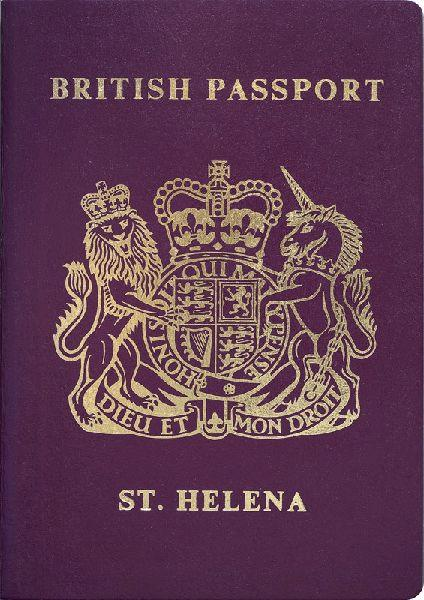
سانت هيلينا
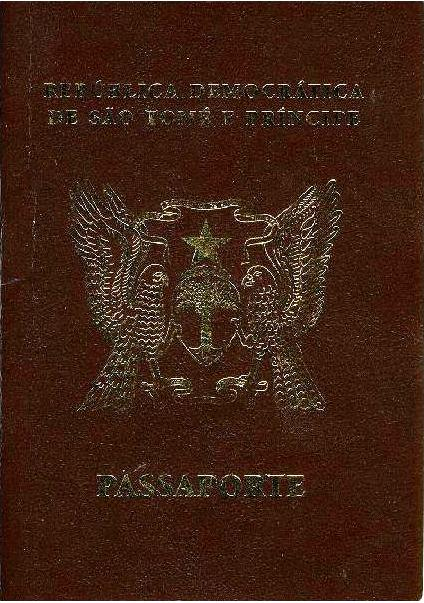
ساو تومي وبرينسيب
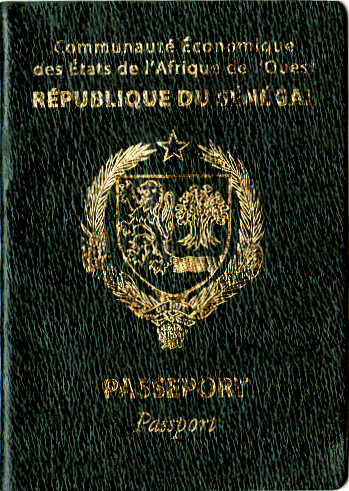
السنغال
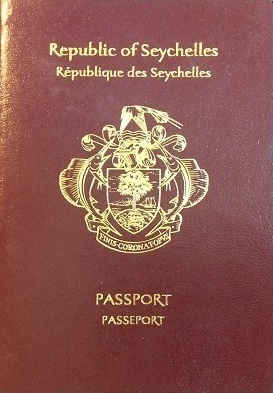
سيشل
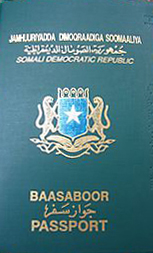
الصومال
صوماليلاند
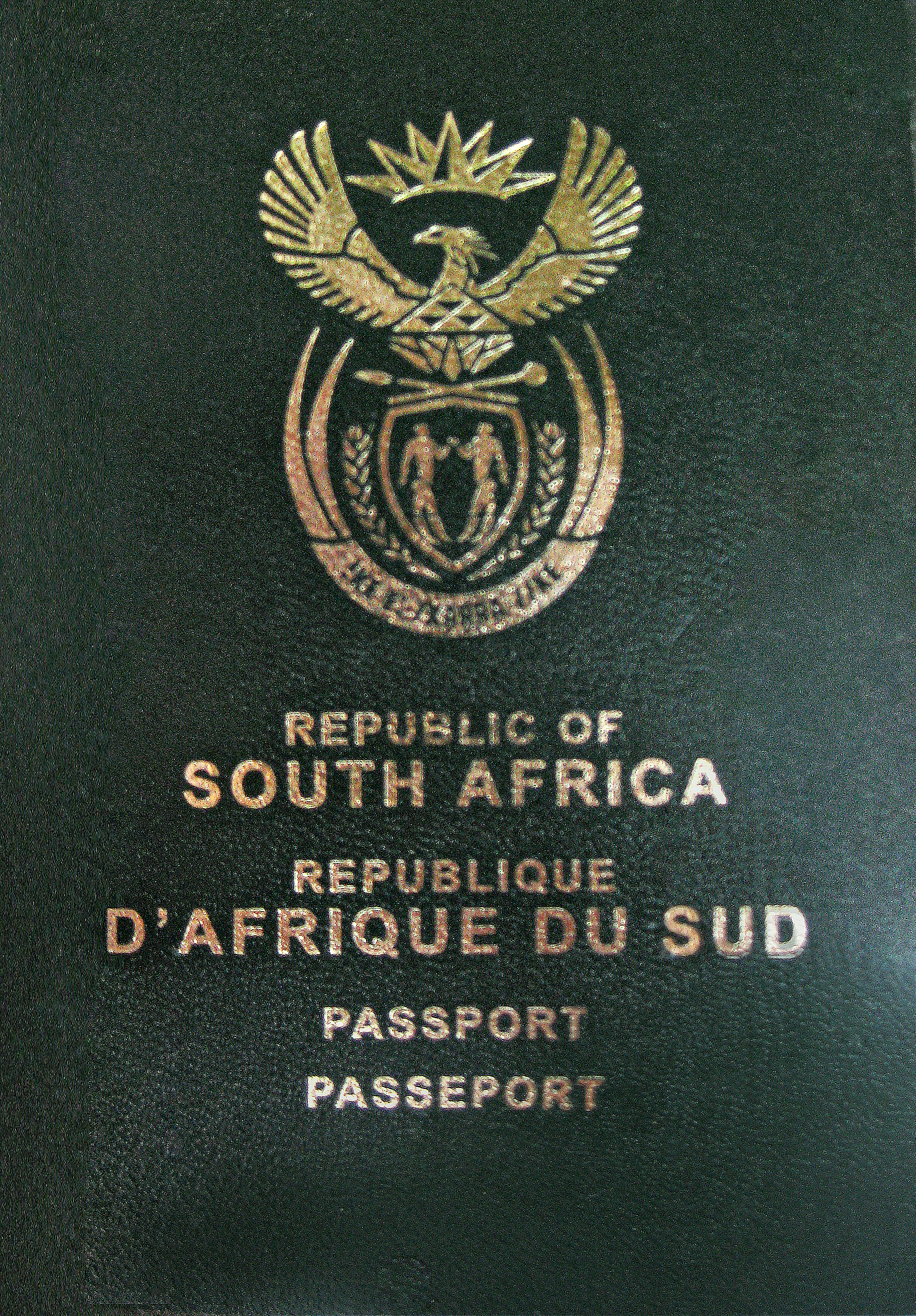
جنوب أفريقي
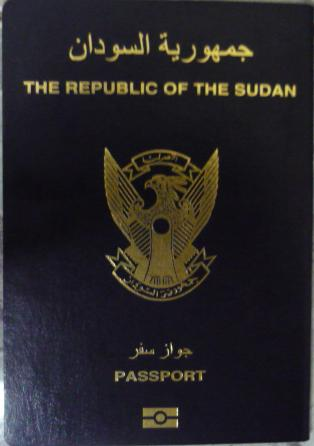
السودان
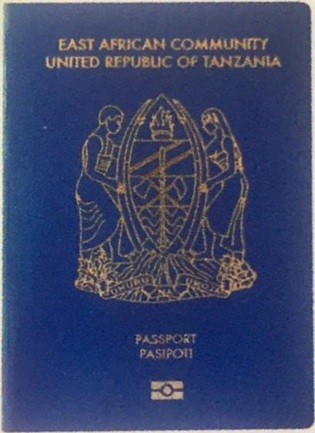
تنزانيا
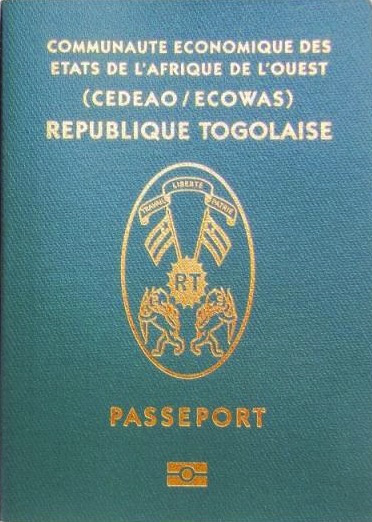
توغو
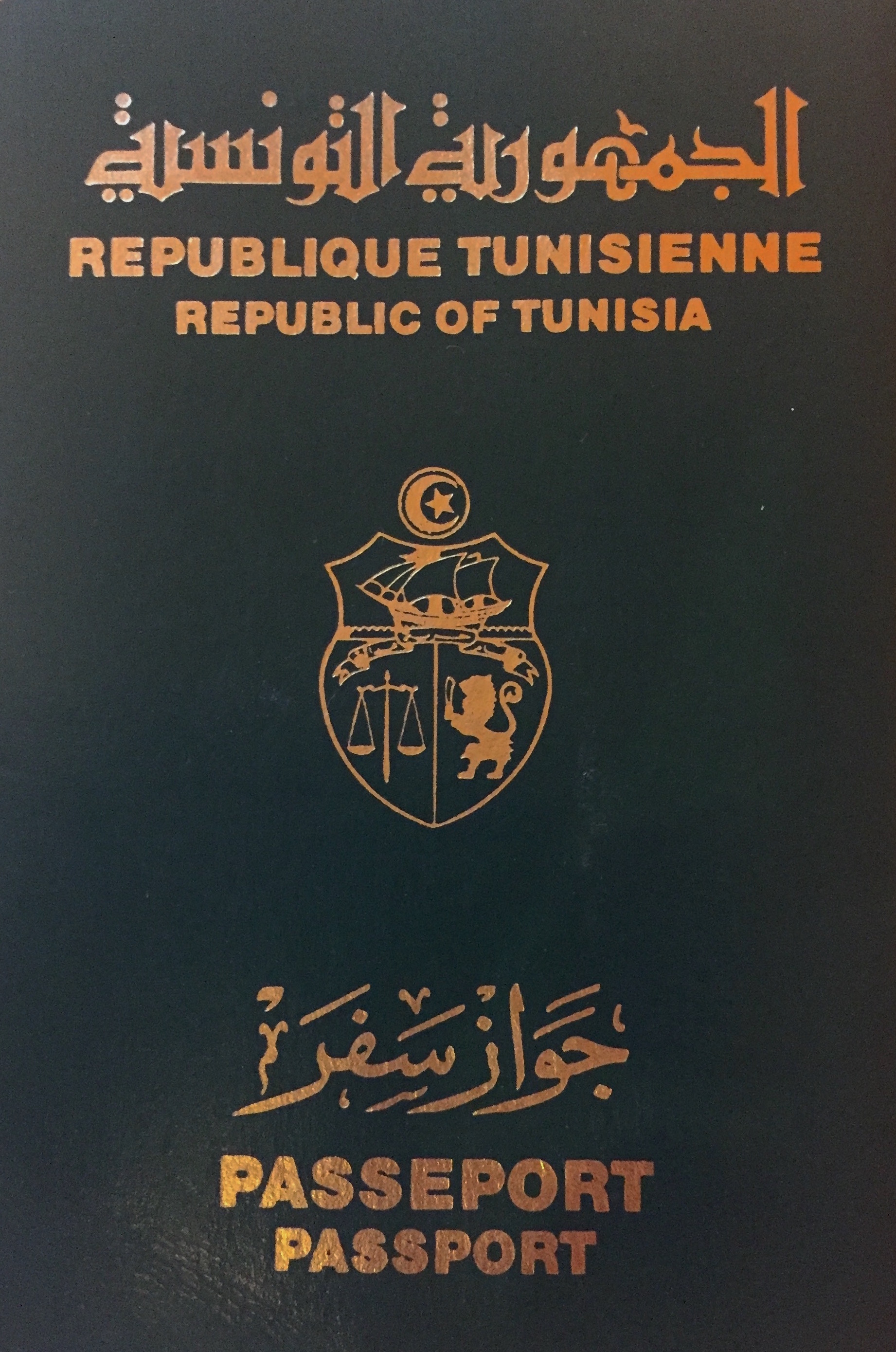
تونس
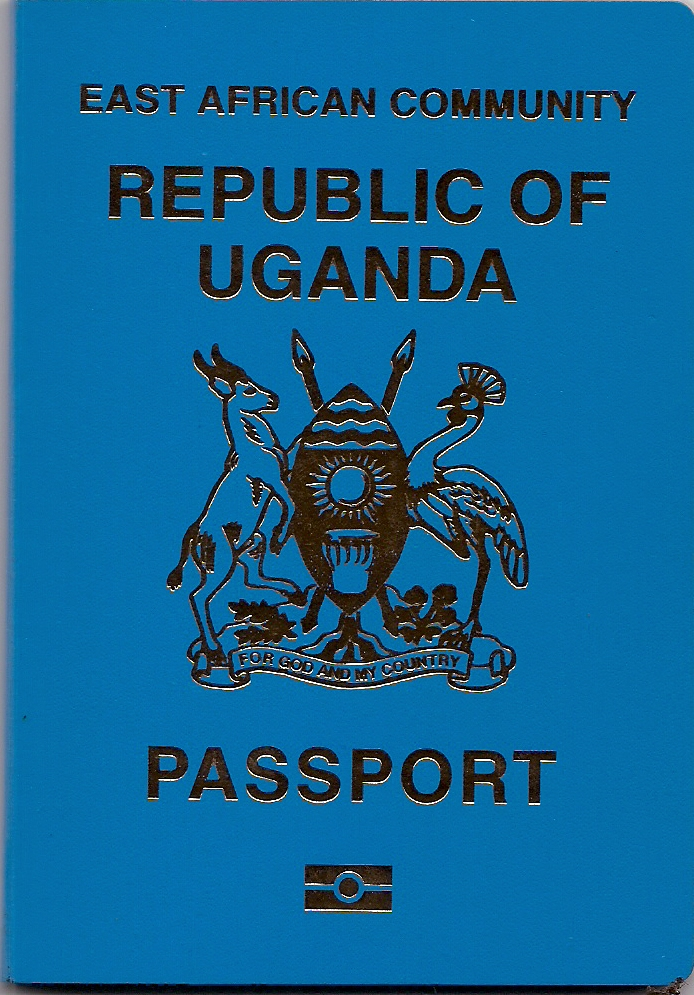
أوغندا
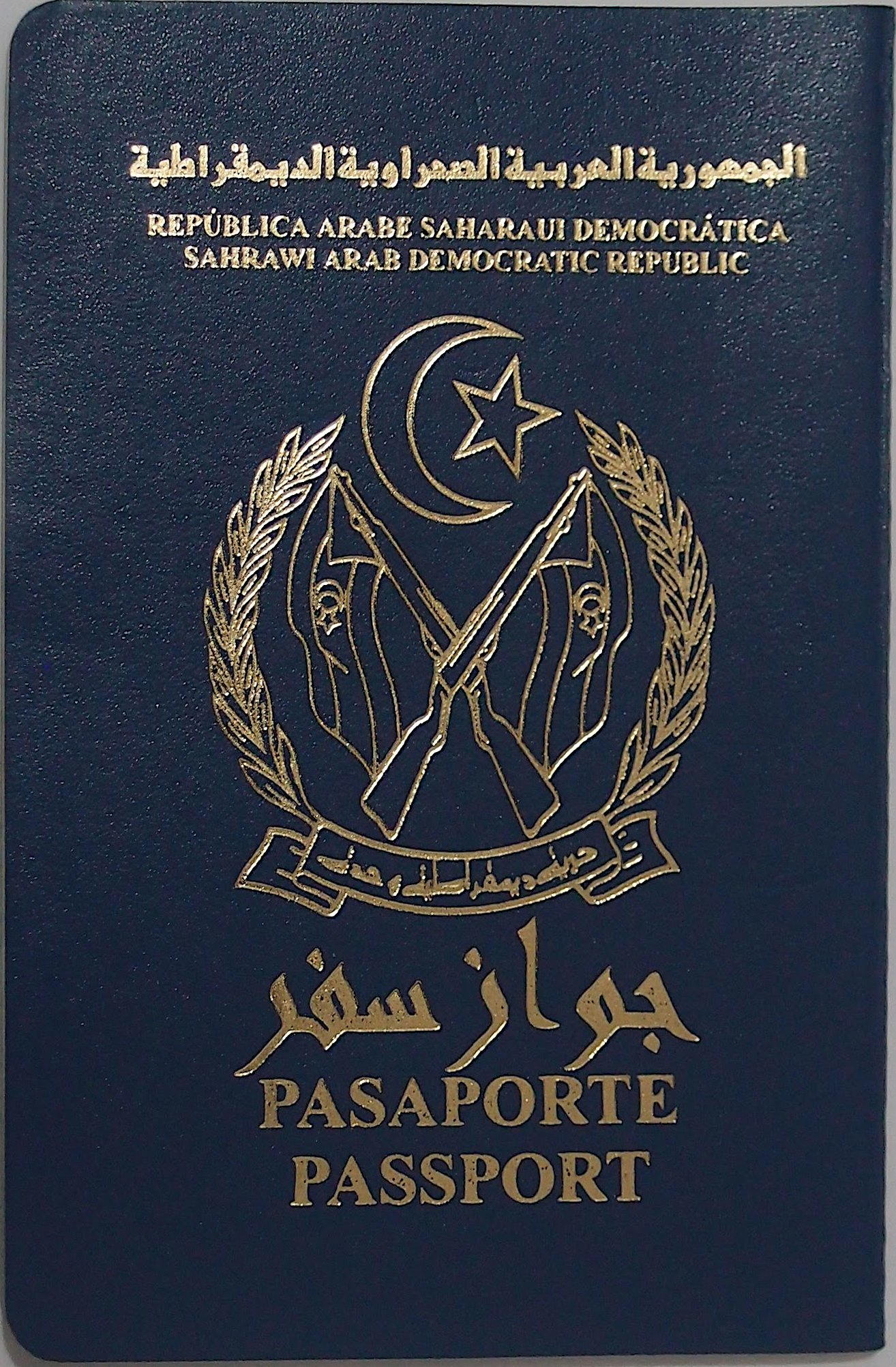
الصحراء الغربية

### أمريكا الشمالية

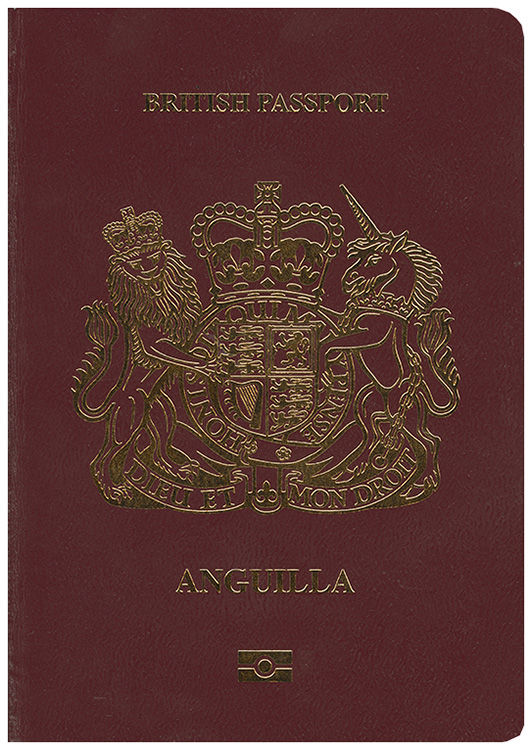
أنغويلا
باربادوس
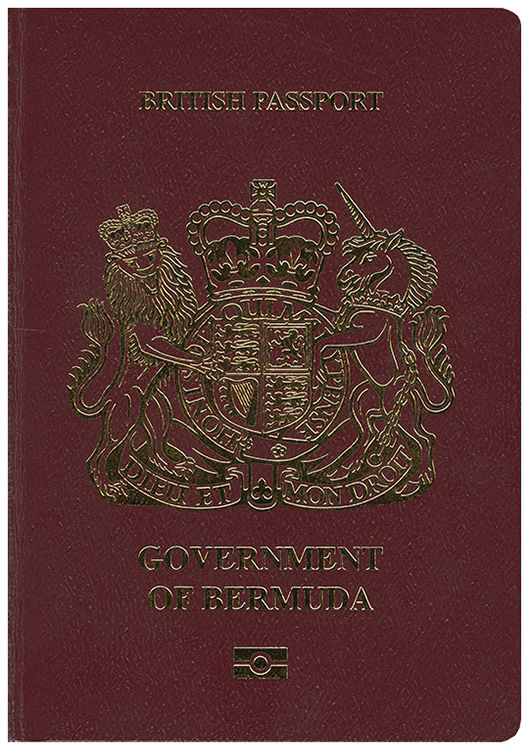
برمودا
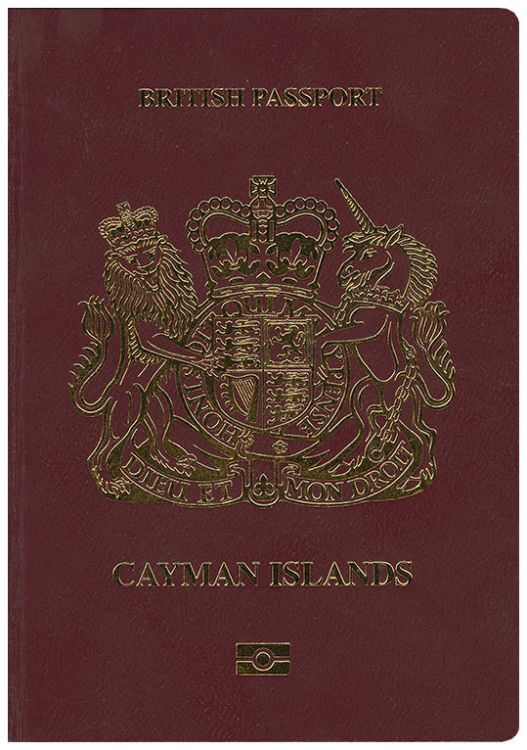
جزر كايمان
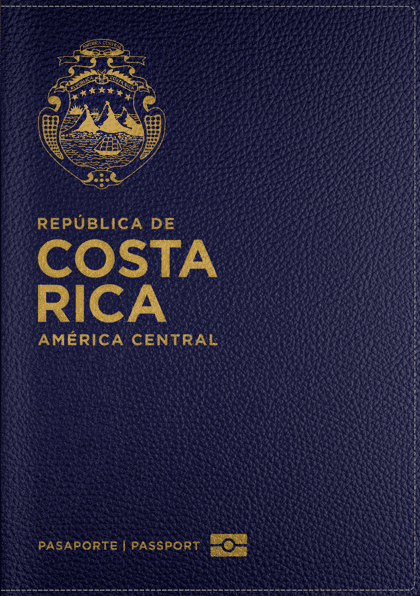
كوستاريكا
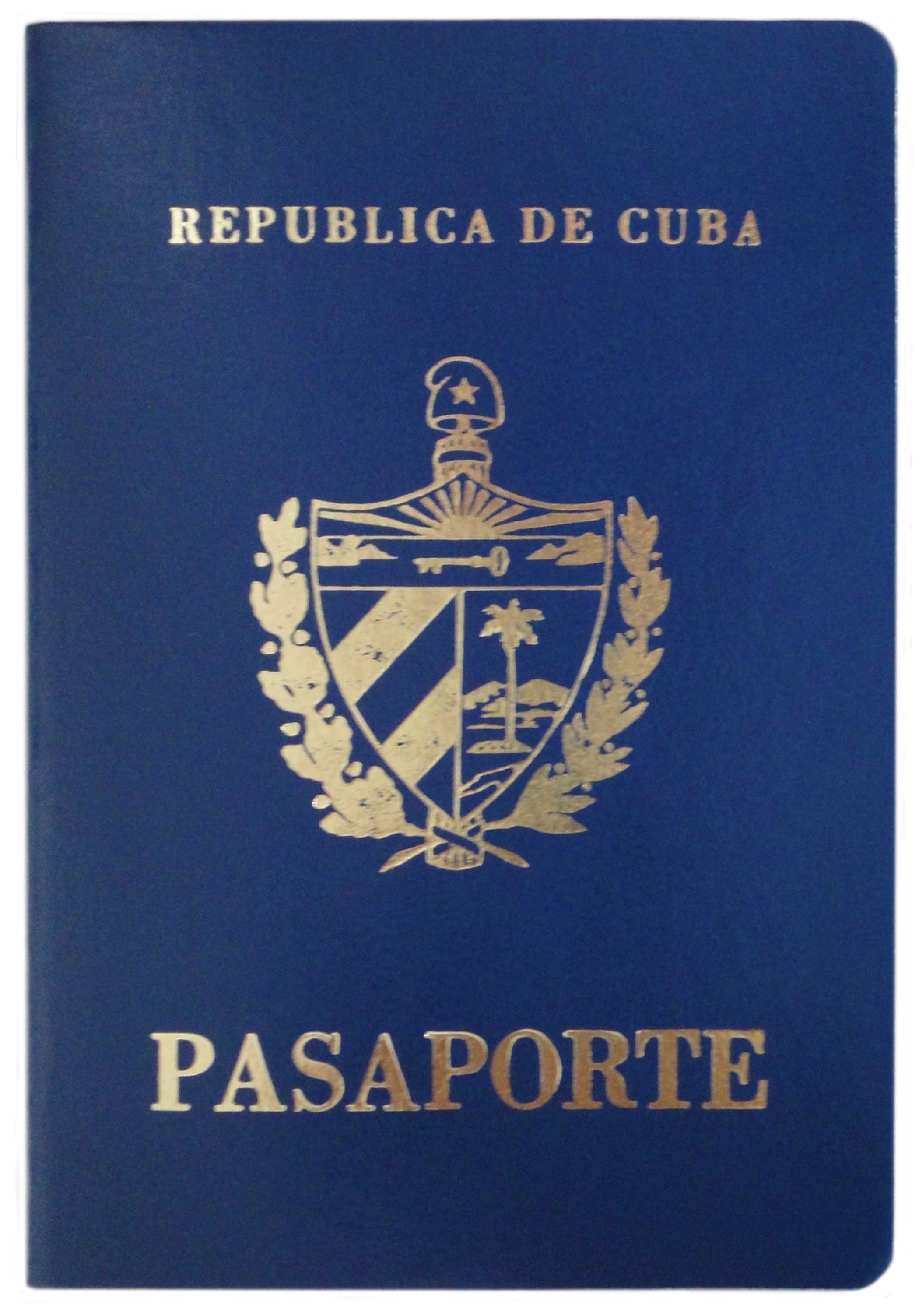
كوبا
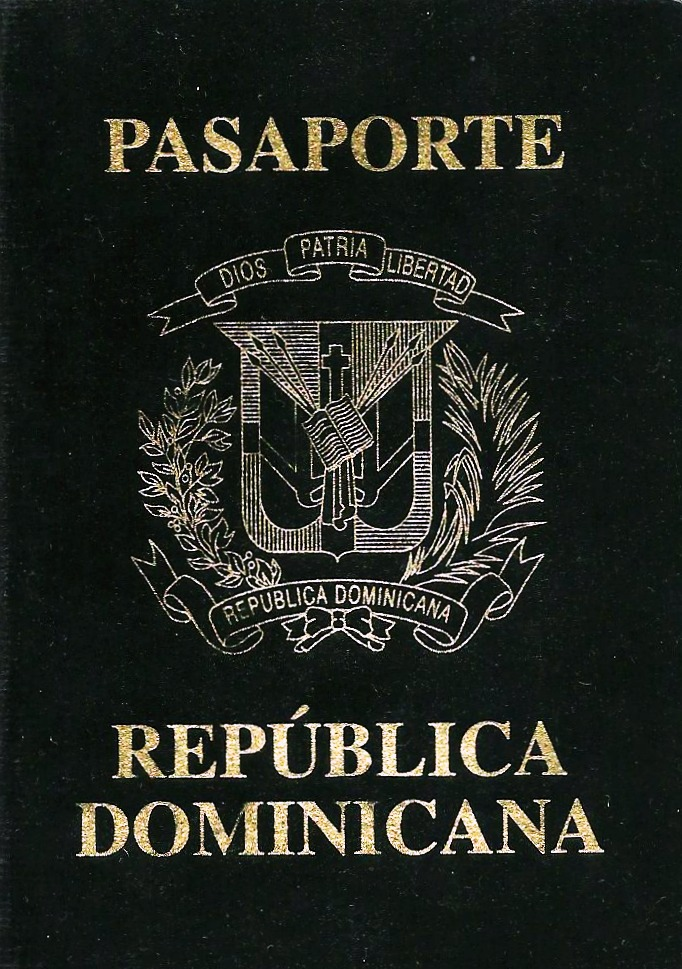
جمهورية الدومينيكان
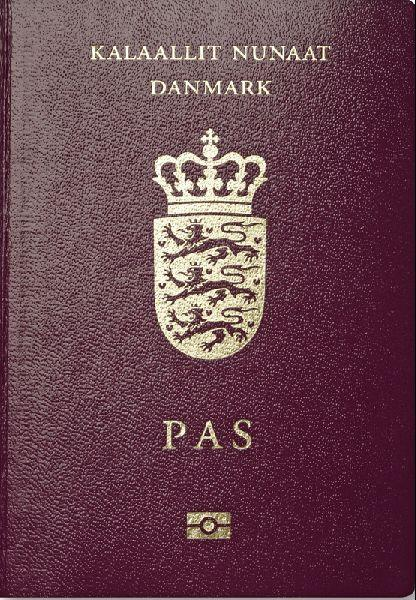
جرينلاند
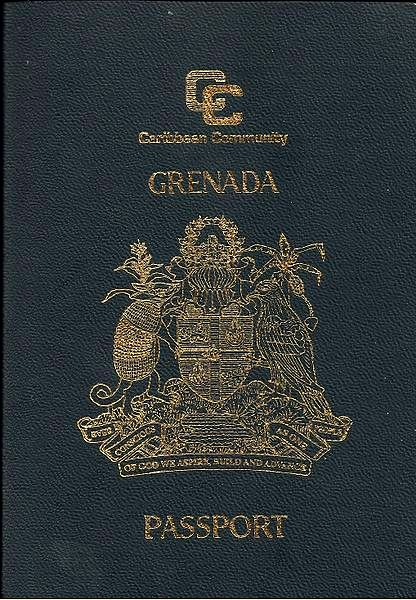
غرينادا
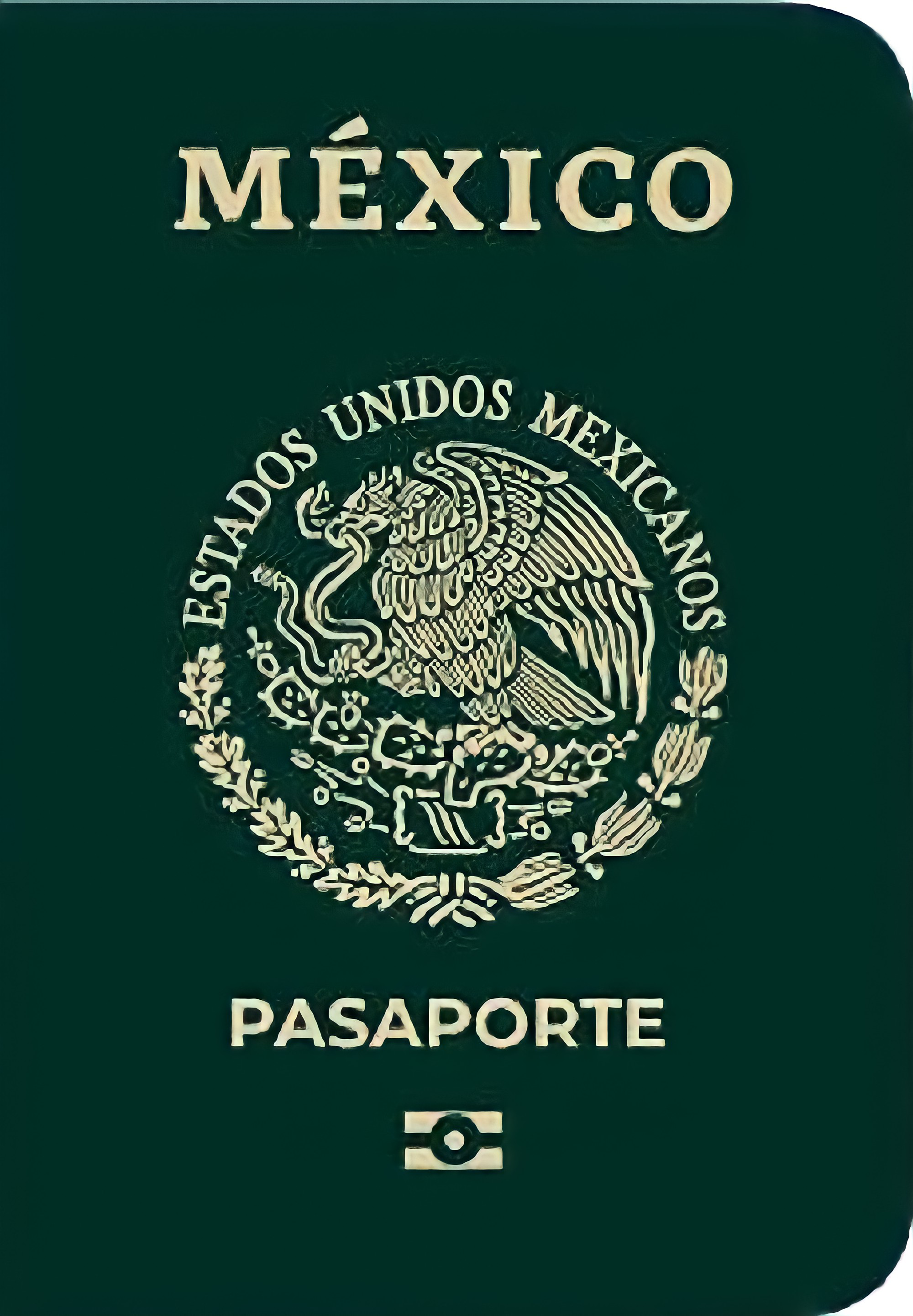
المكسيك
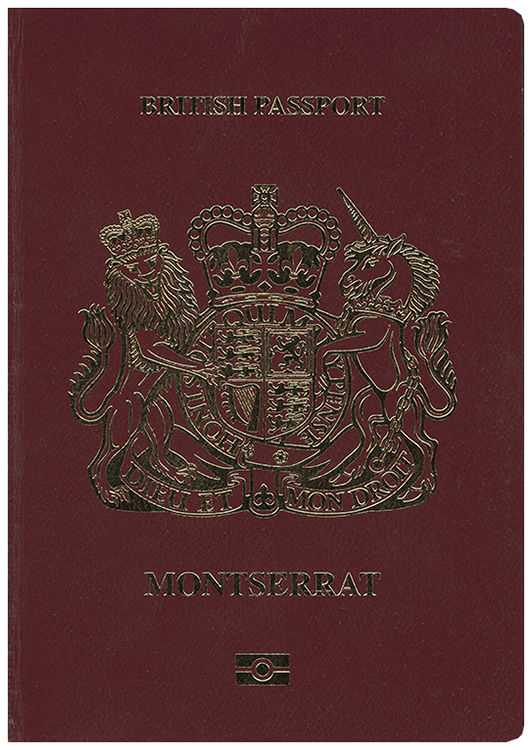
مونتسرات
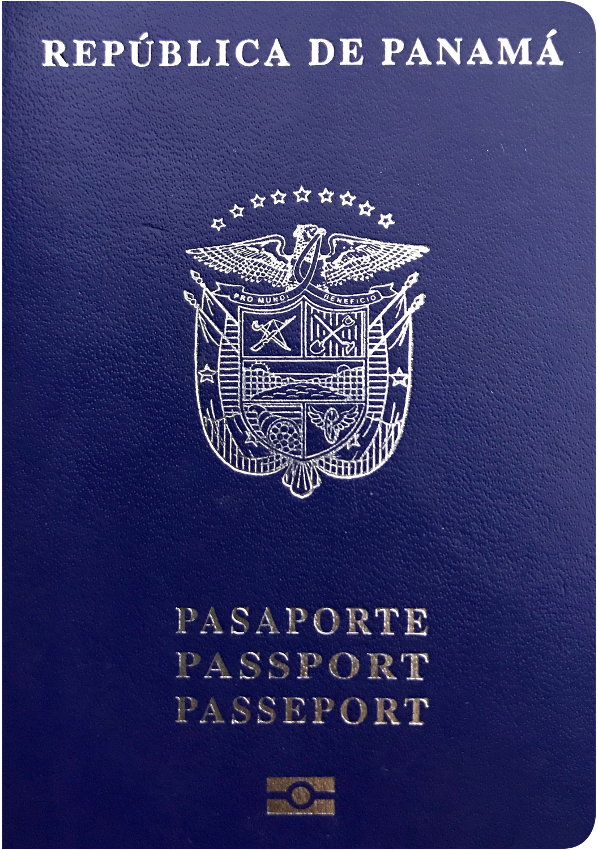
بنما
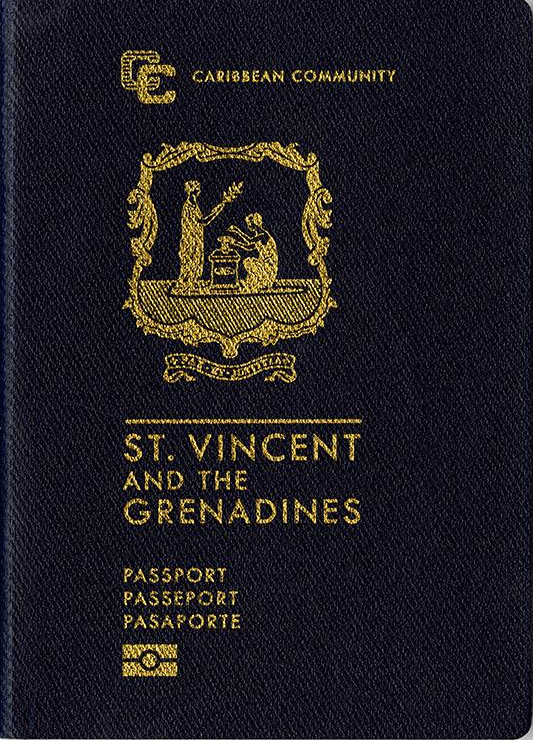
سانت فينسنت والغرينادين
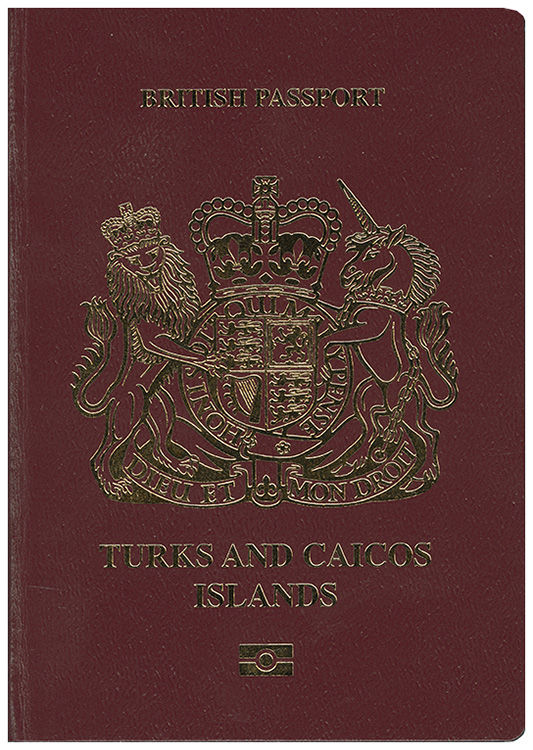
جزر توركس وكايكوس
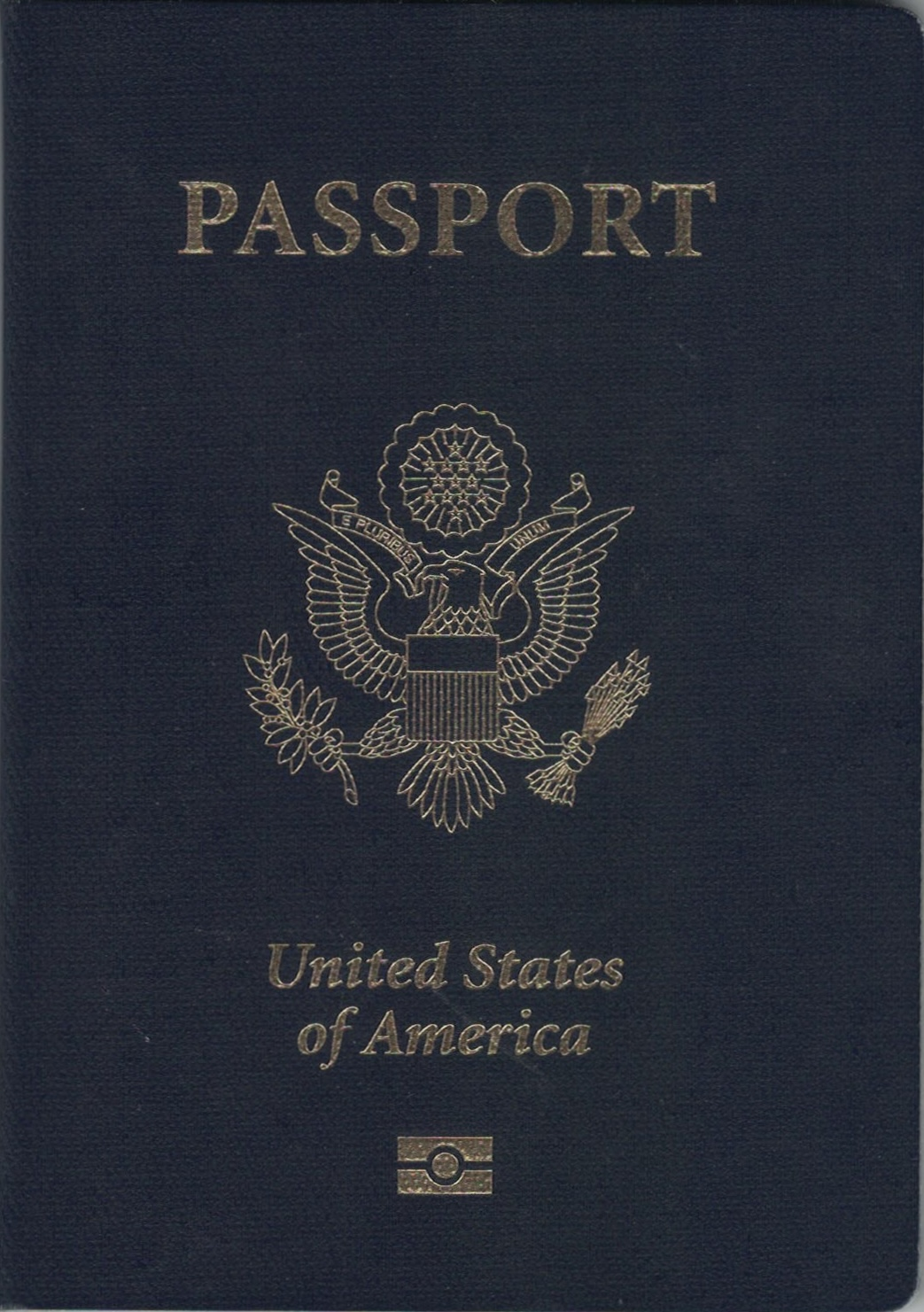
الولايات المتحدة

### أمريكا الجنوبية

بوليفيا
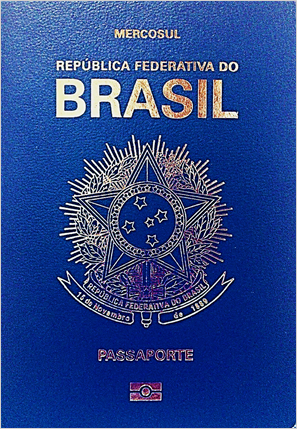
البرازيل
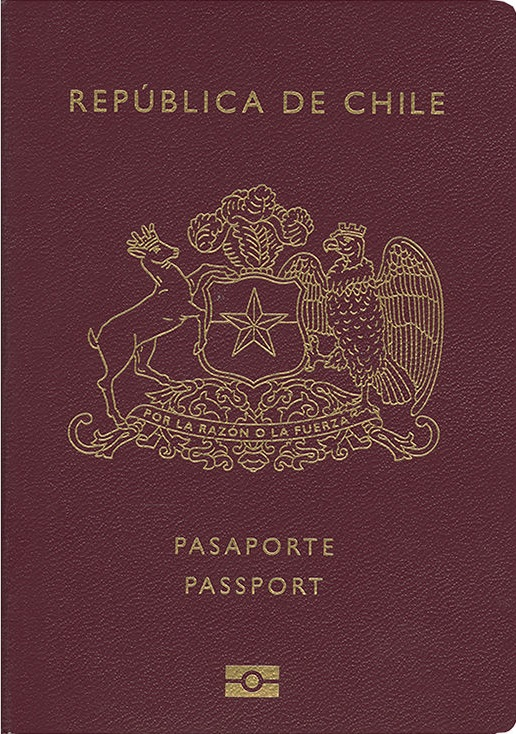
تشيلي
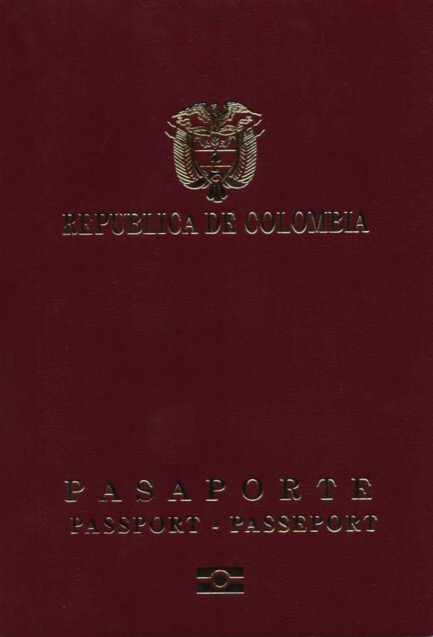
كولومبيا
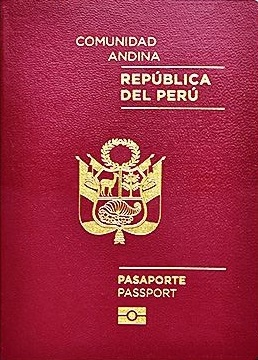
بيرو
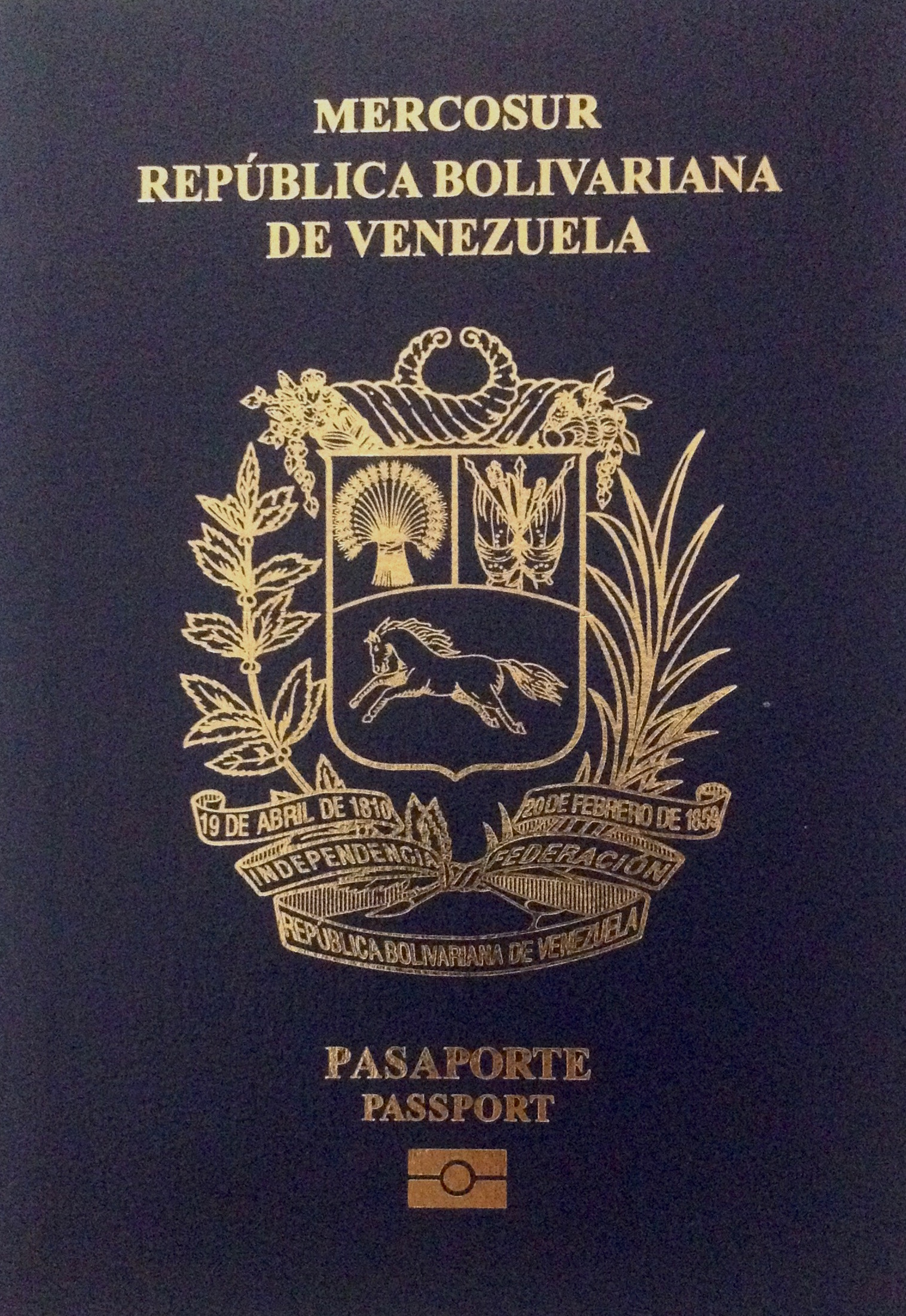
فنزويلا

### آسيا

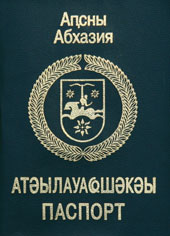
أبخازيا
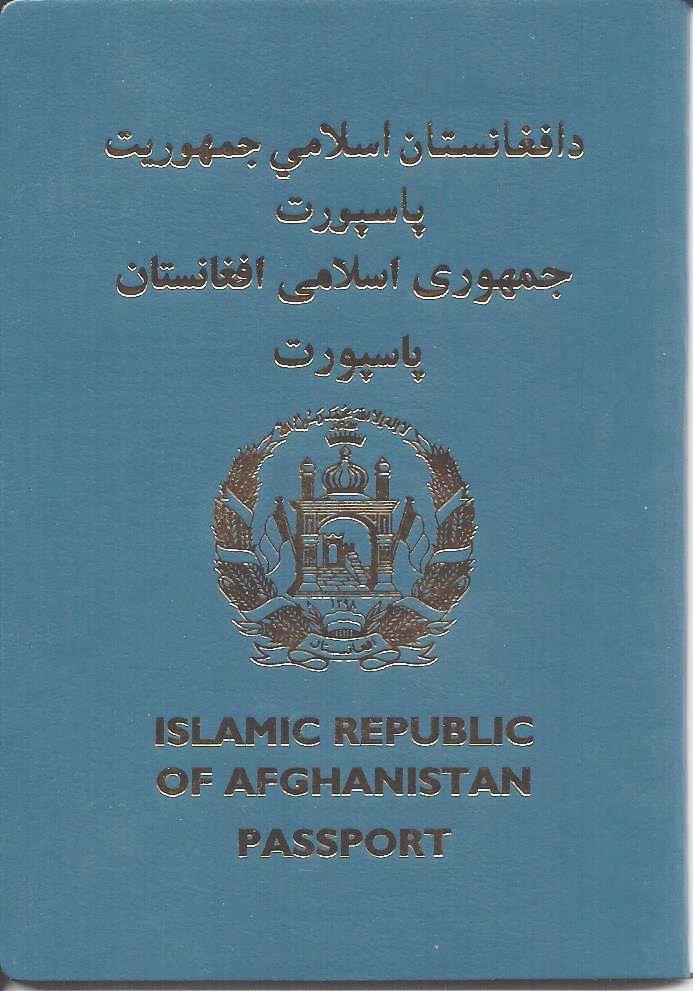
أفغانستان
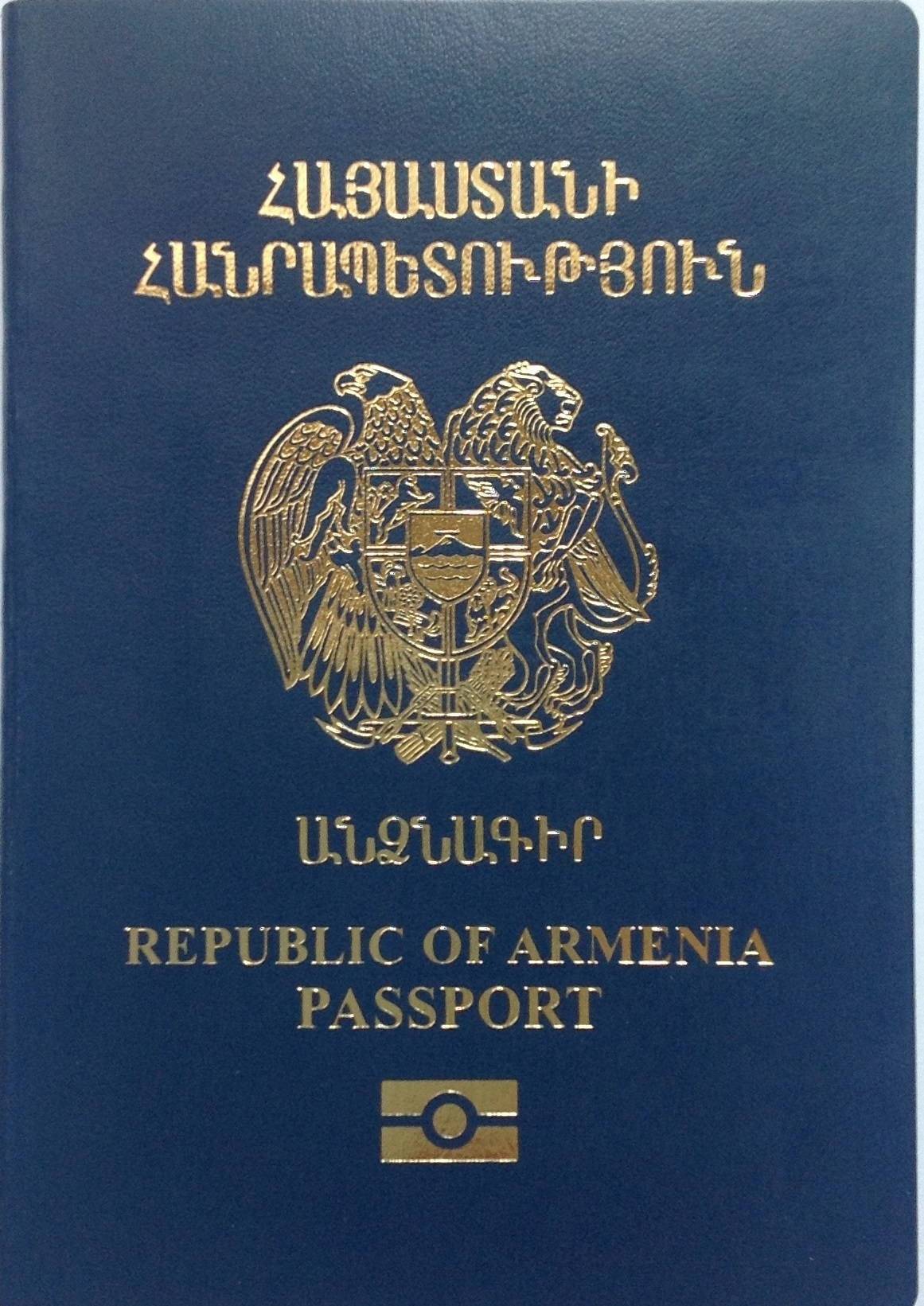
أرمينيا
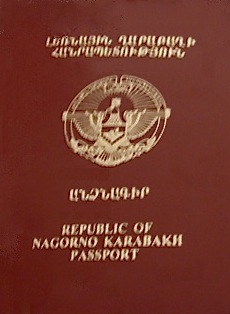
أرستاخ
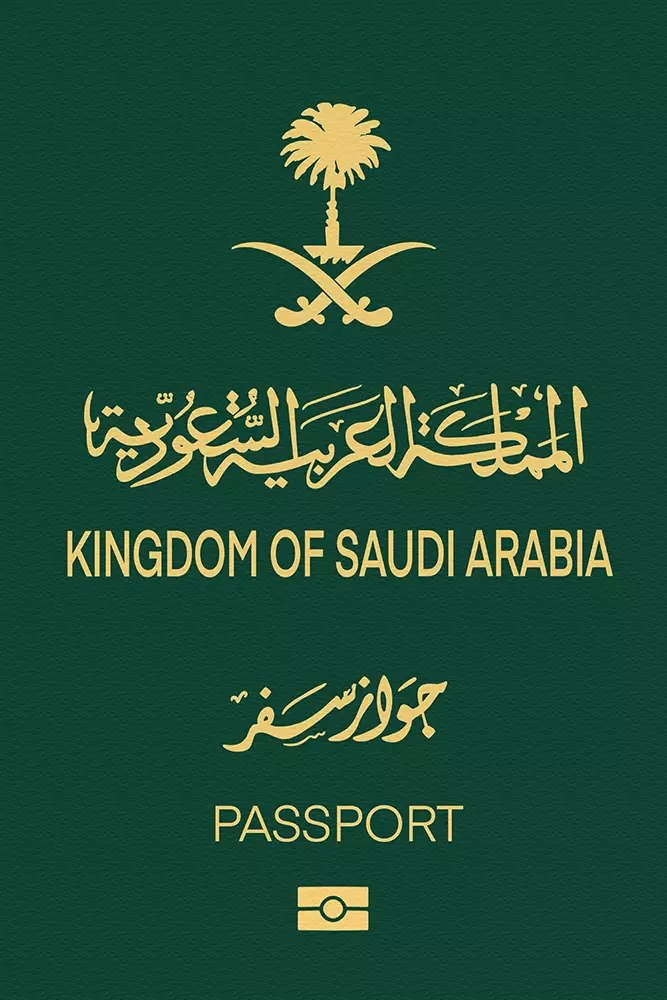
السعودية
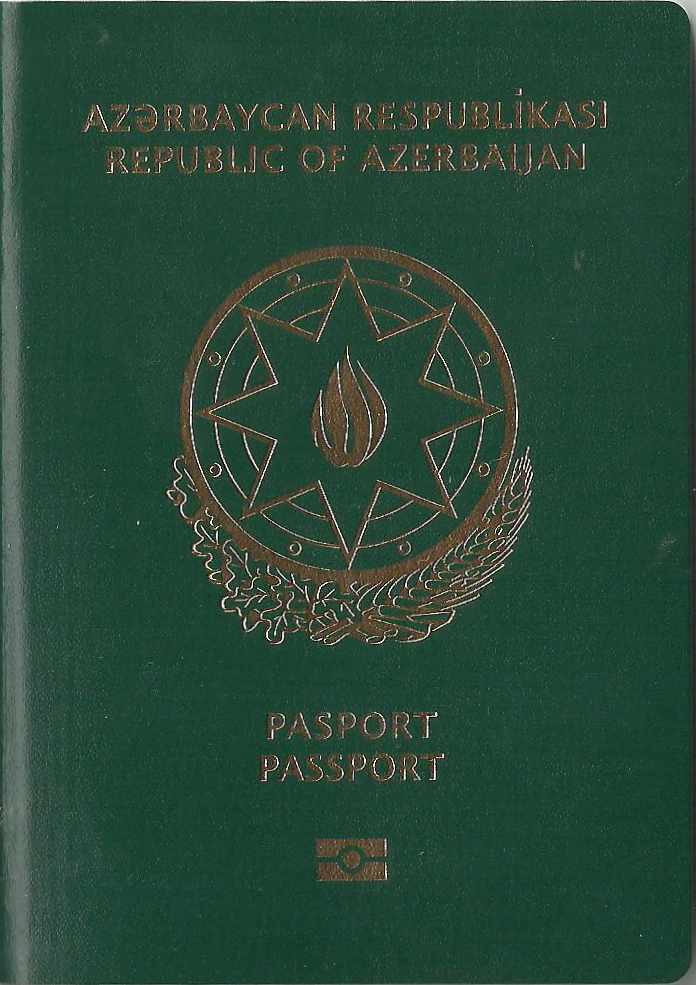
أذربيجان
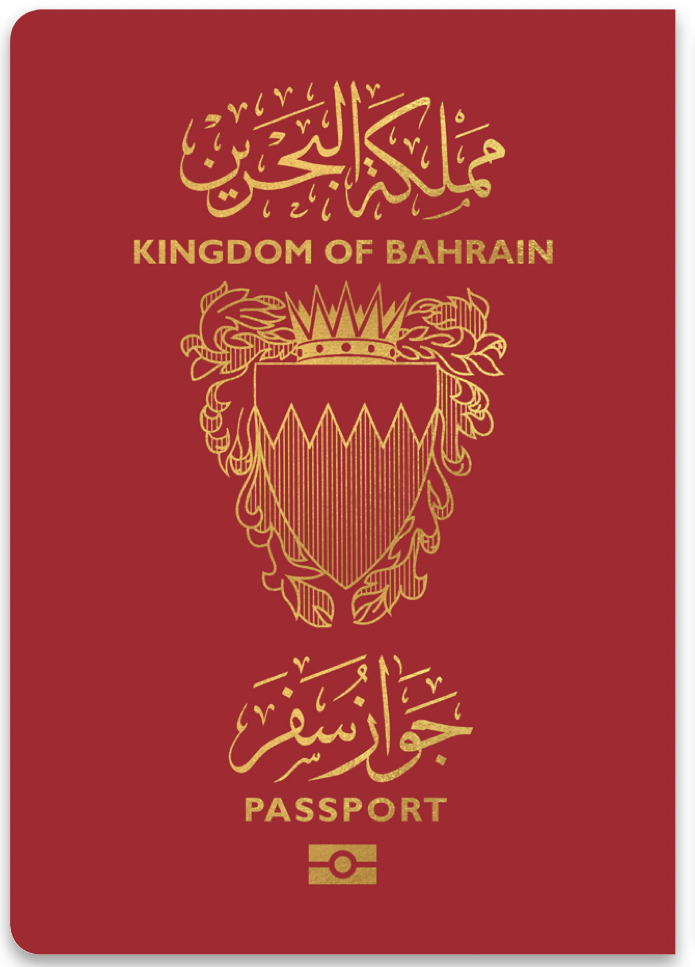
البحرين
بنغلاديش
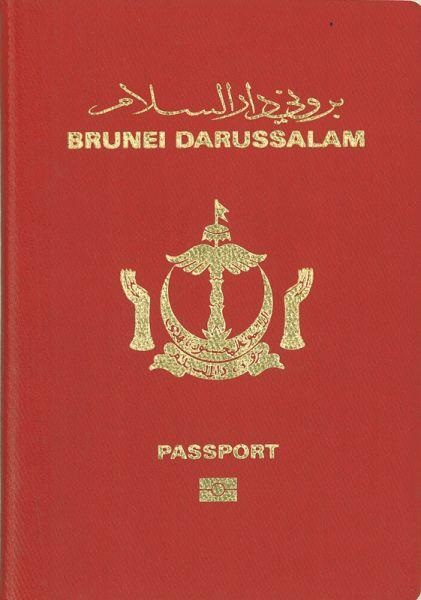
بروناي
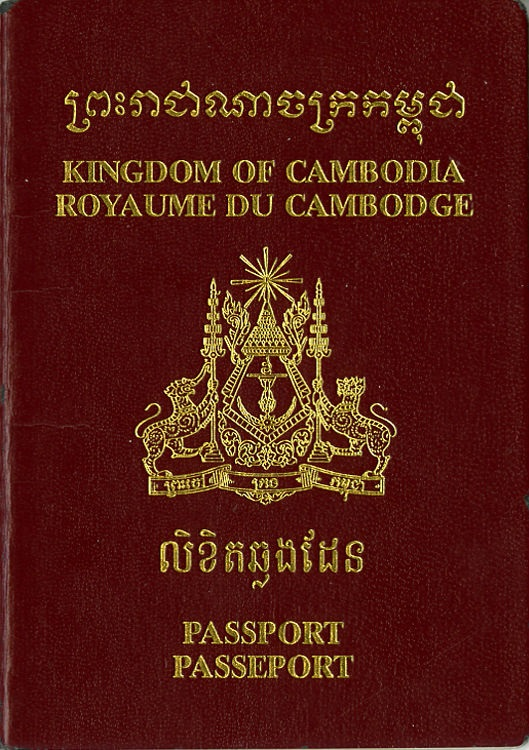
كمبوديا
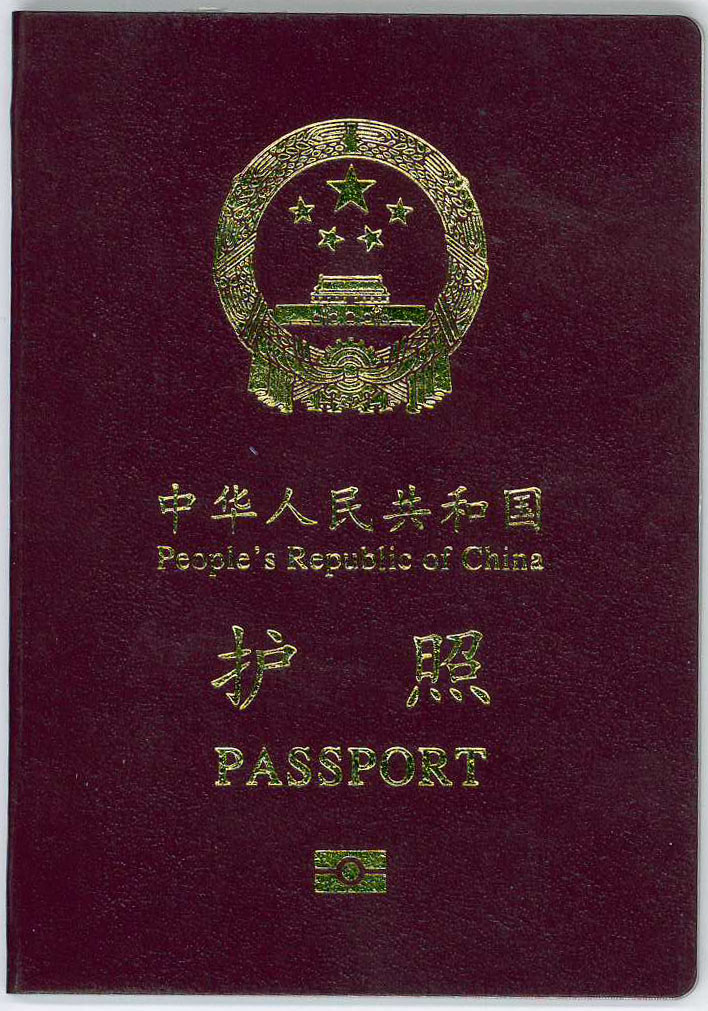
الصين
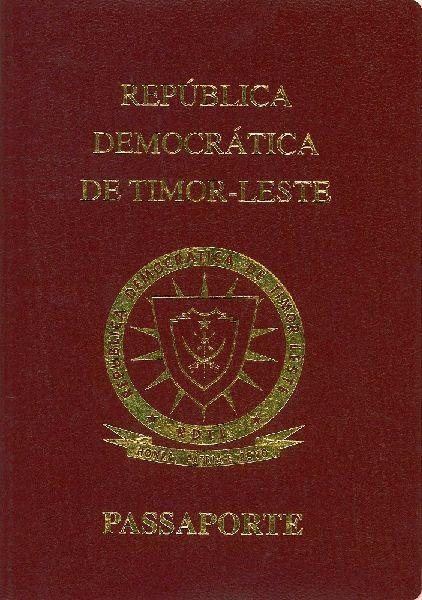
تيمور الشرقية
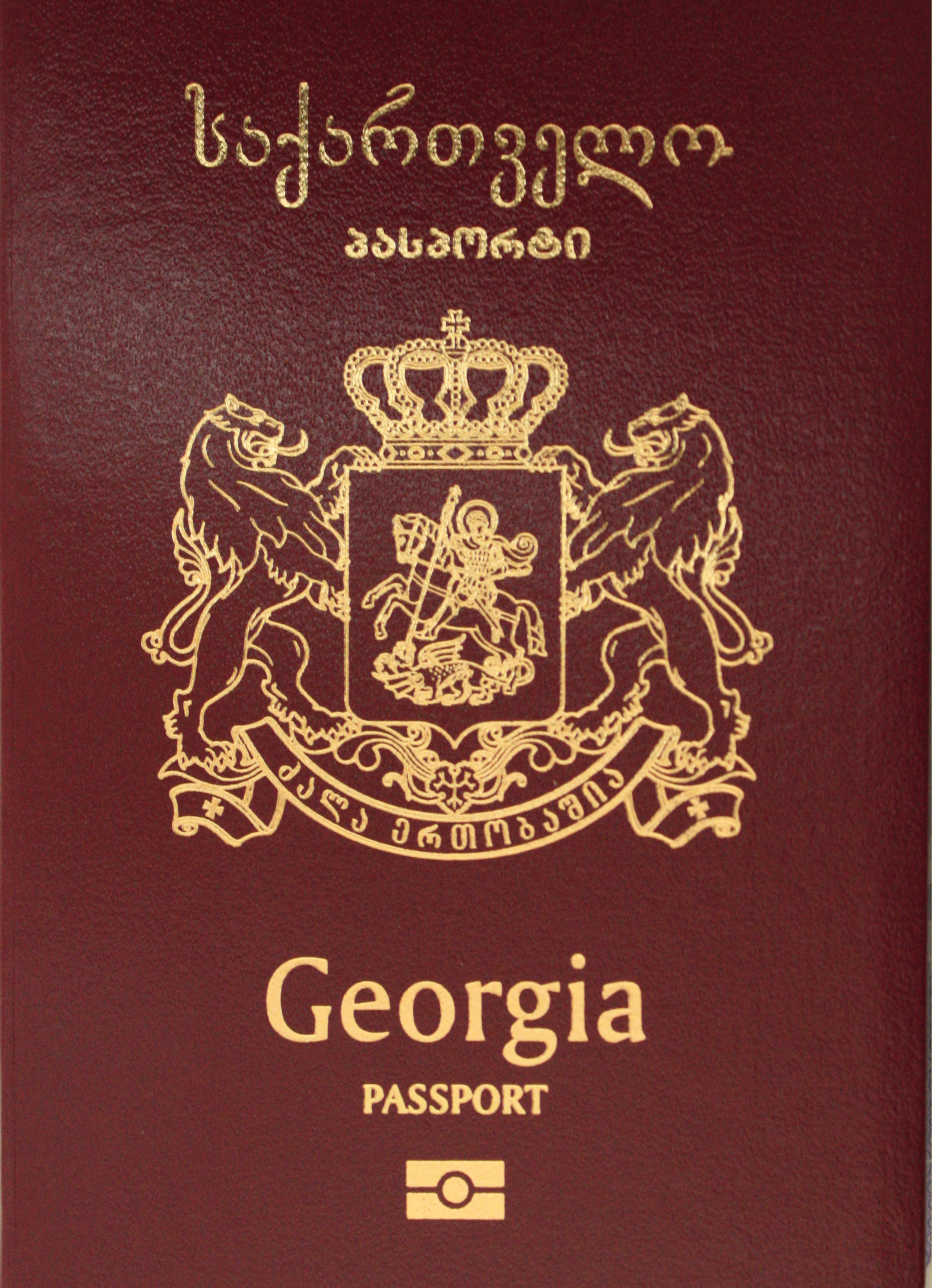
جورجيا
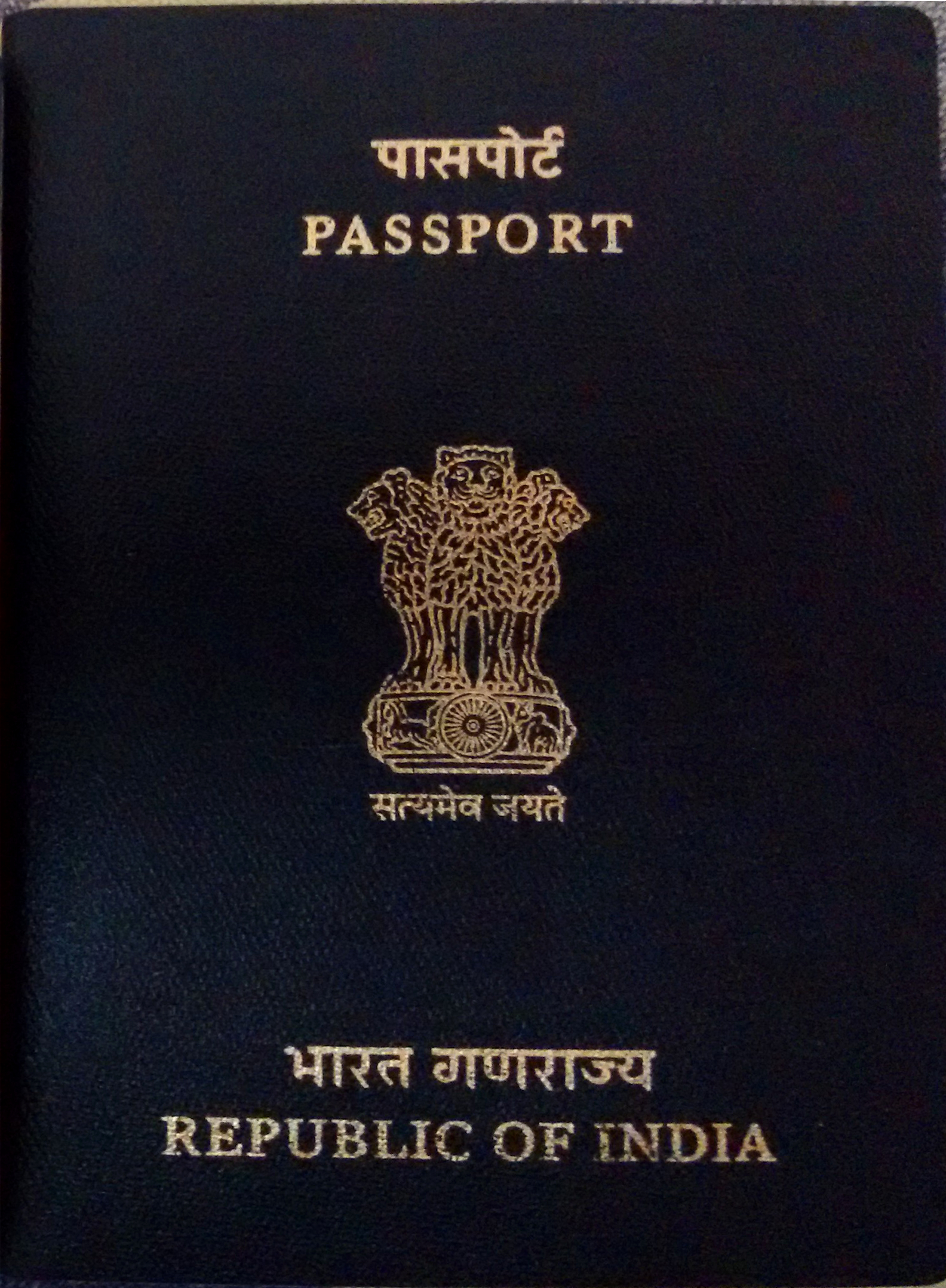
الهند
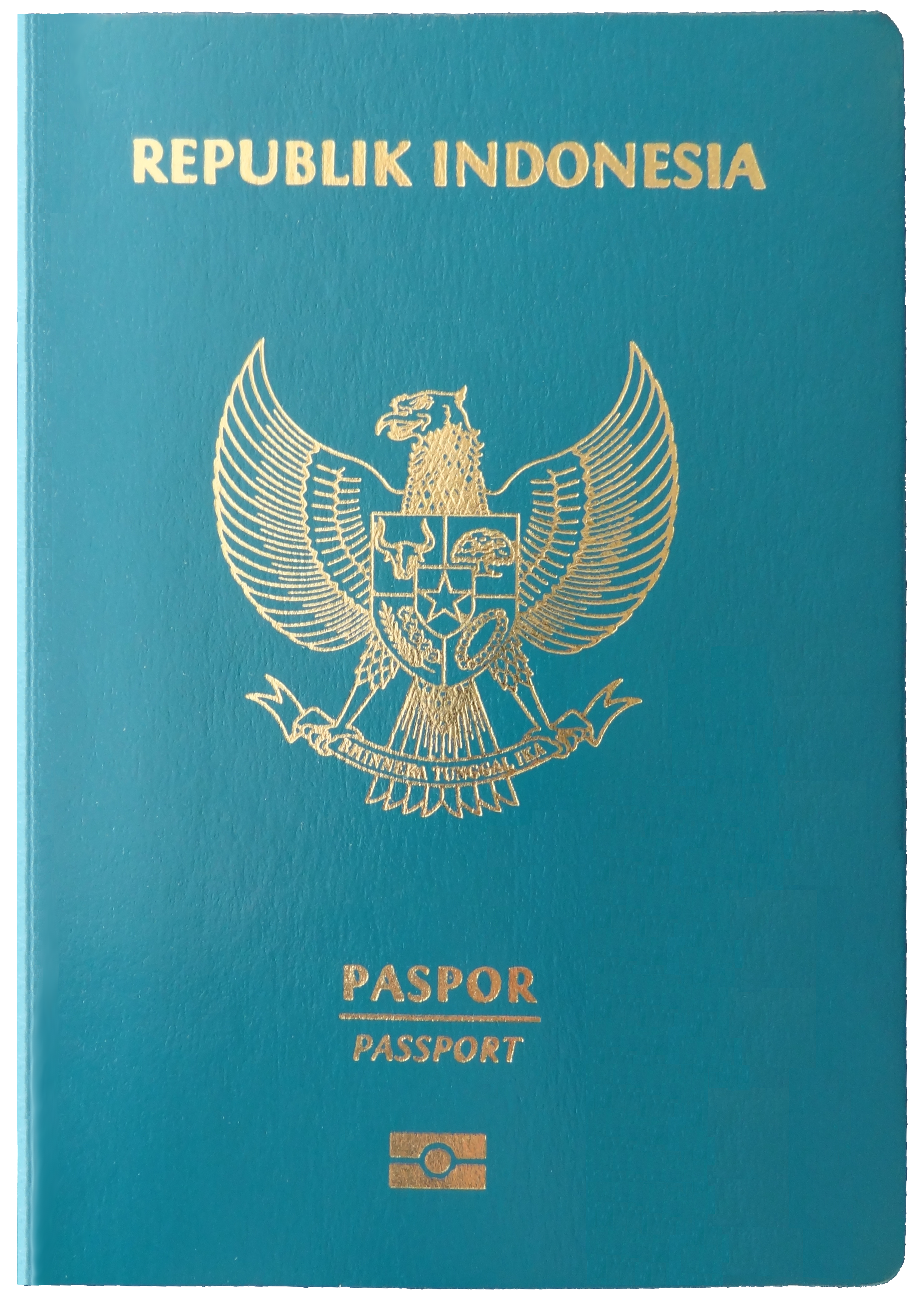
إندونيسيا
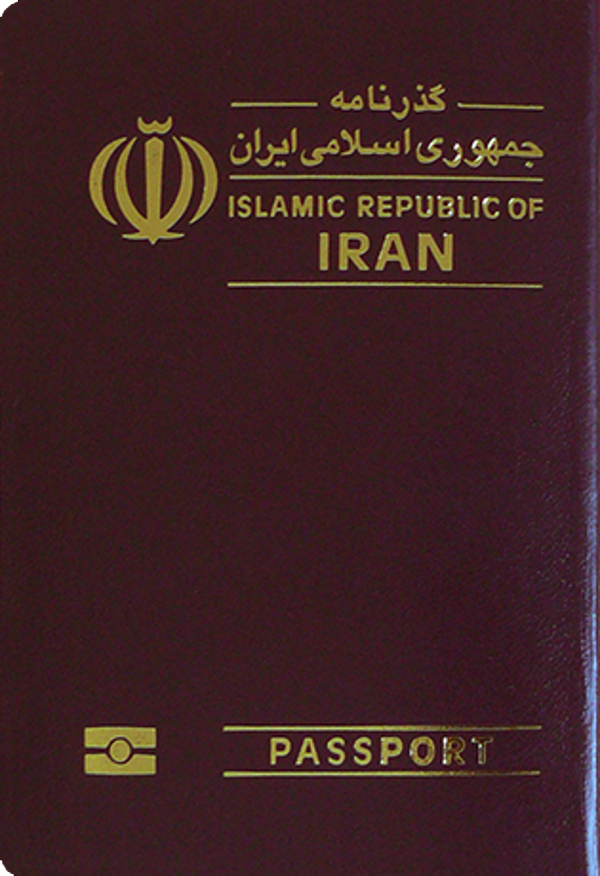
إيران
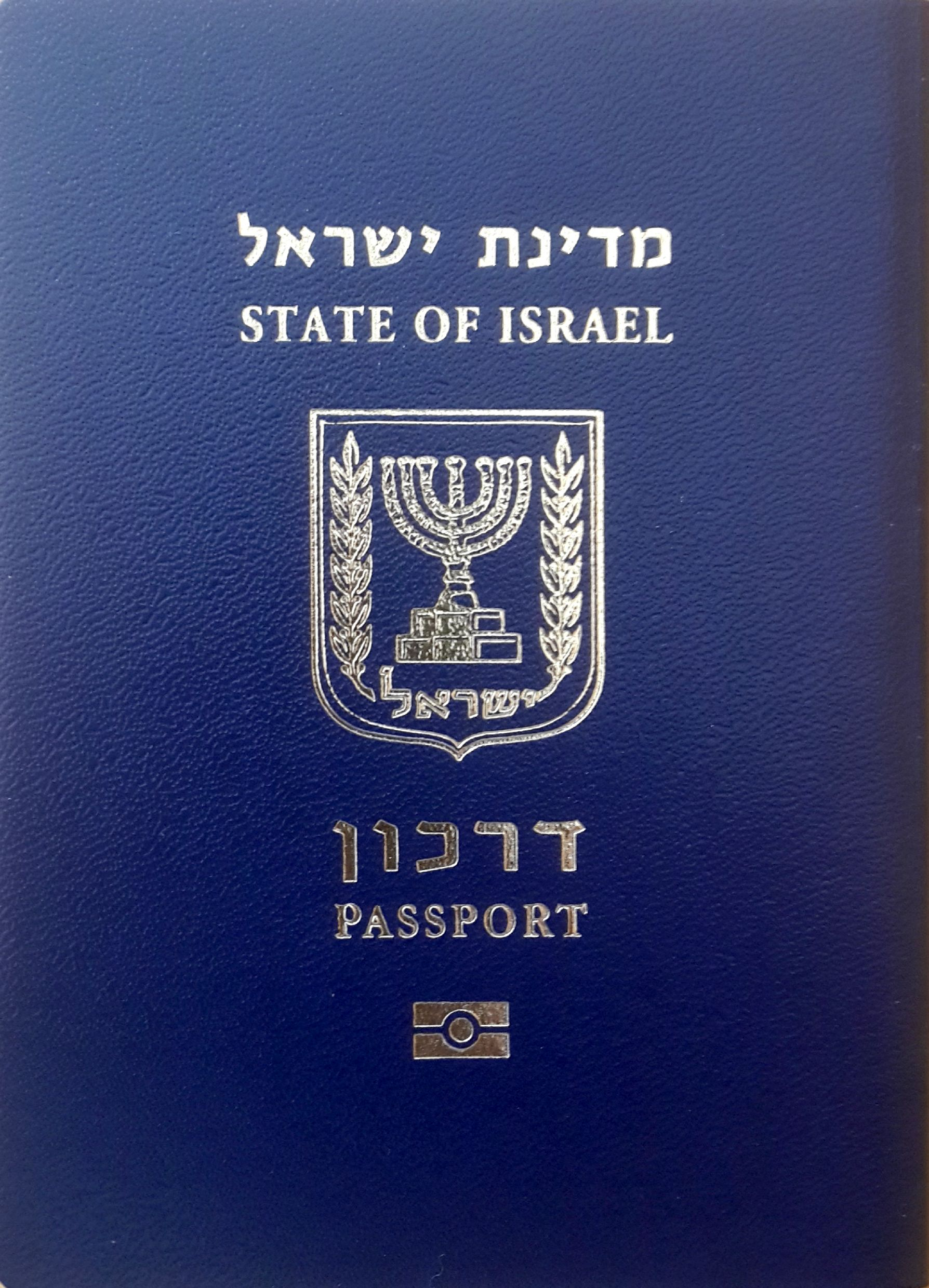
جواز سفر إسرائيلي
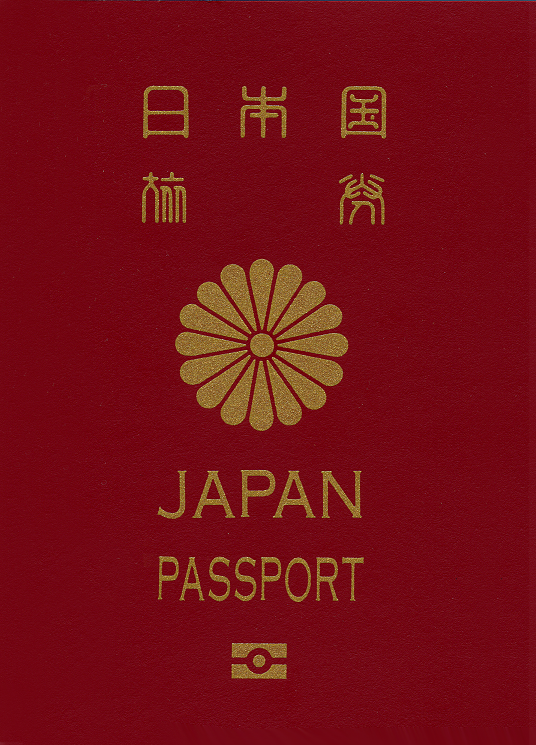
اليابان
كازاخستان
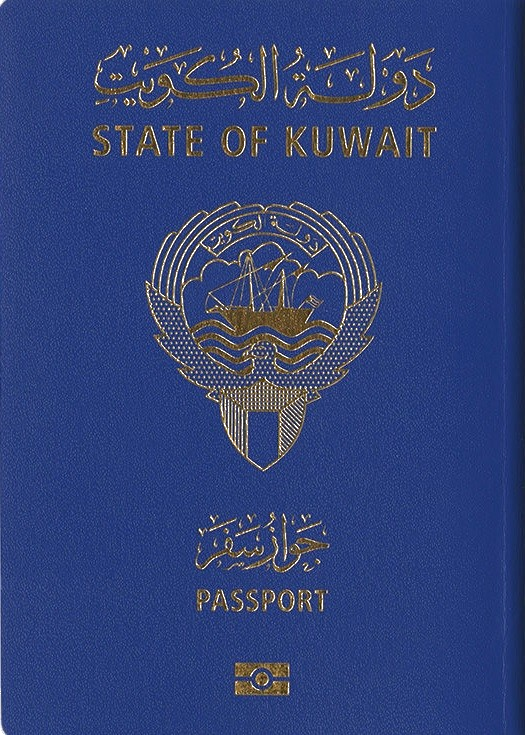
الكويت
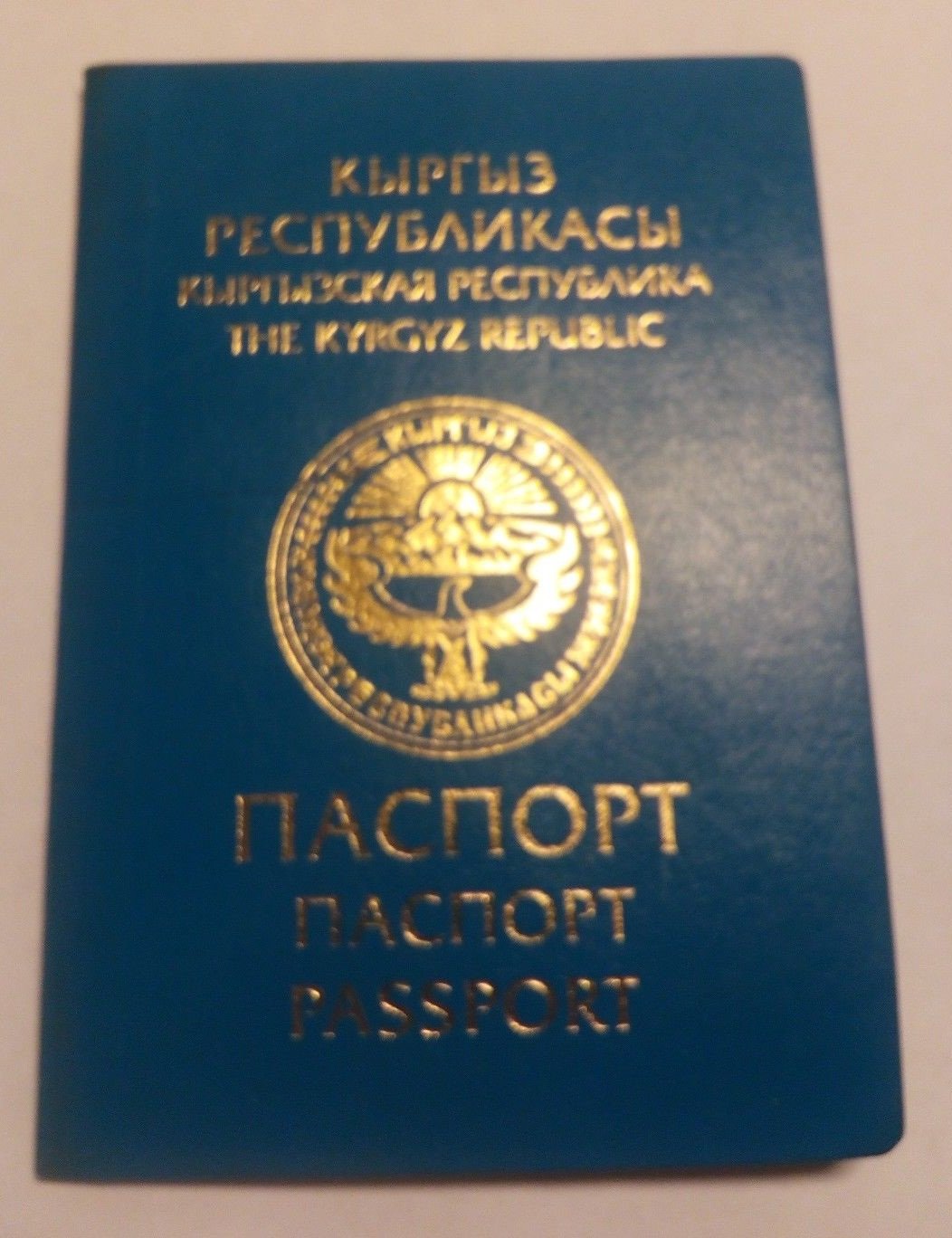
قيرغيزستان
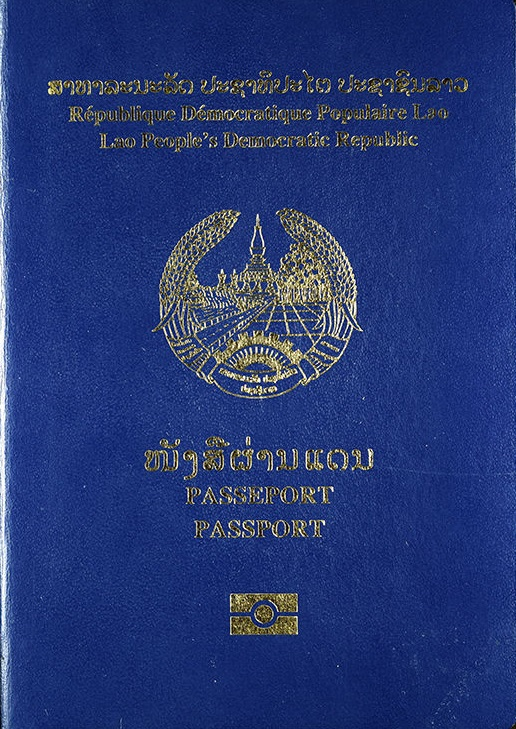
لاوس
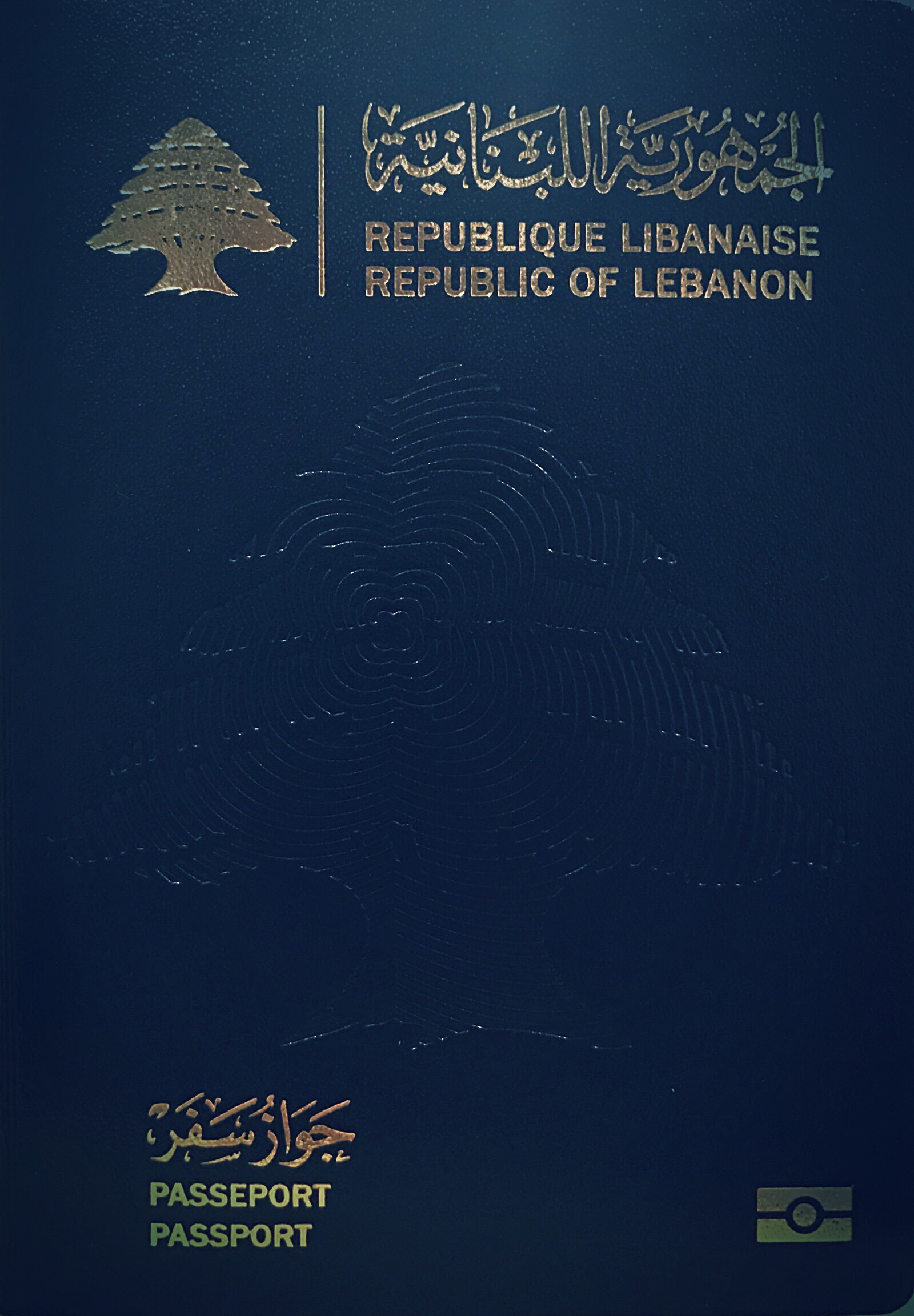
لبنان
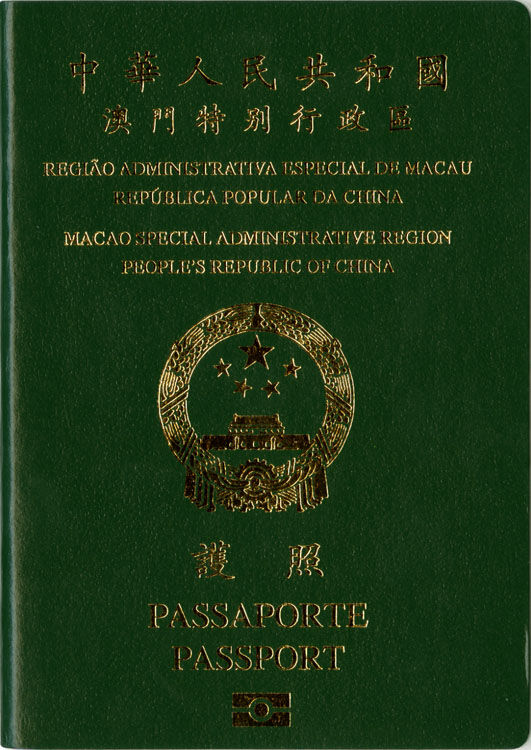
ماكاو
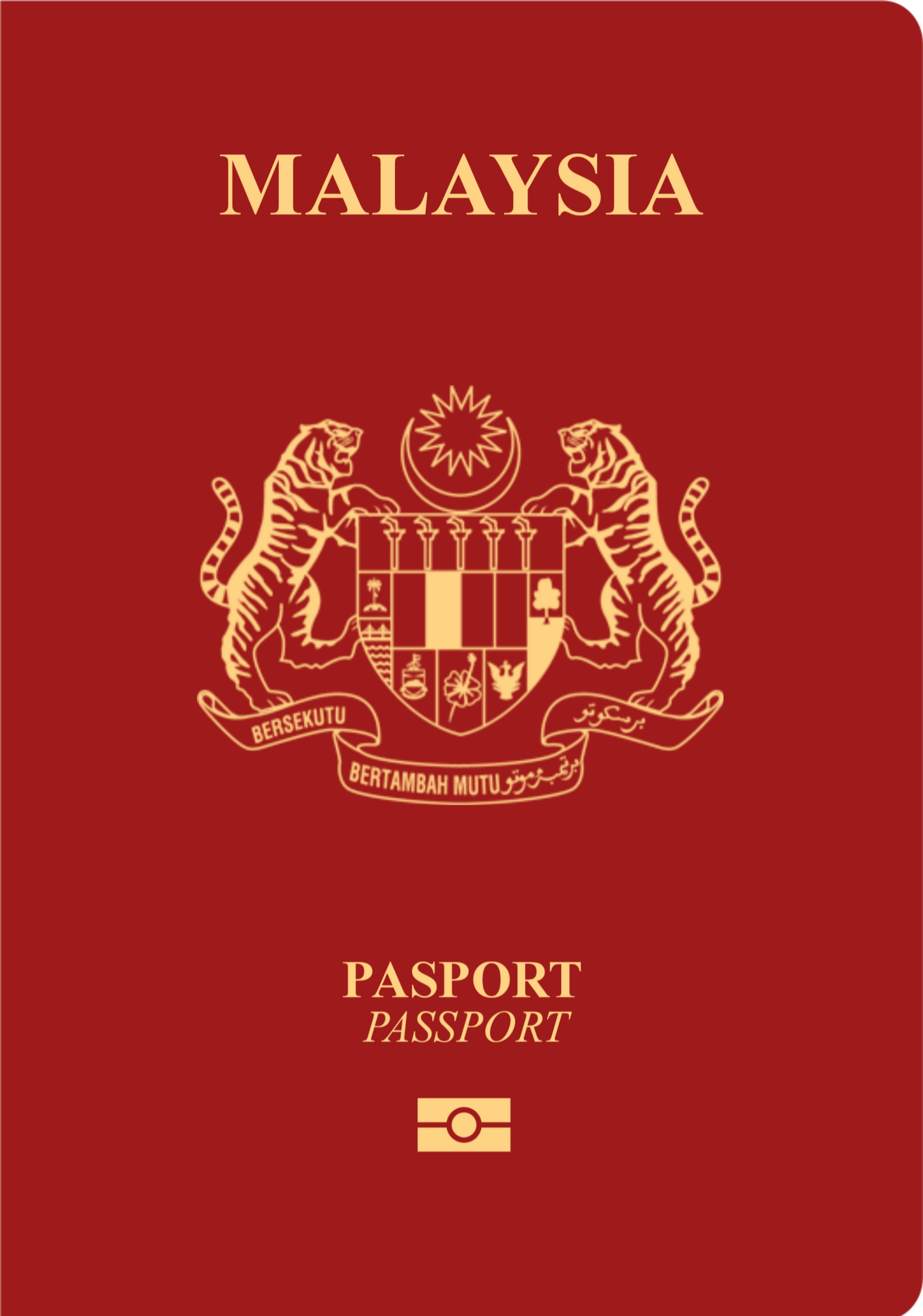
ماليزيا
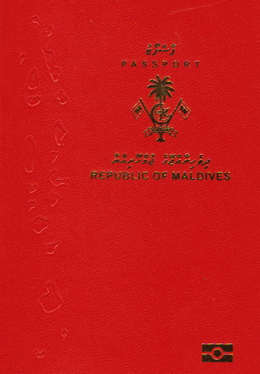
المالديف
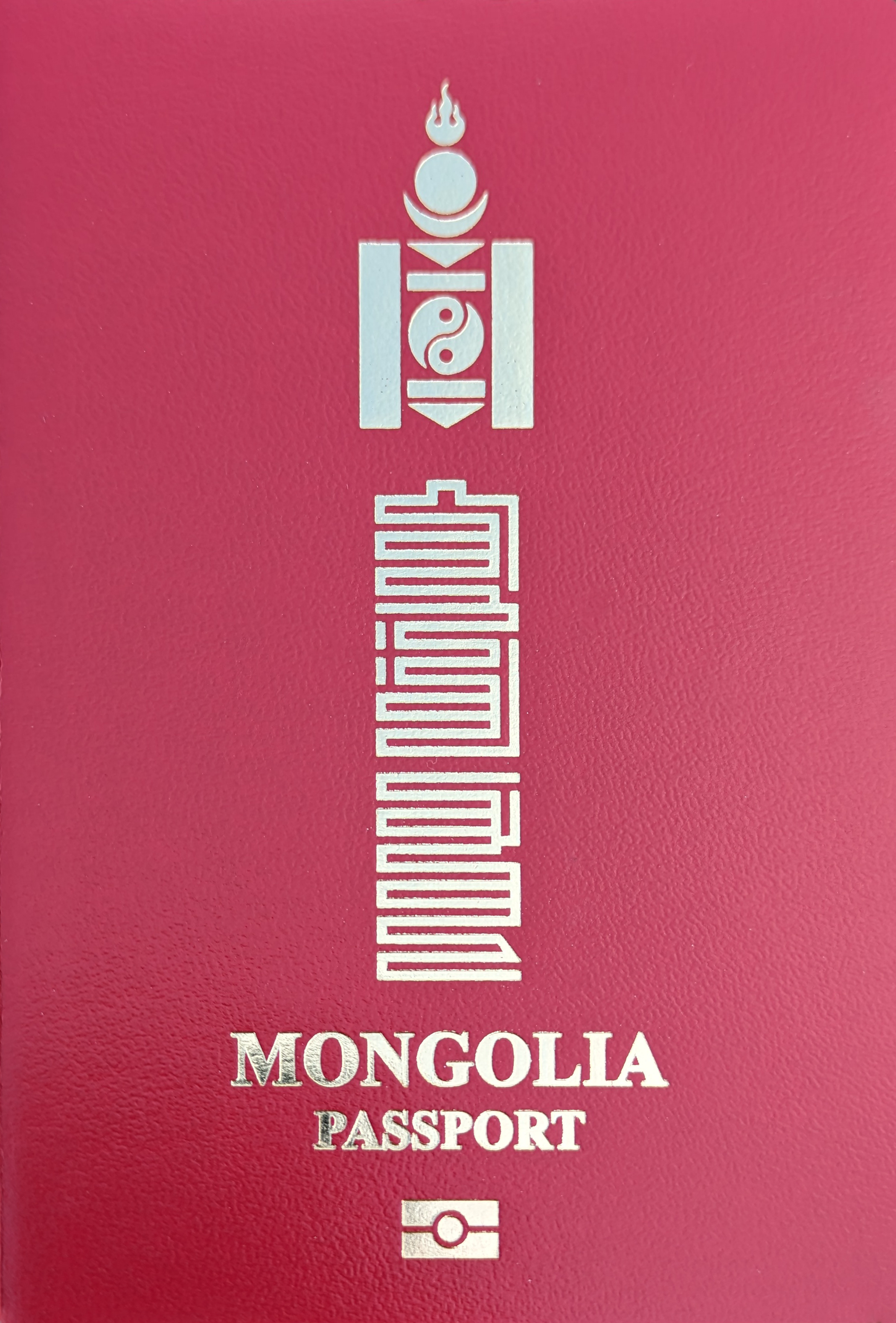
منغوليا
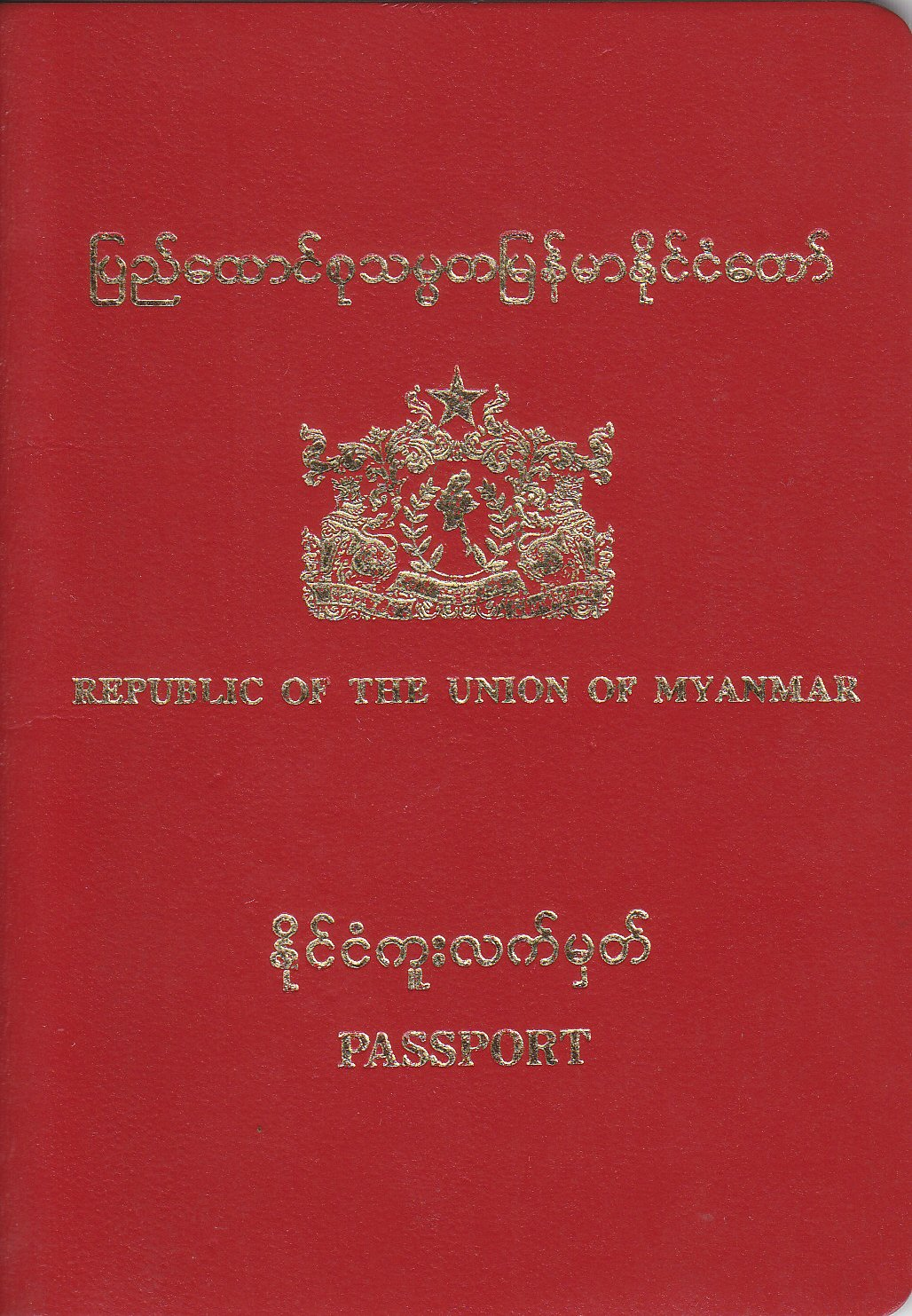
ميانمار
كوريا الشمالية
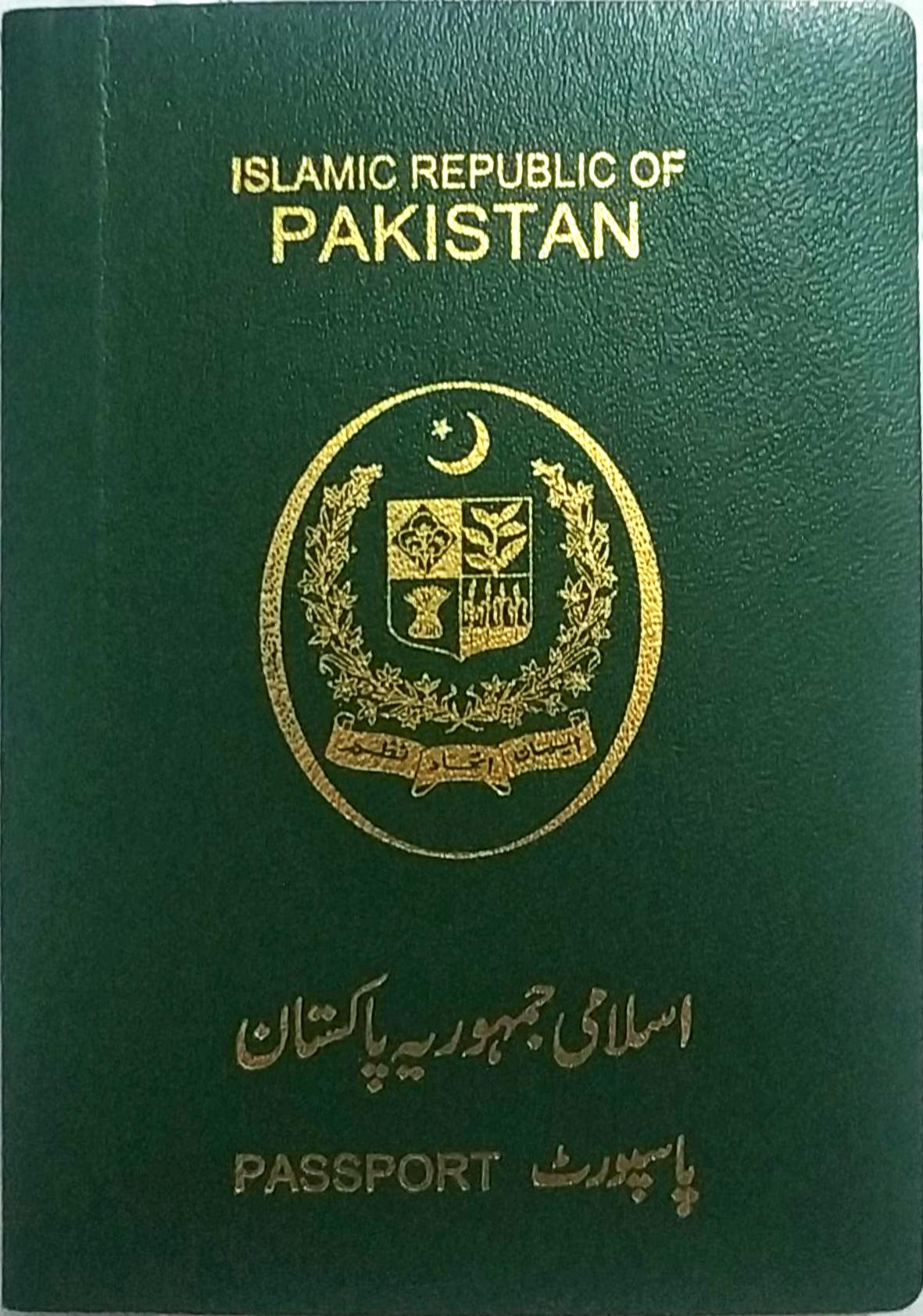
باكستان
الفلبين
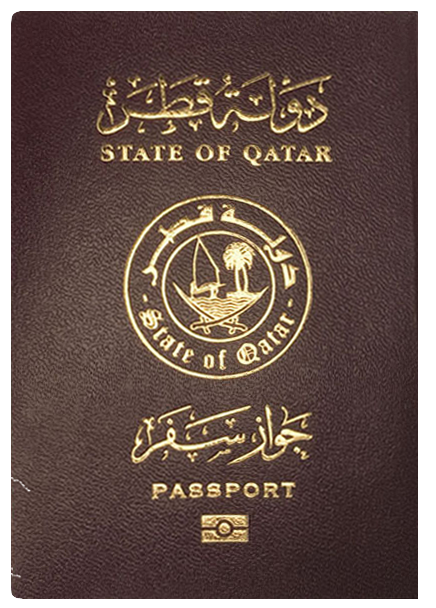
قطر
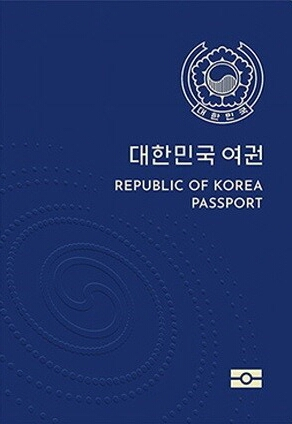
كوريا الجنوبية
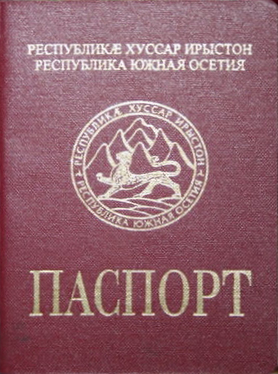
أوسيتيا الجنوبية
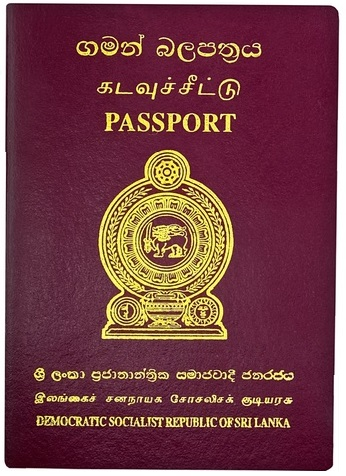
سريلانكا
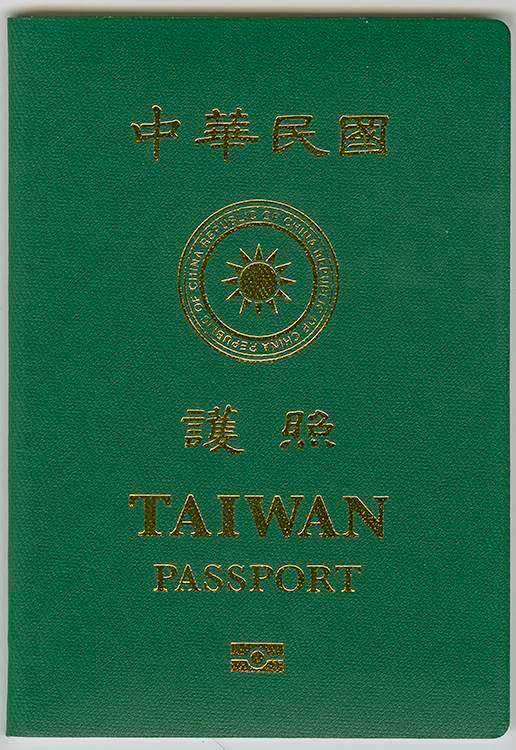
تايوان
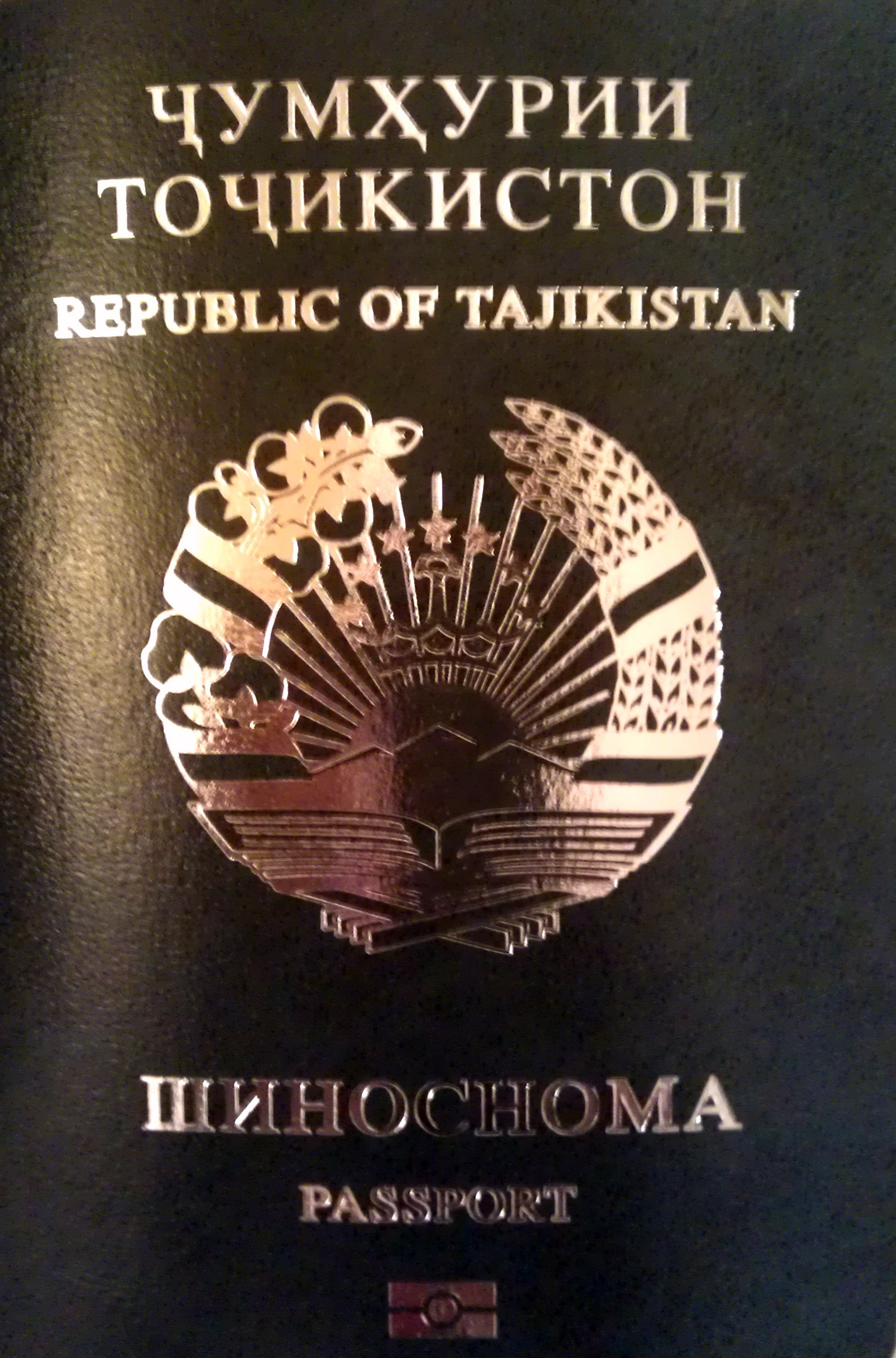
طاجيكستان
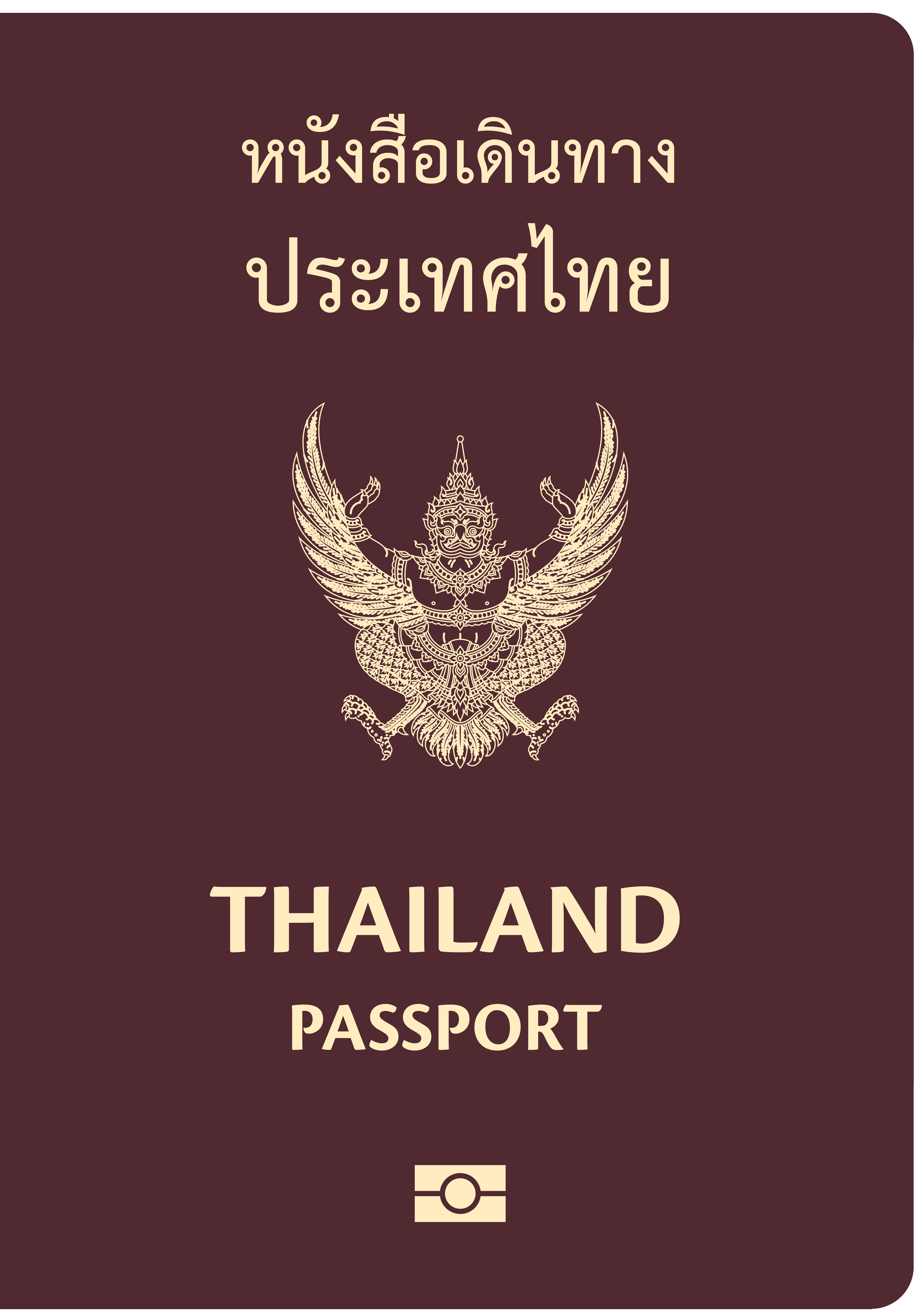
تايلاند
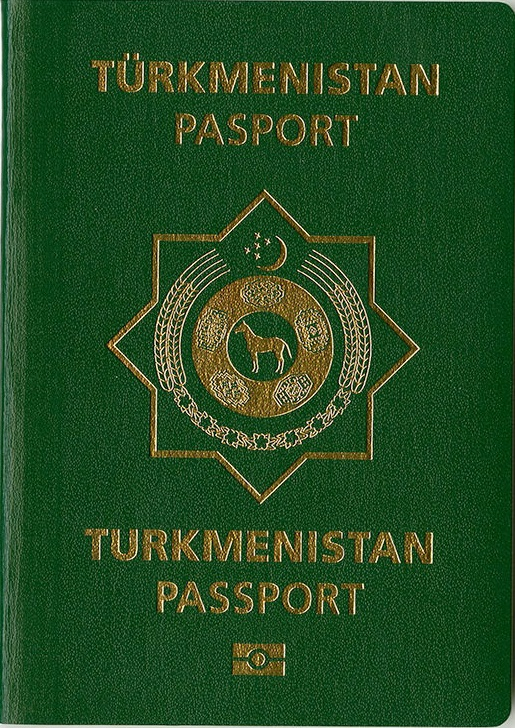
تركمانستان
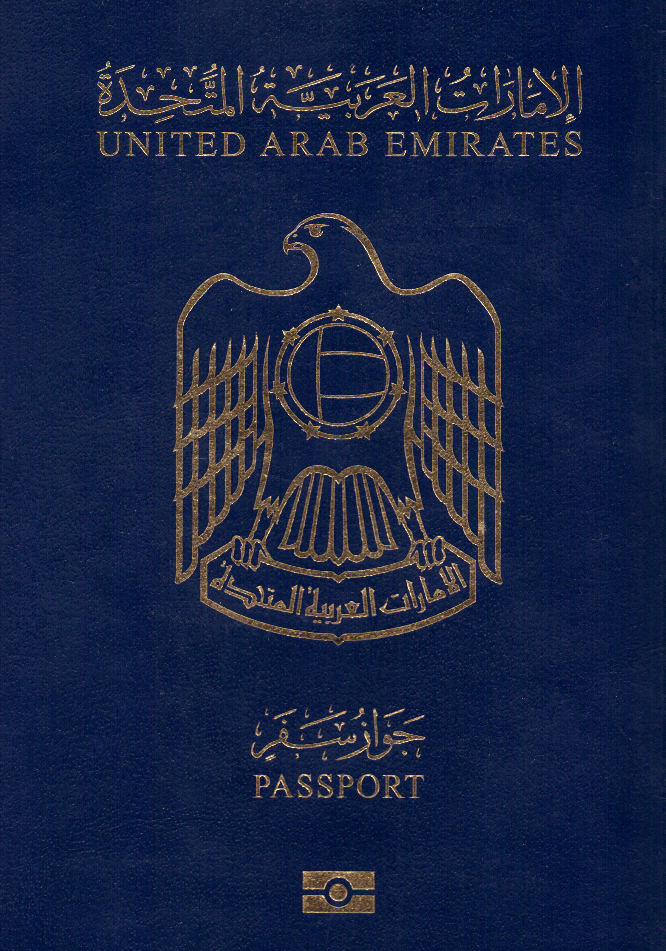
الإمارات
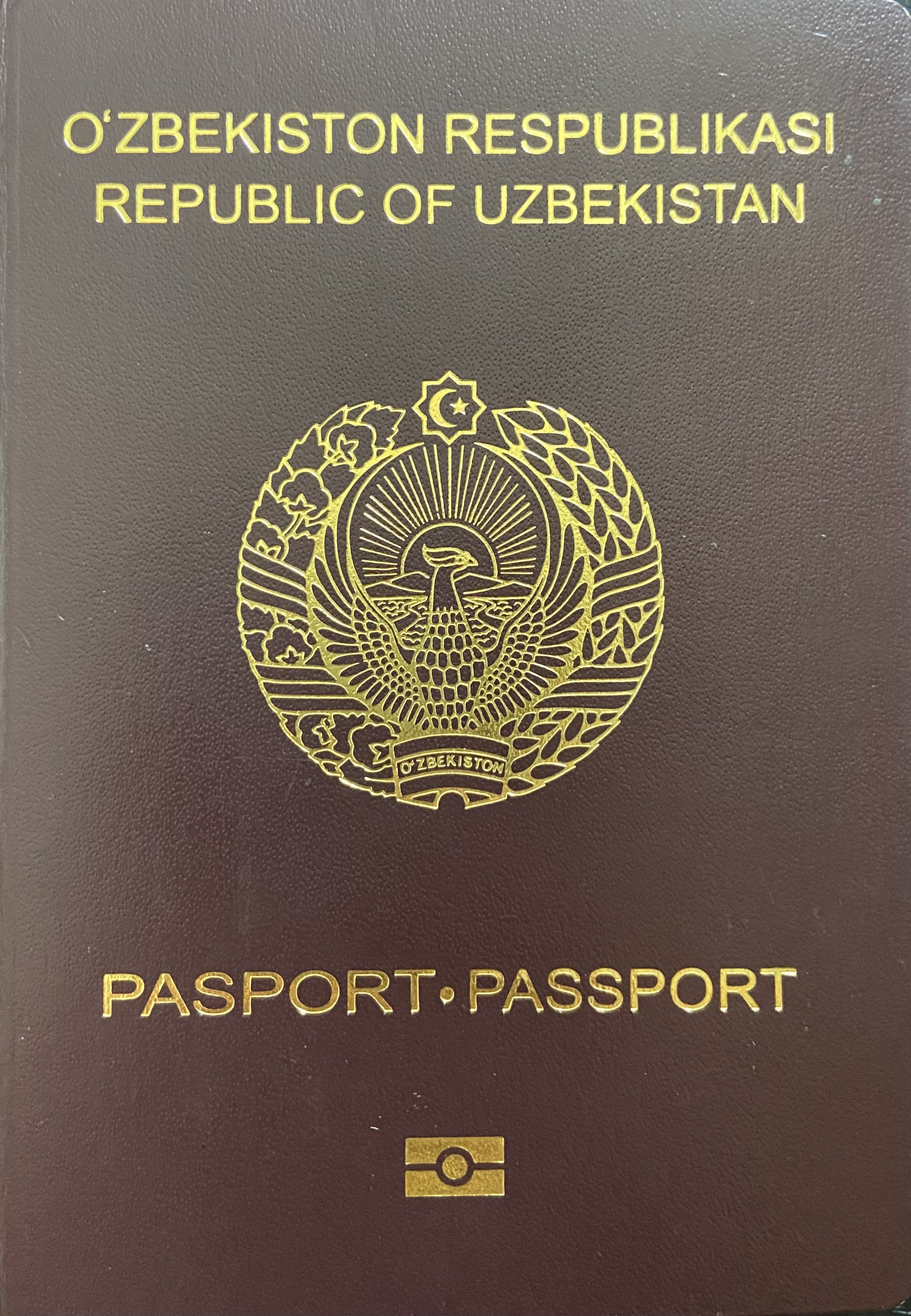
أوزبكستان
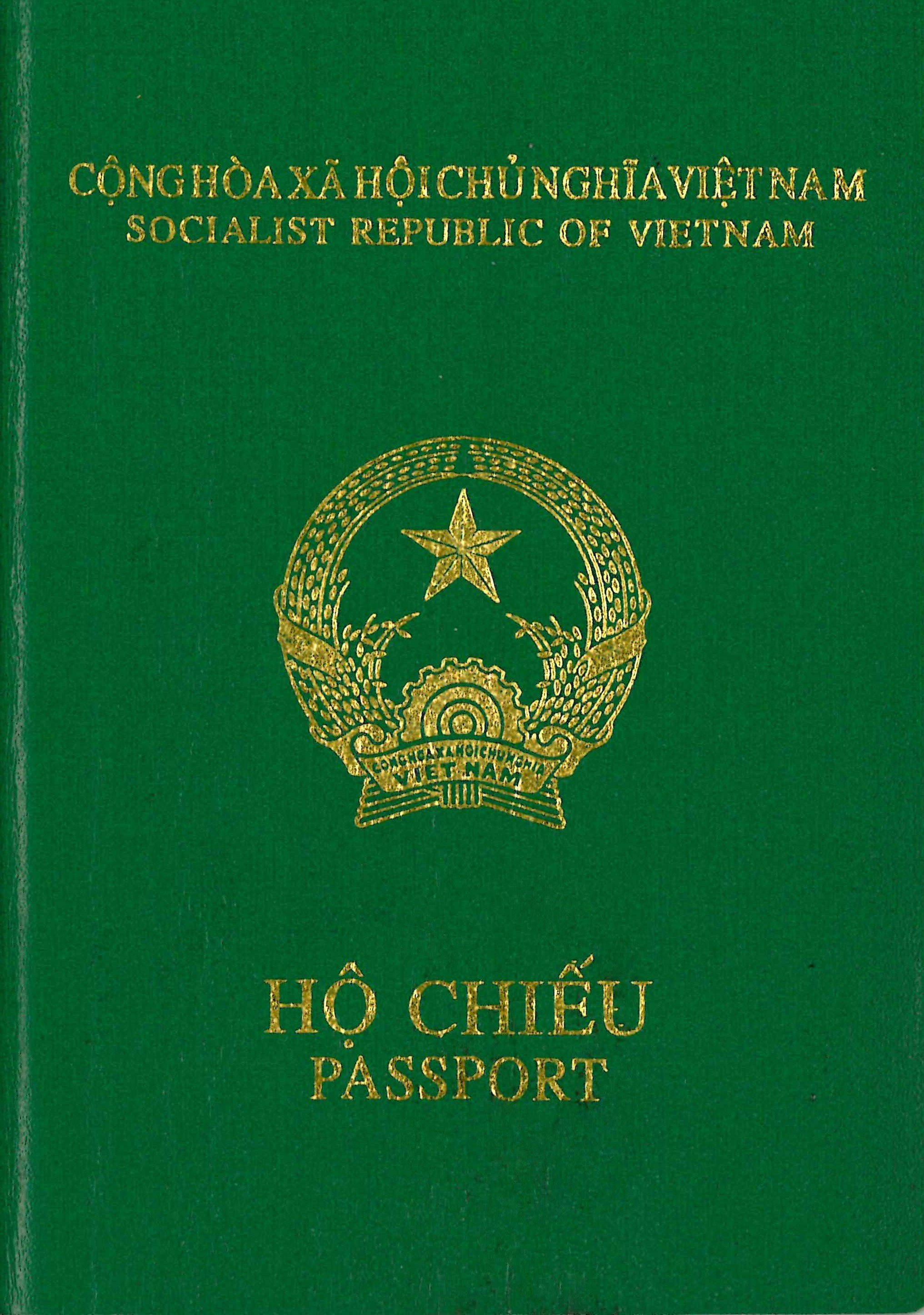
فيتنام
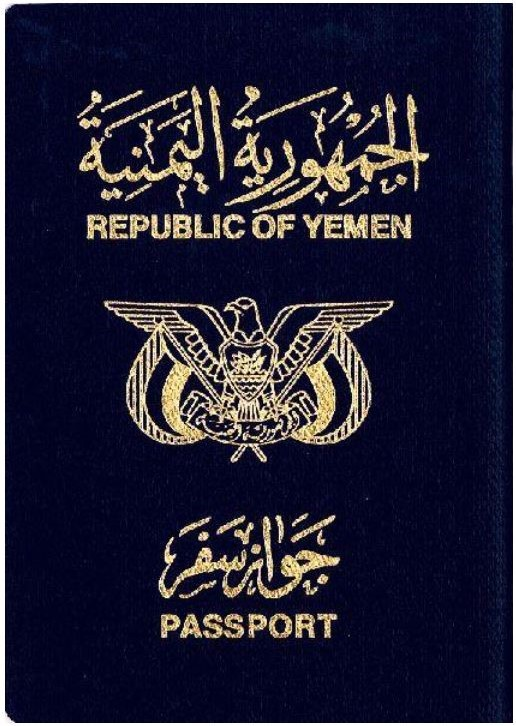
اليمن

### أوروبا

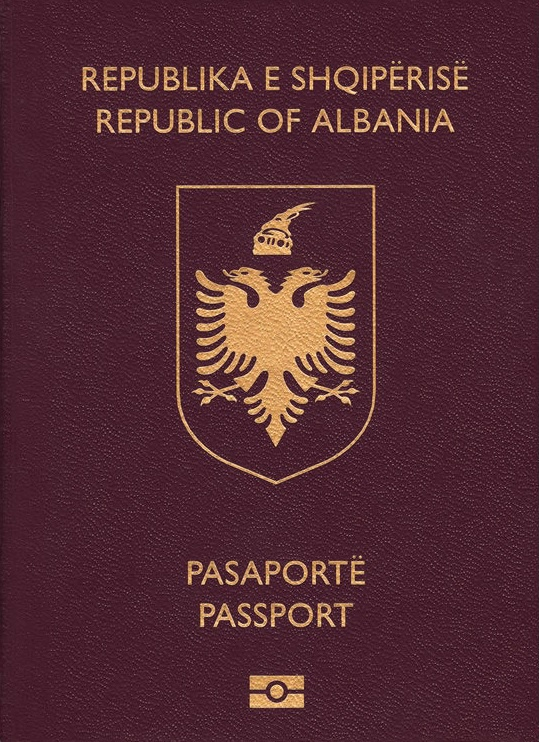
ألبانيا
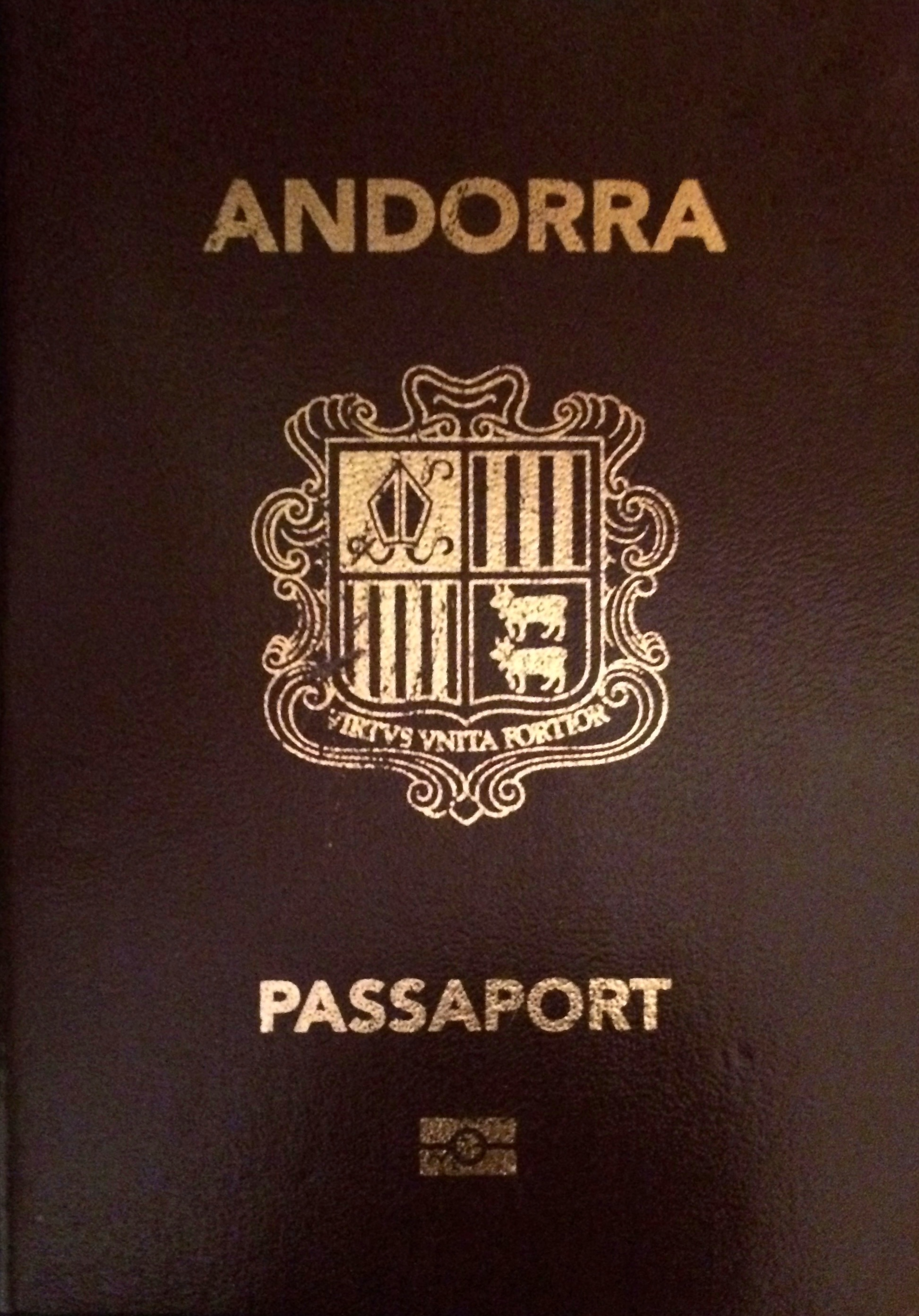
أندورا
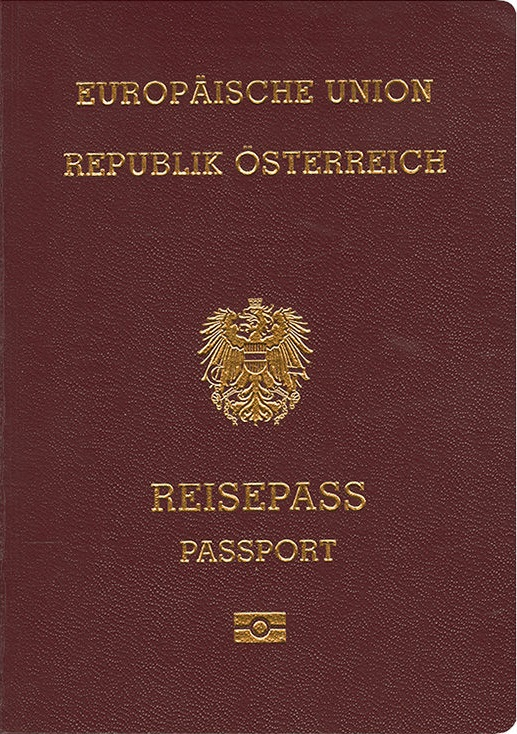
النمسا
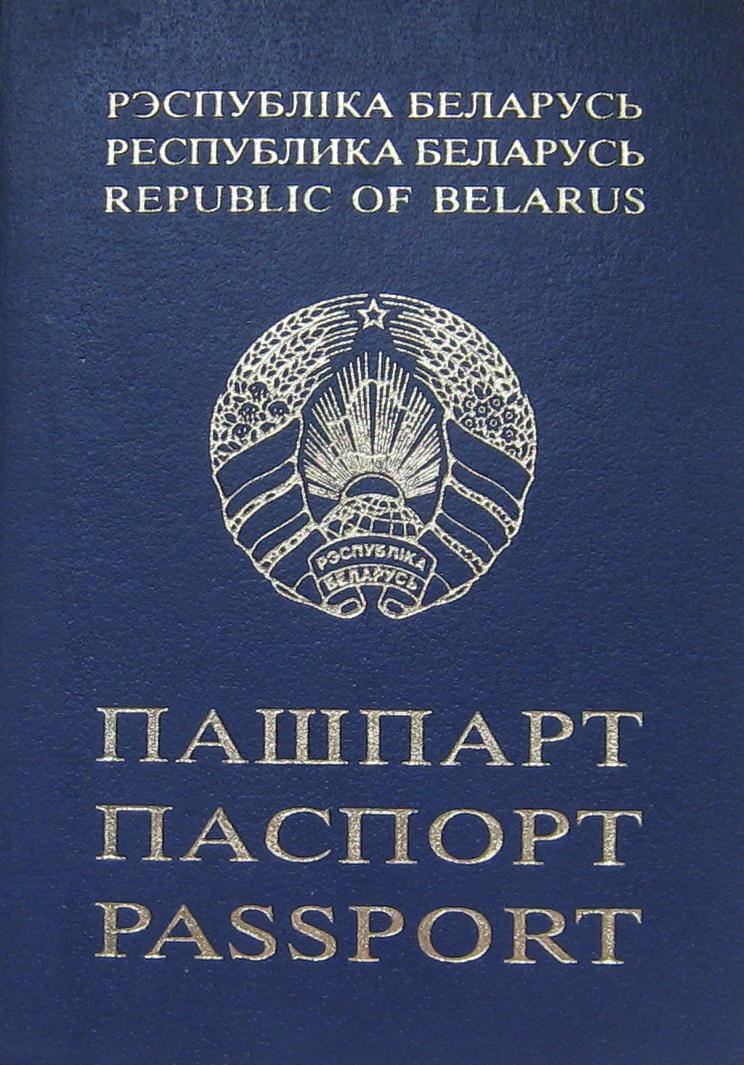
بيلاروس
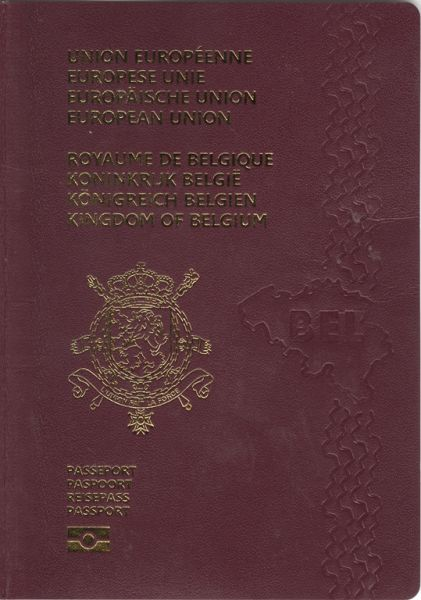
بلجيكا
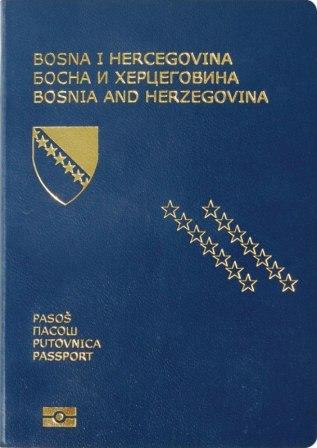
البوسنة والهرسك
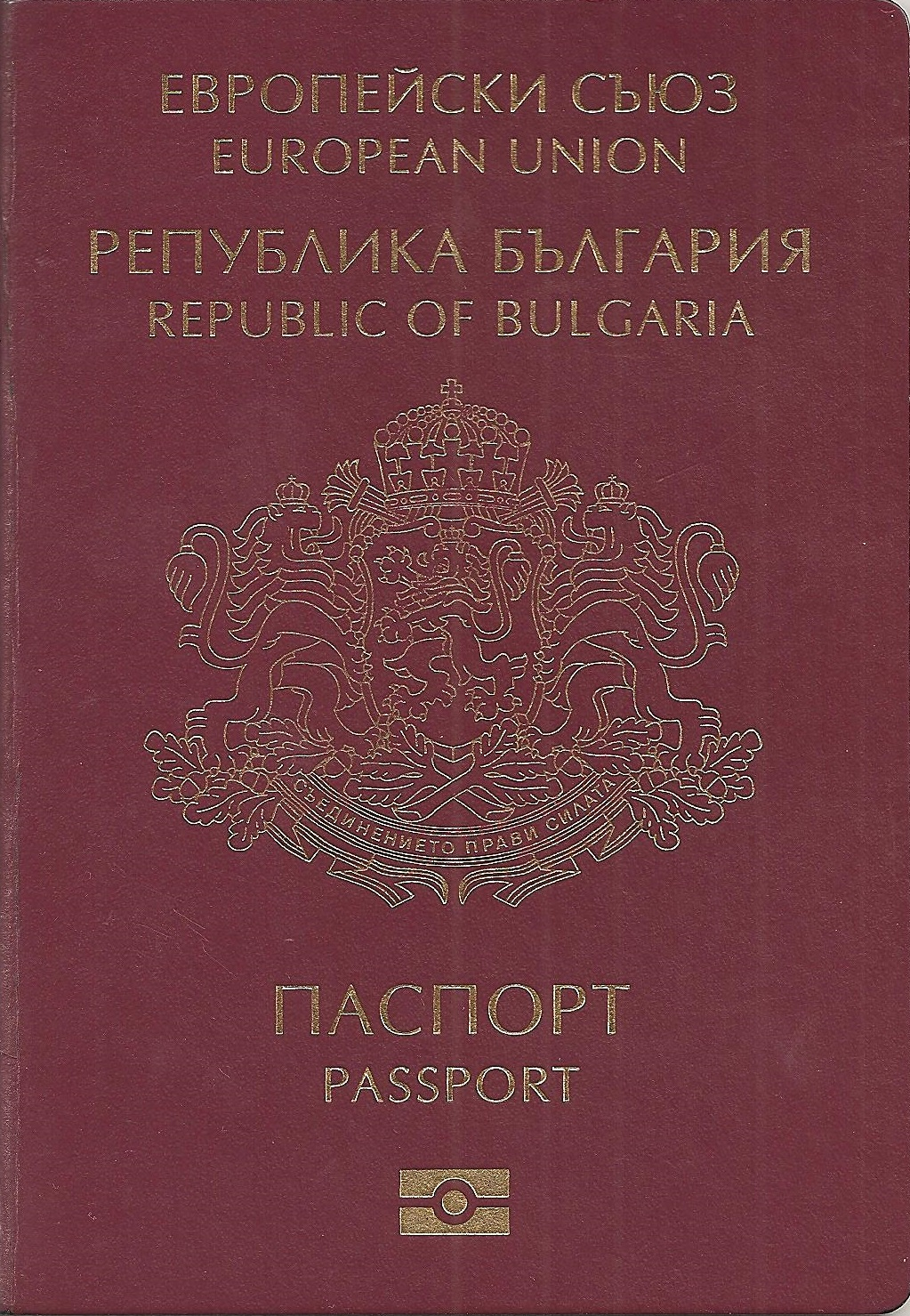
بلغاريا
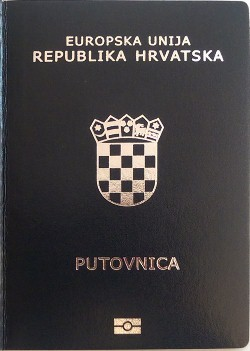
كرواتيا
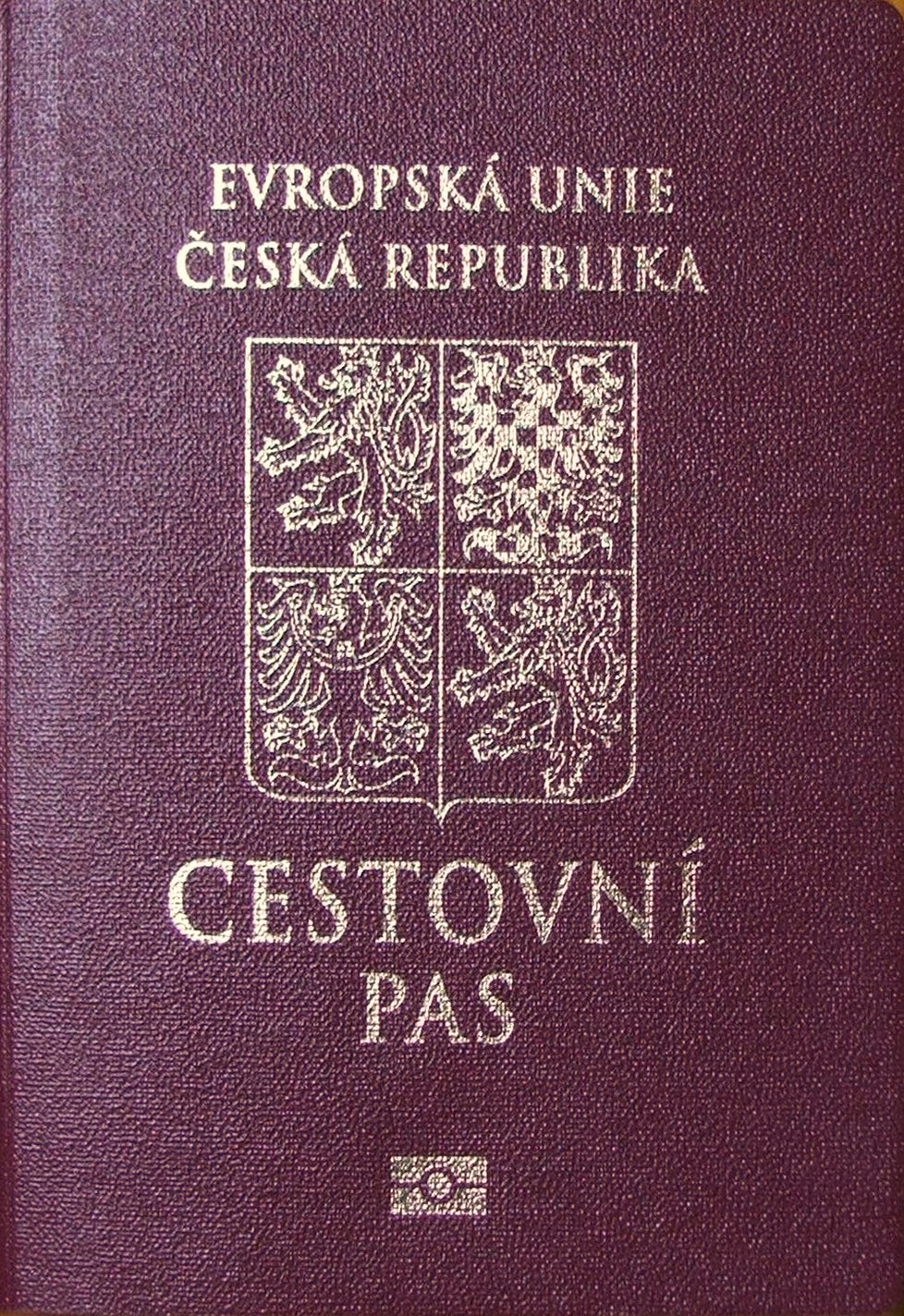
جمهورية التشيك
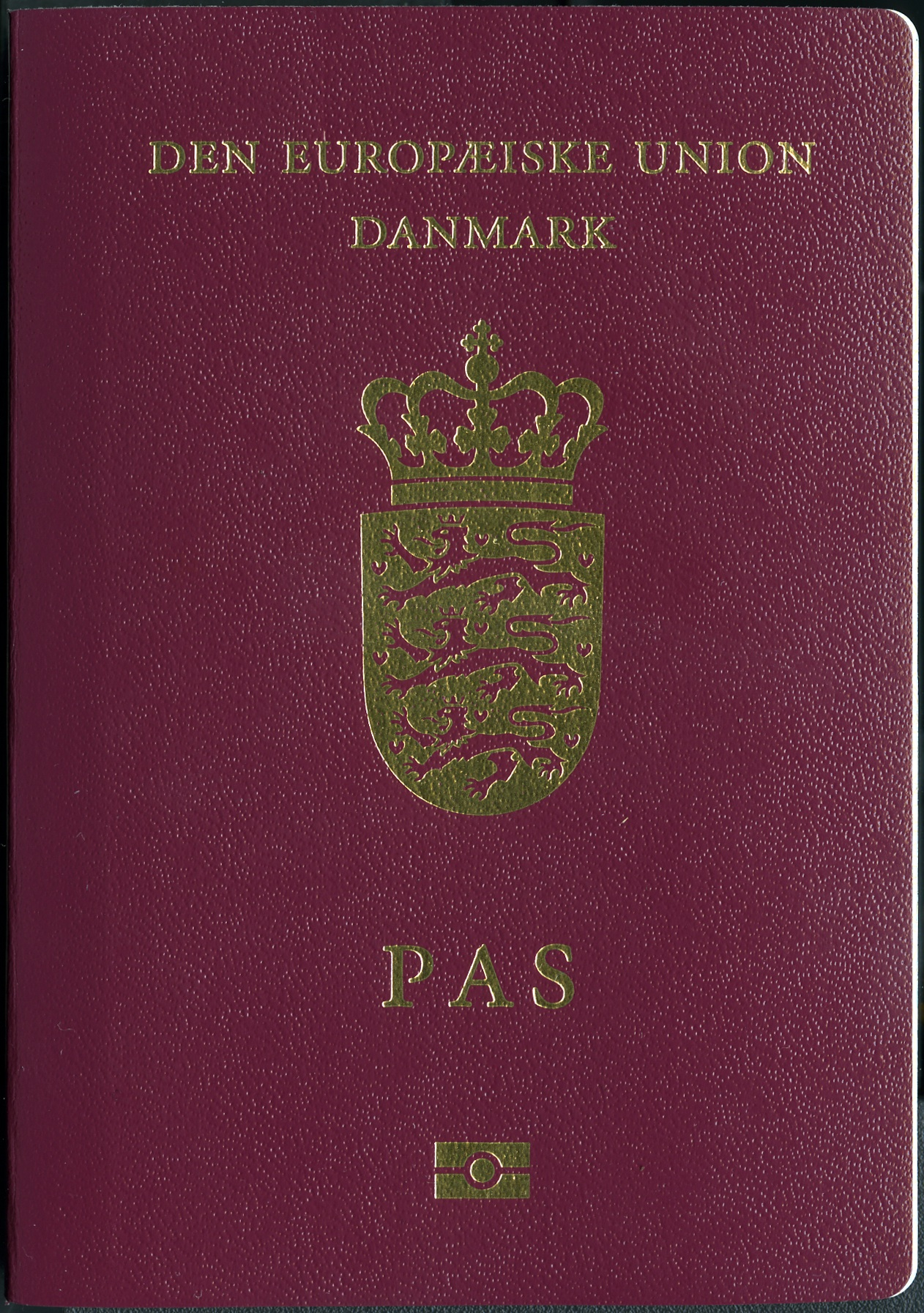
الدنمارك
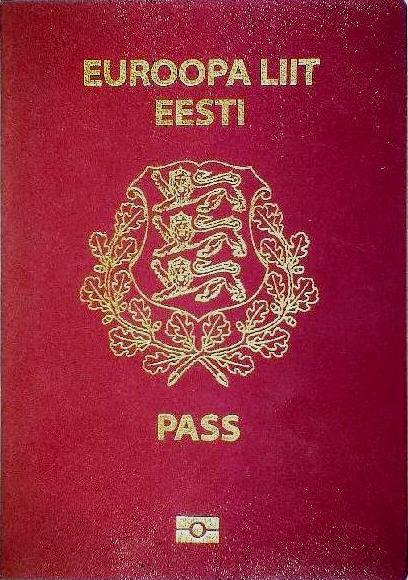
إستونيا
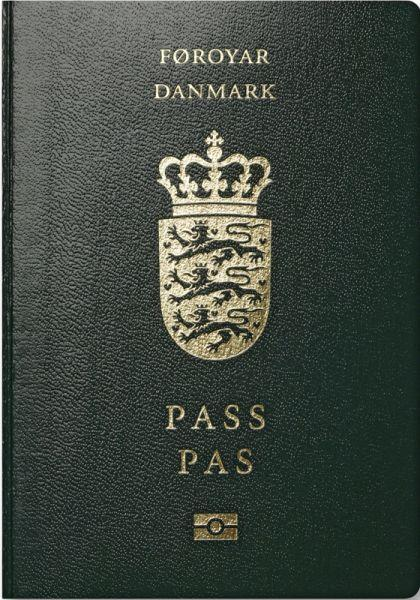
جزر فارو
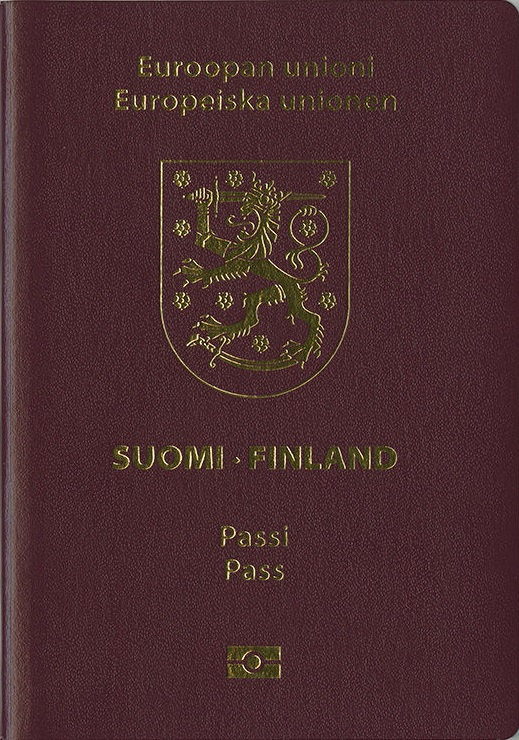
فنلندا
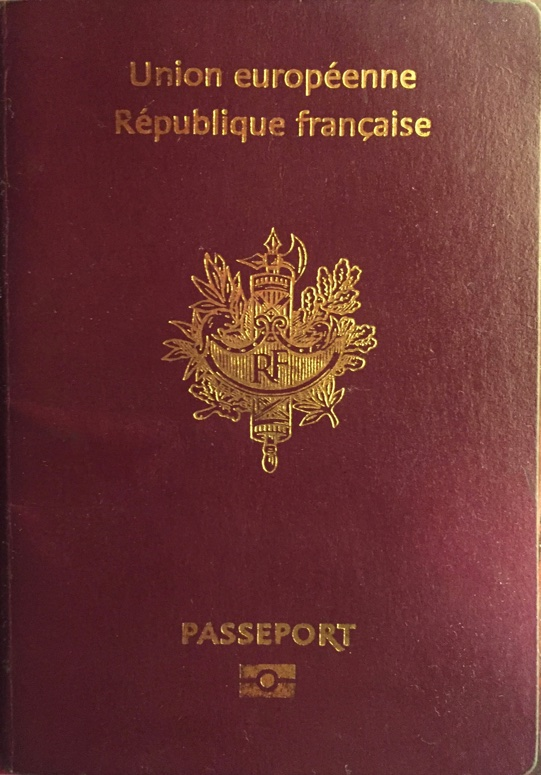
فرنسا
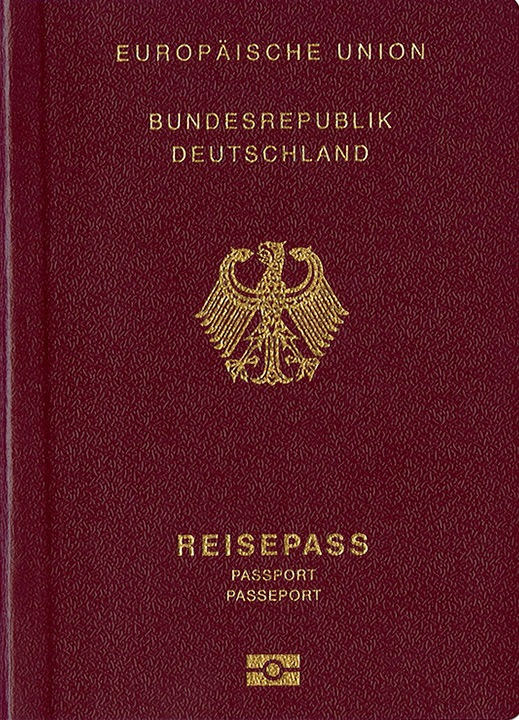
ألمانيا
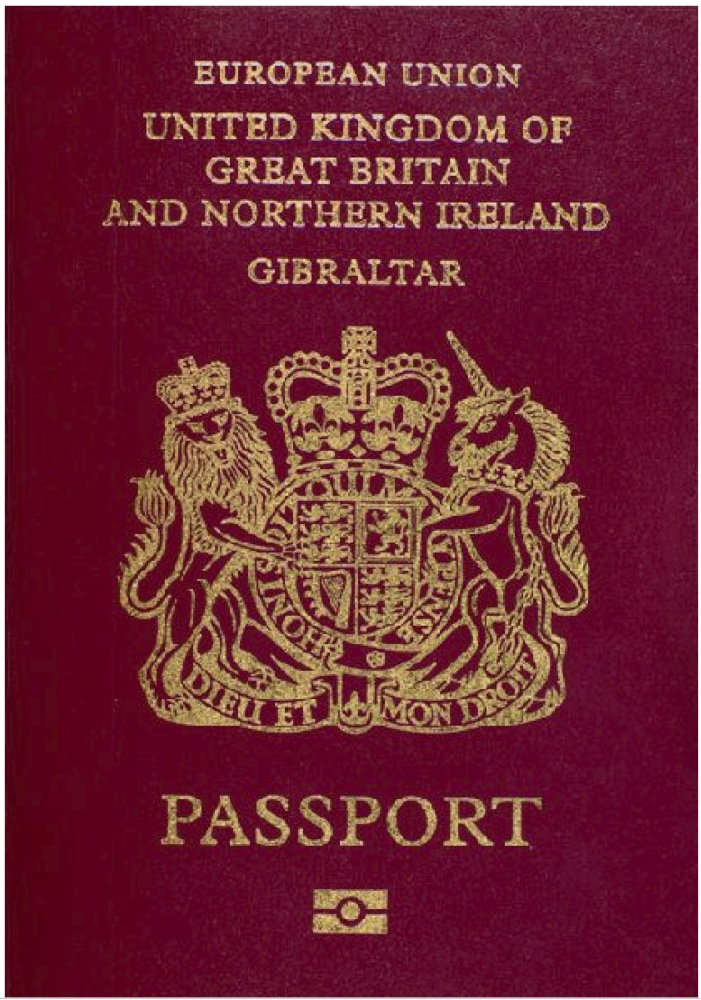
جبل طارق
اليونان
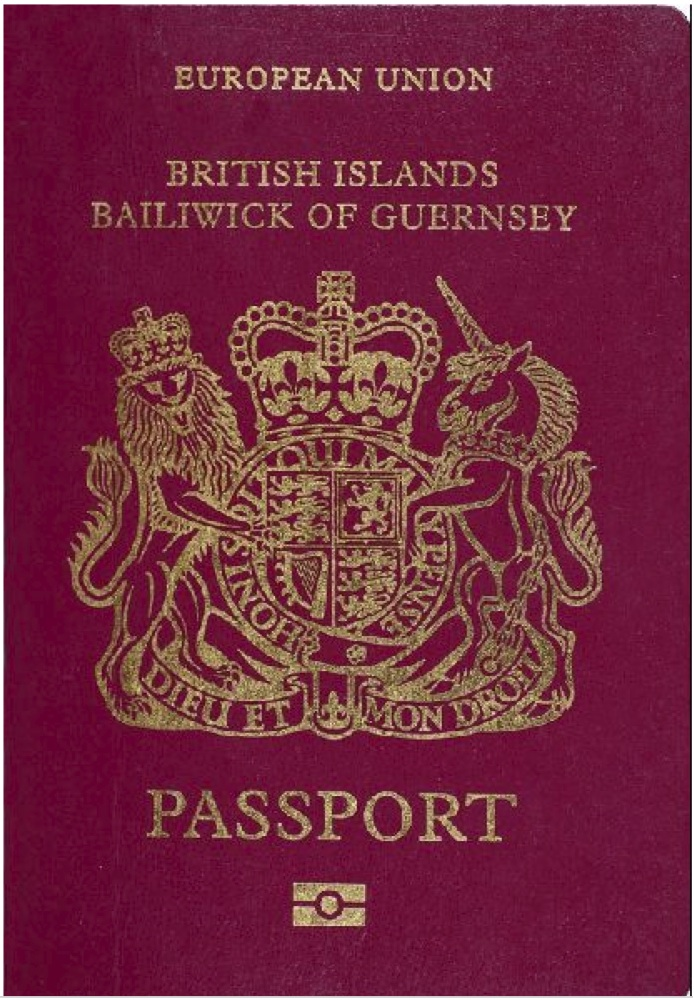
غيرنزي
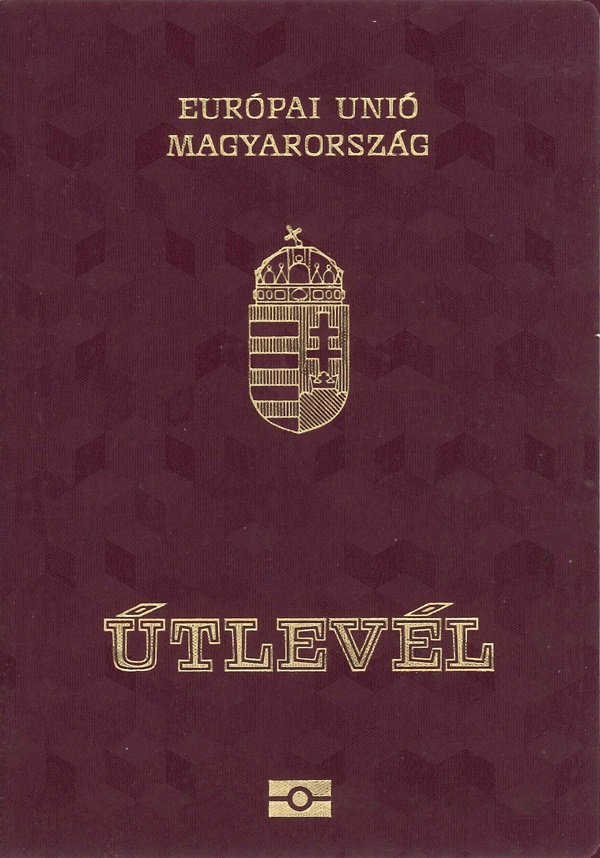
المجر
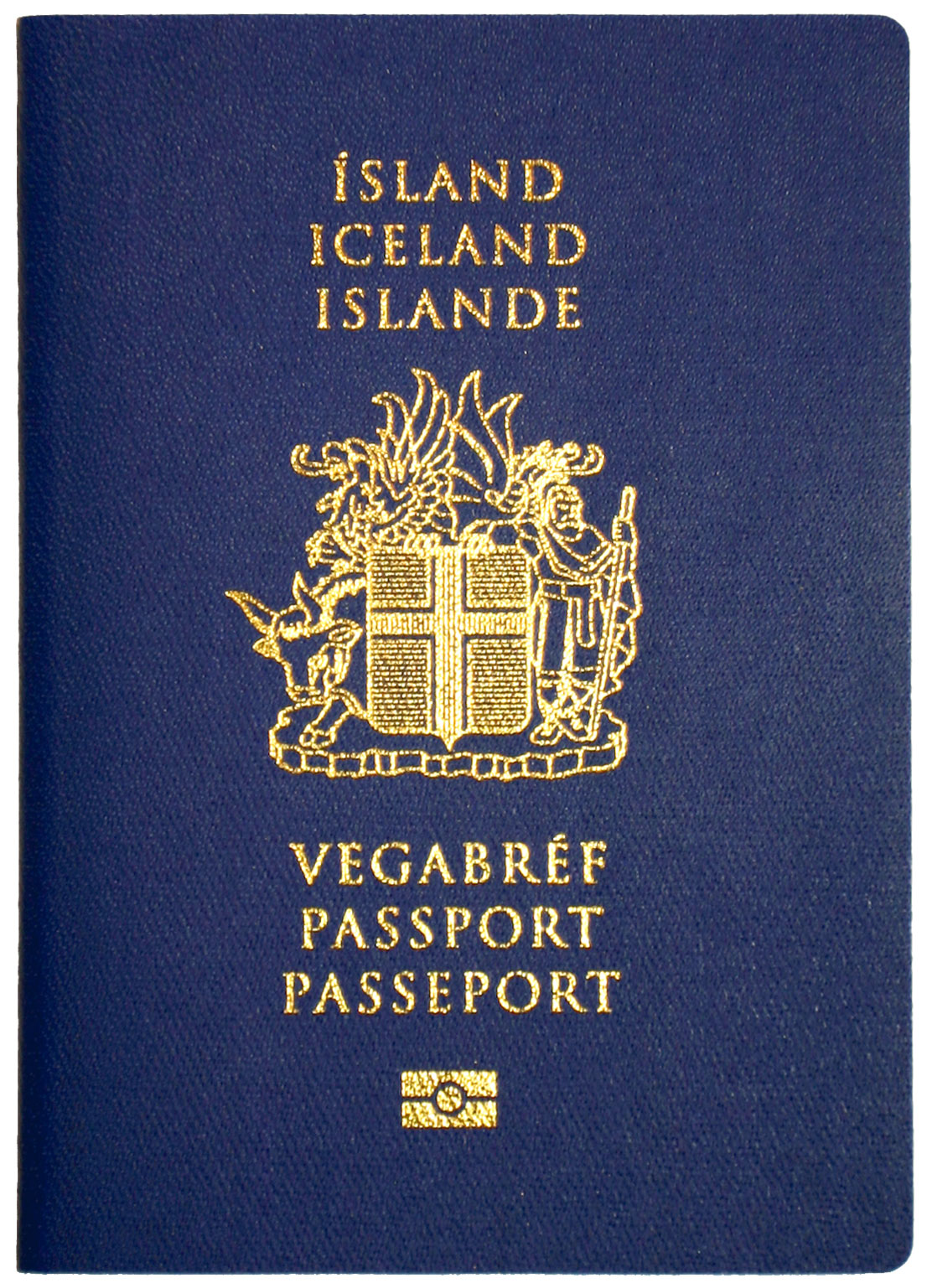
آيسلندا
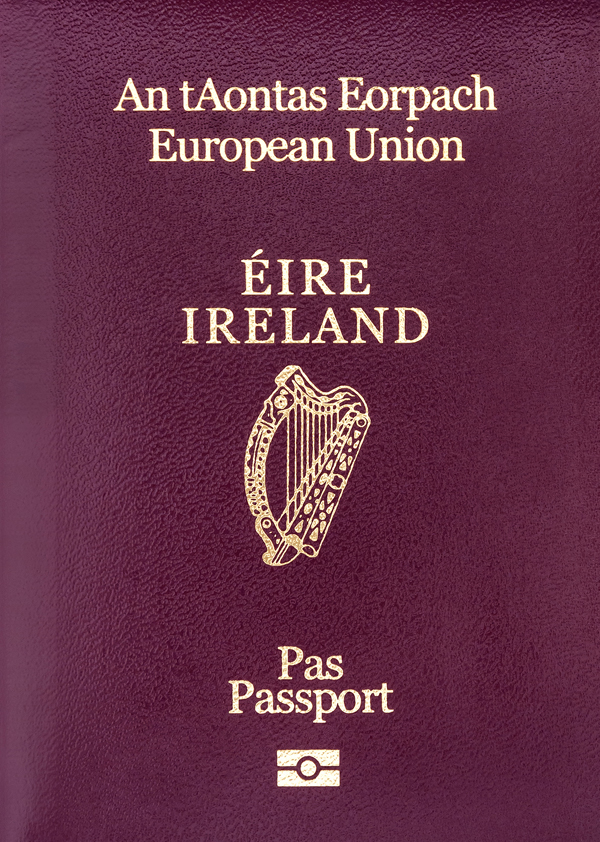
أيرلندا
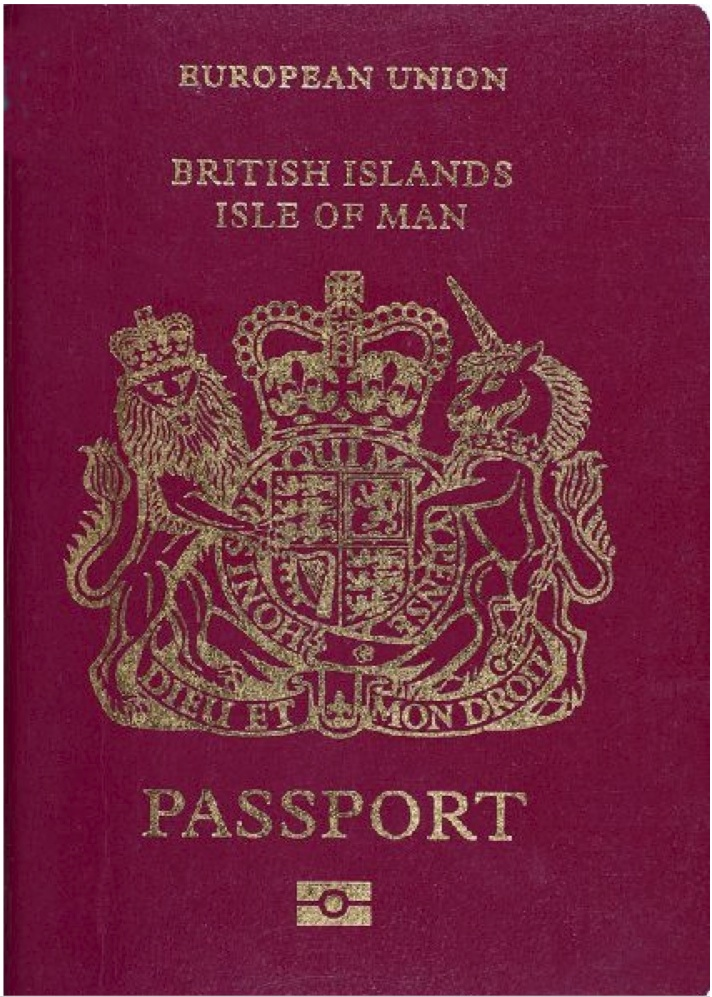
جزيرة مان
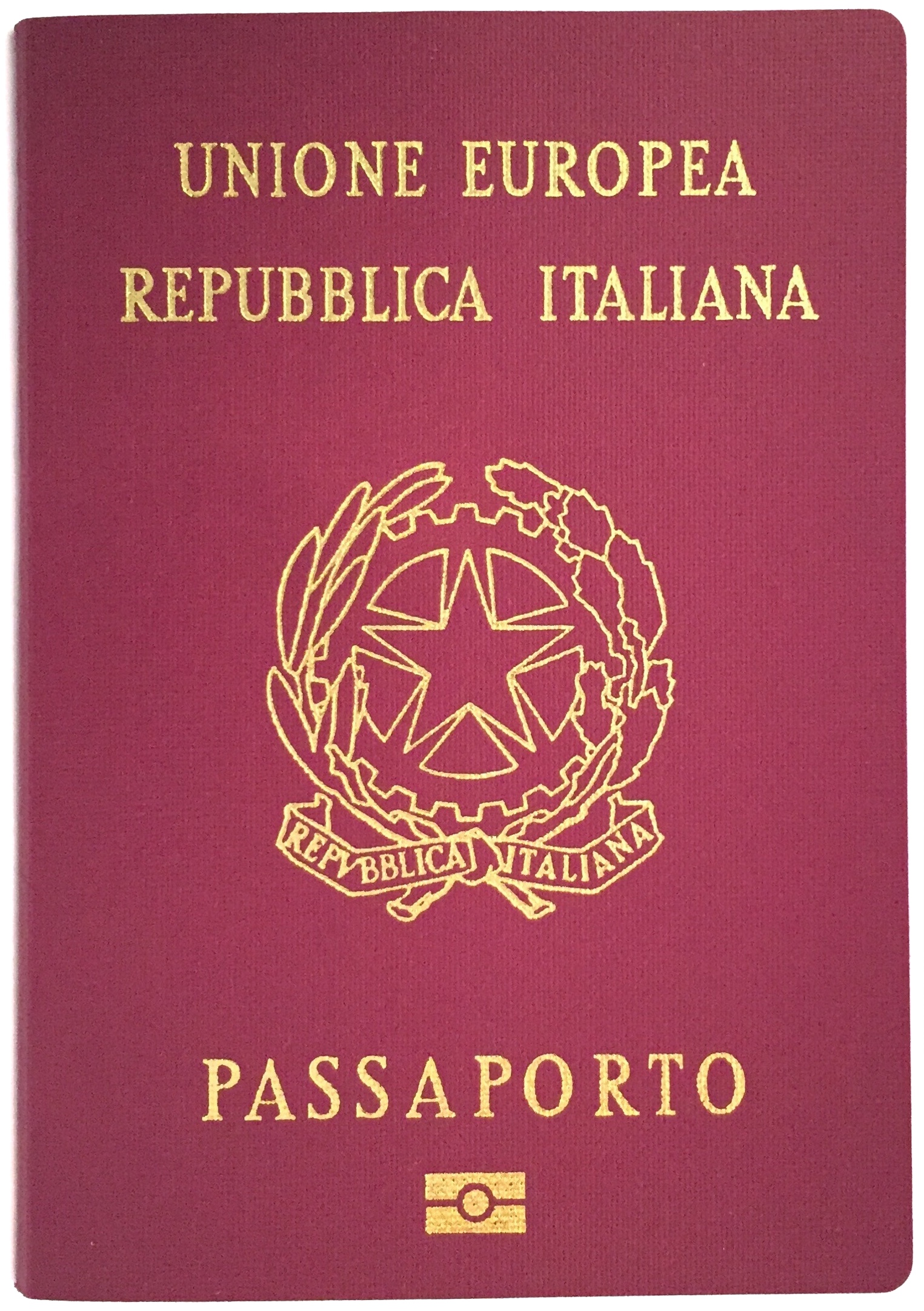
إيطاليا
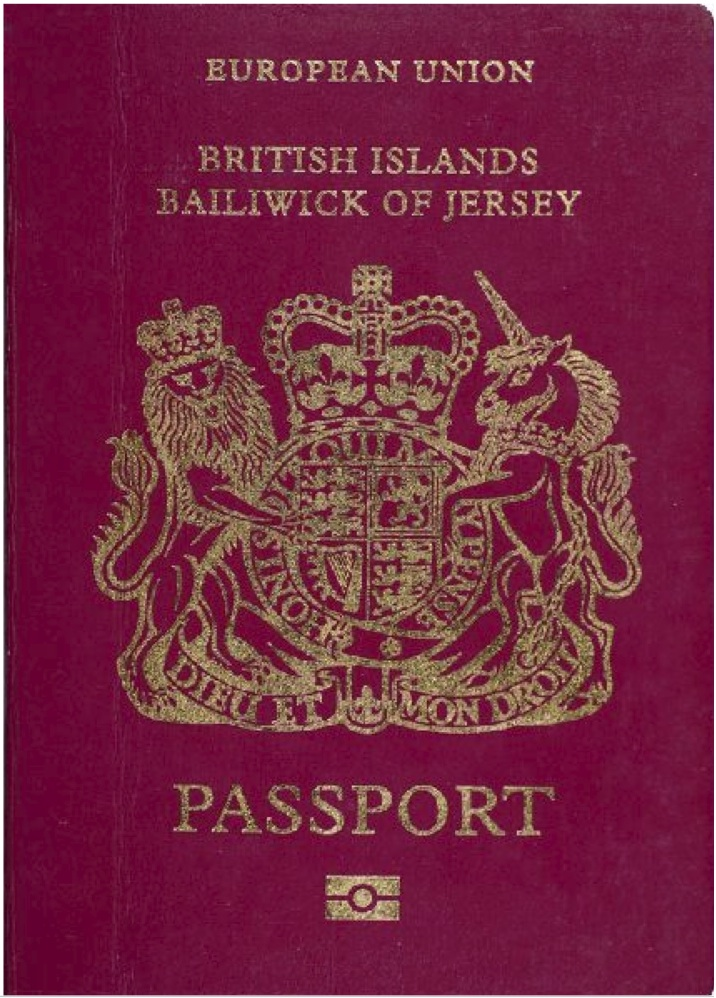
جيرزي
كوسوفو
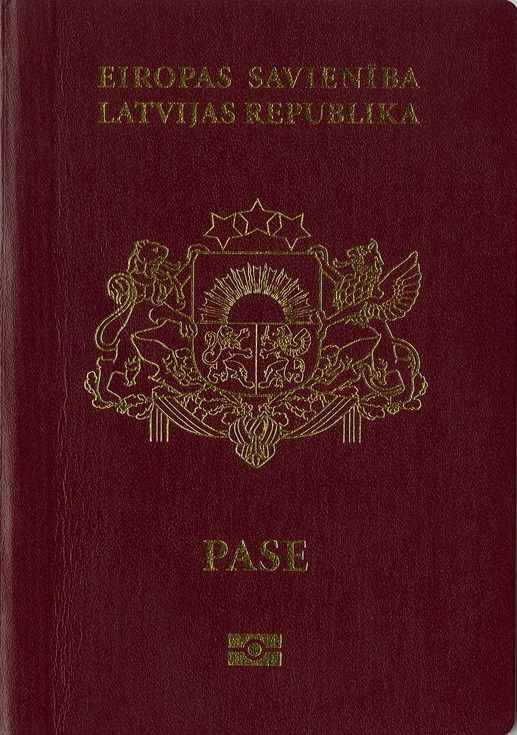
لاتفيا
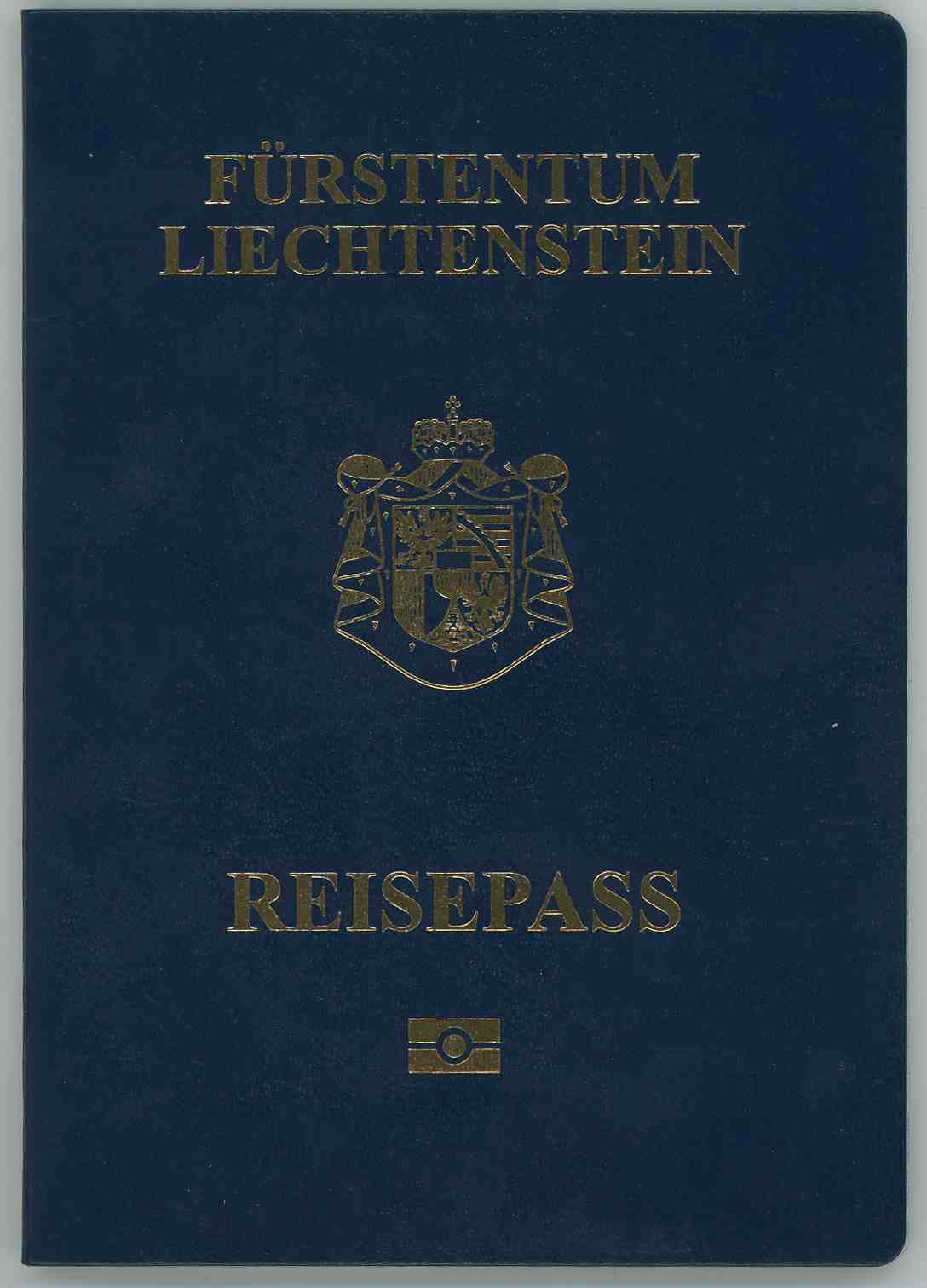
ليختنشتاين
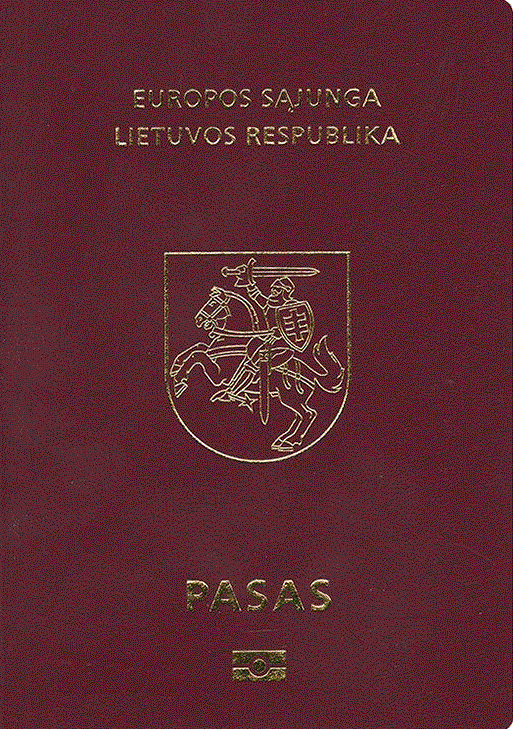
ليتوانيا
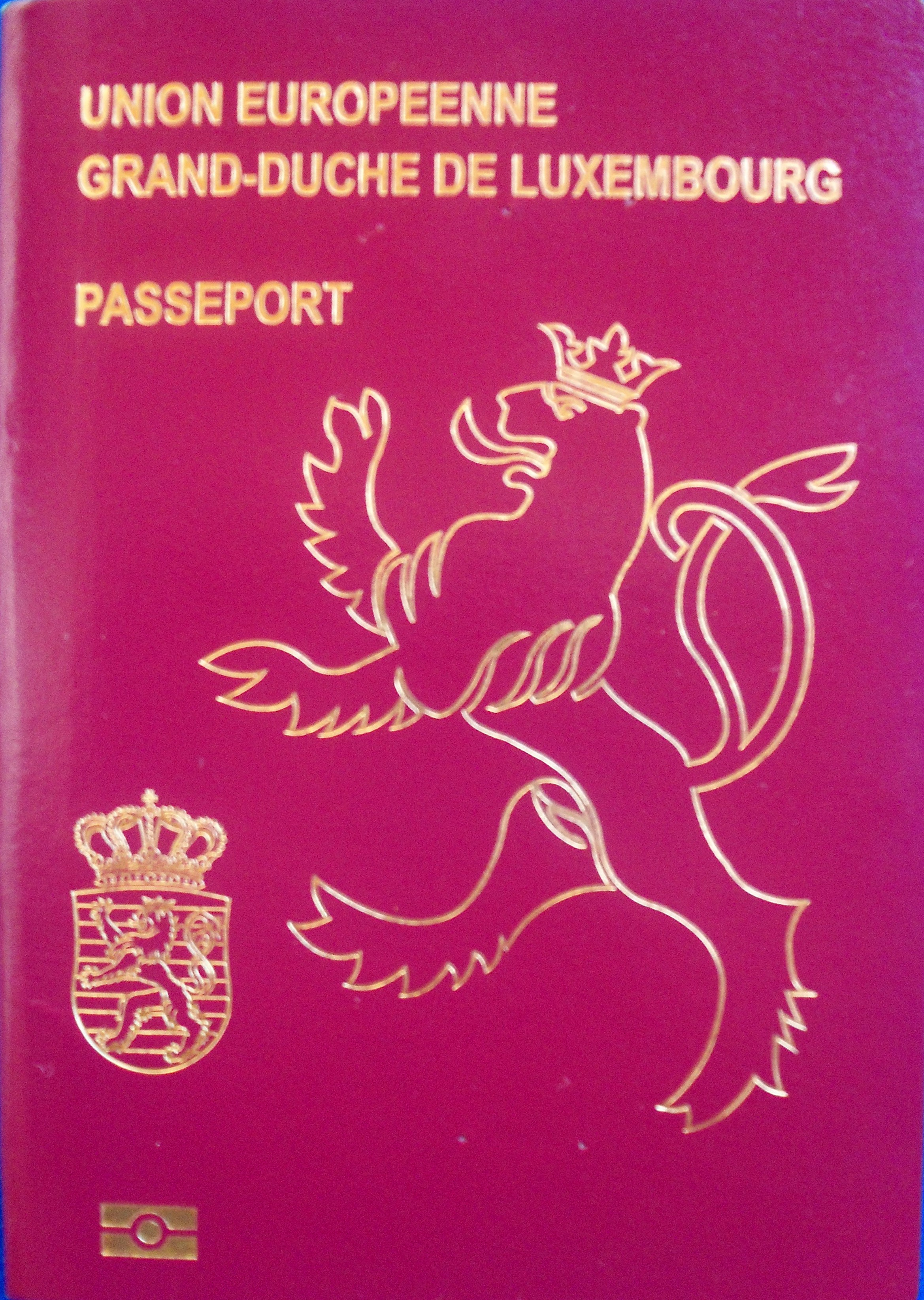
لوكسمبورغ
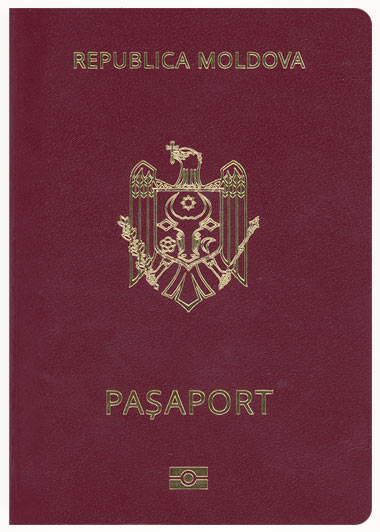
مولدوفا
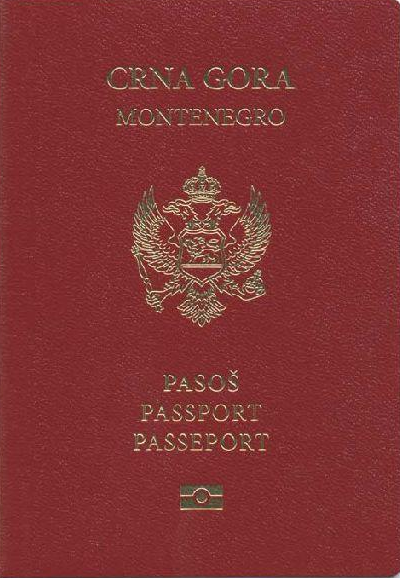
الجبل الأسود
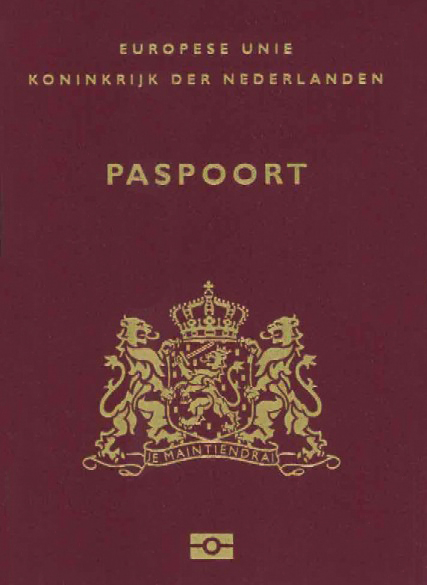
هولندا
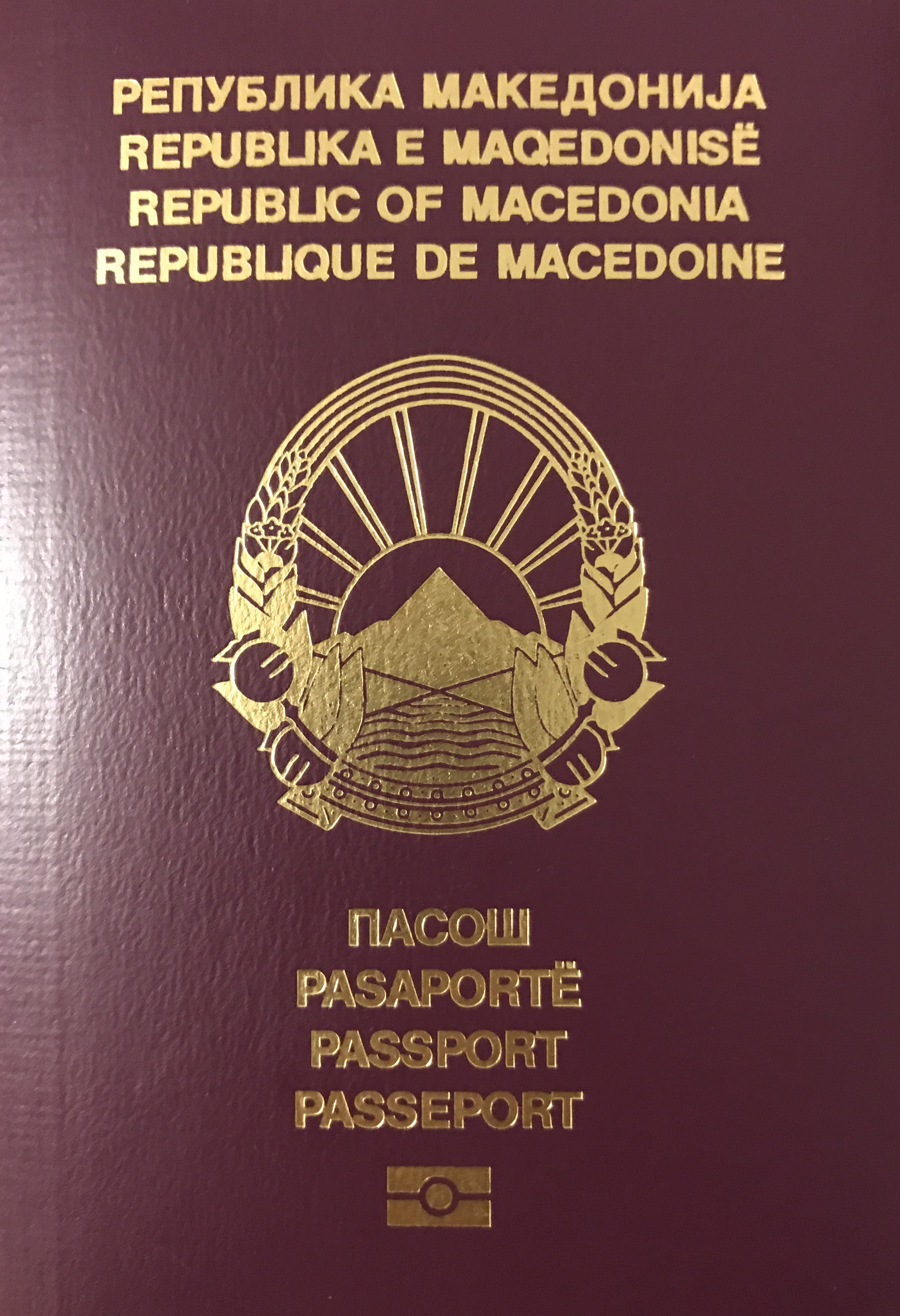
مقدونيا الشمالية
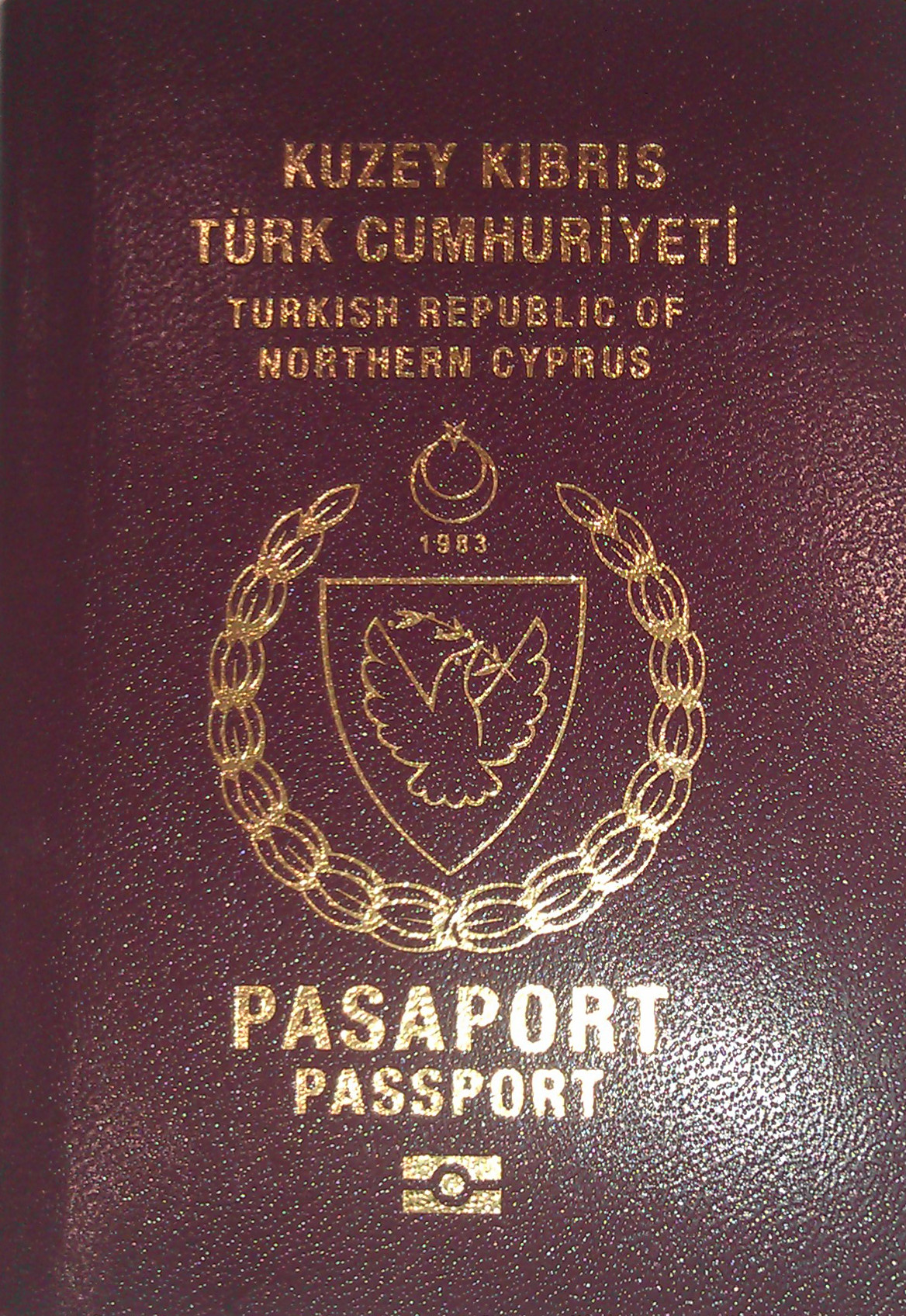
قبرص الشمالية
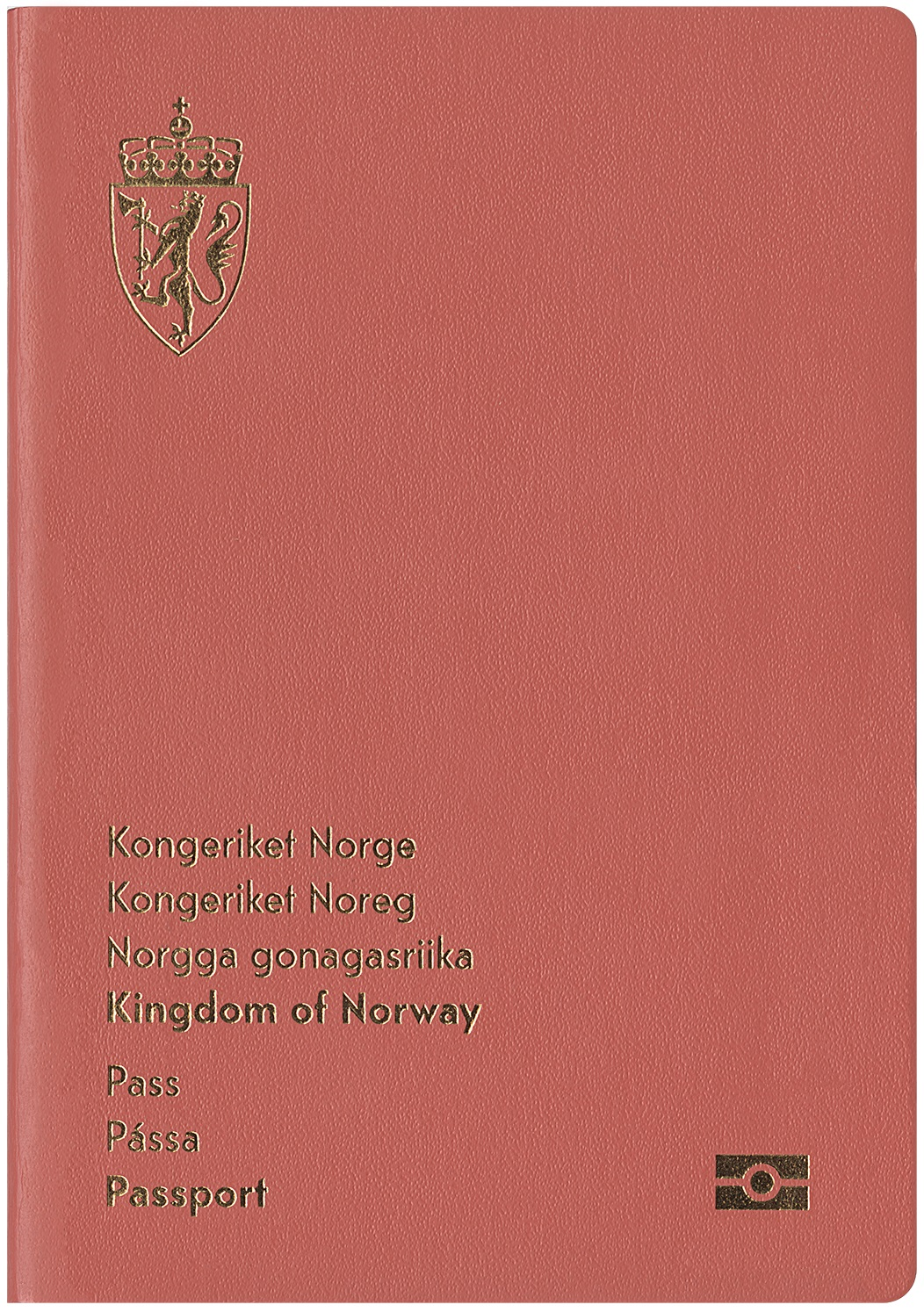
النرويج
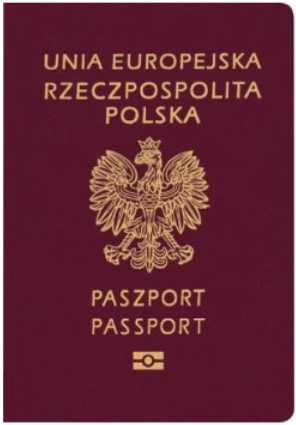
بولندا
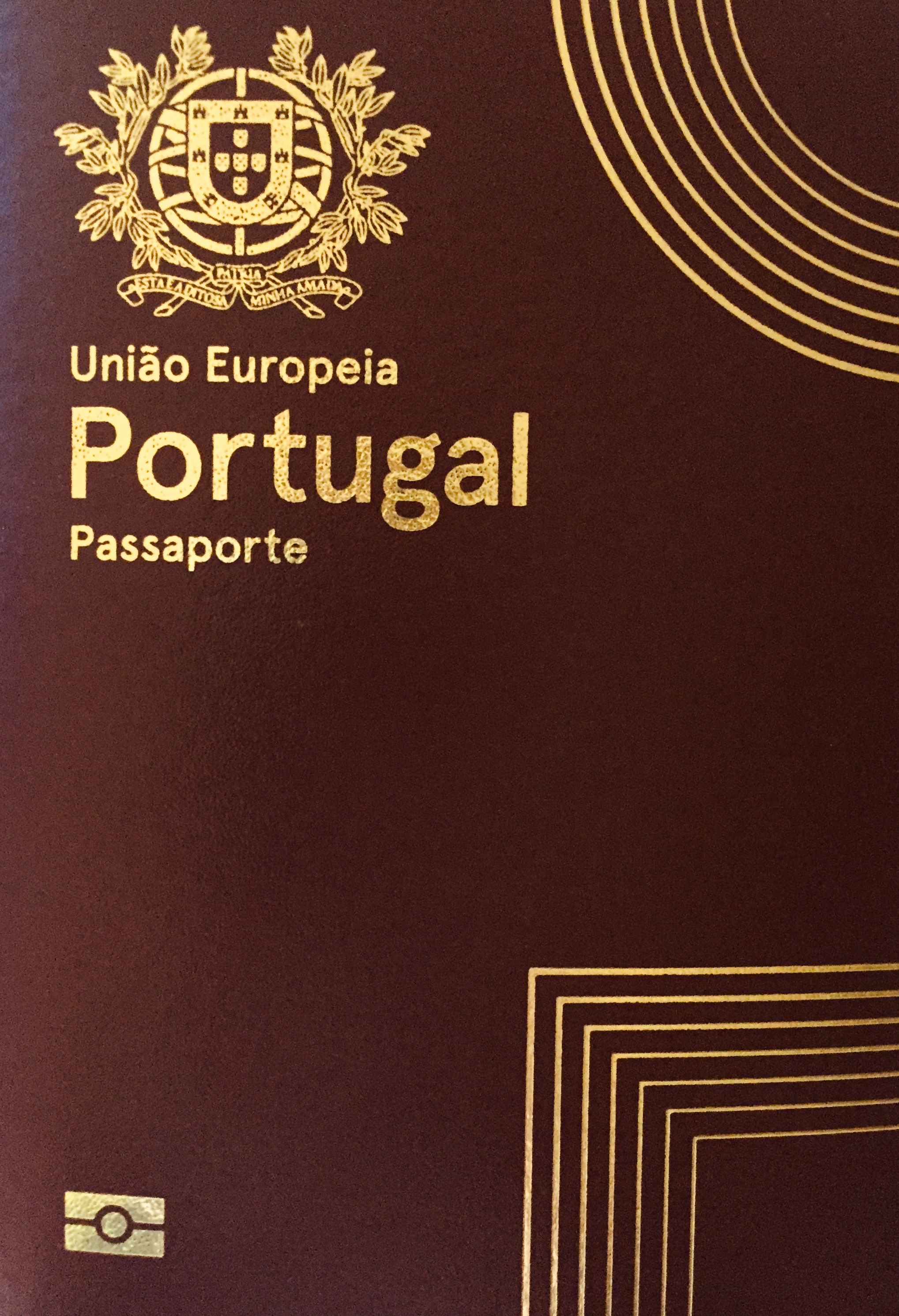
البرتغال
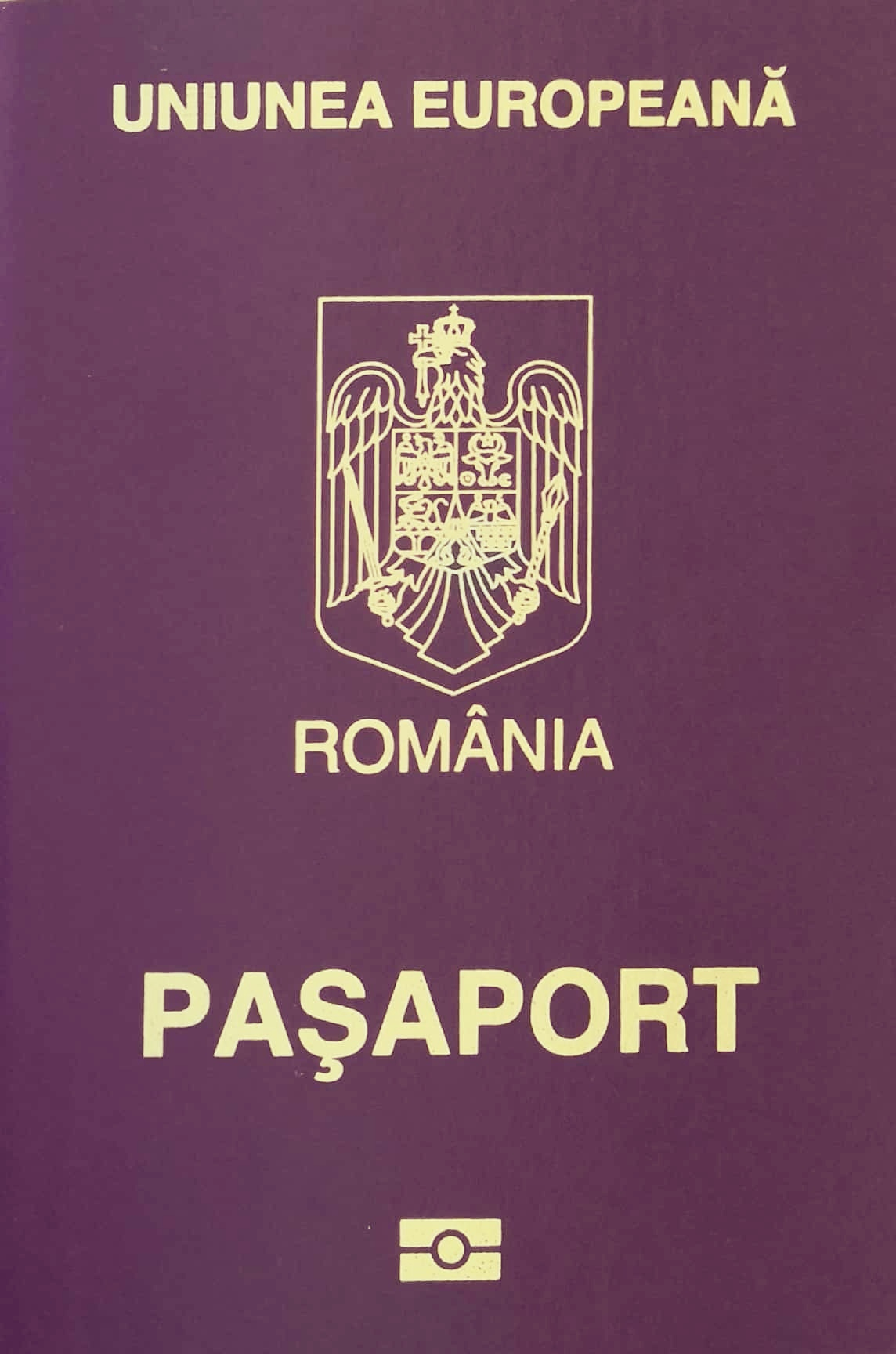
رومانيا
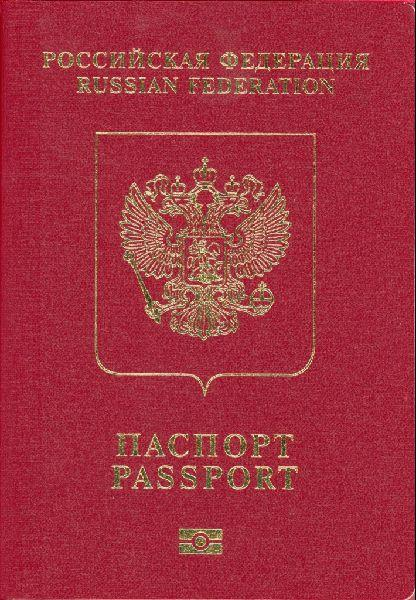
روسيا
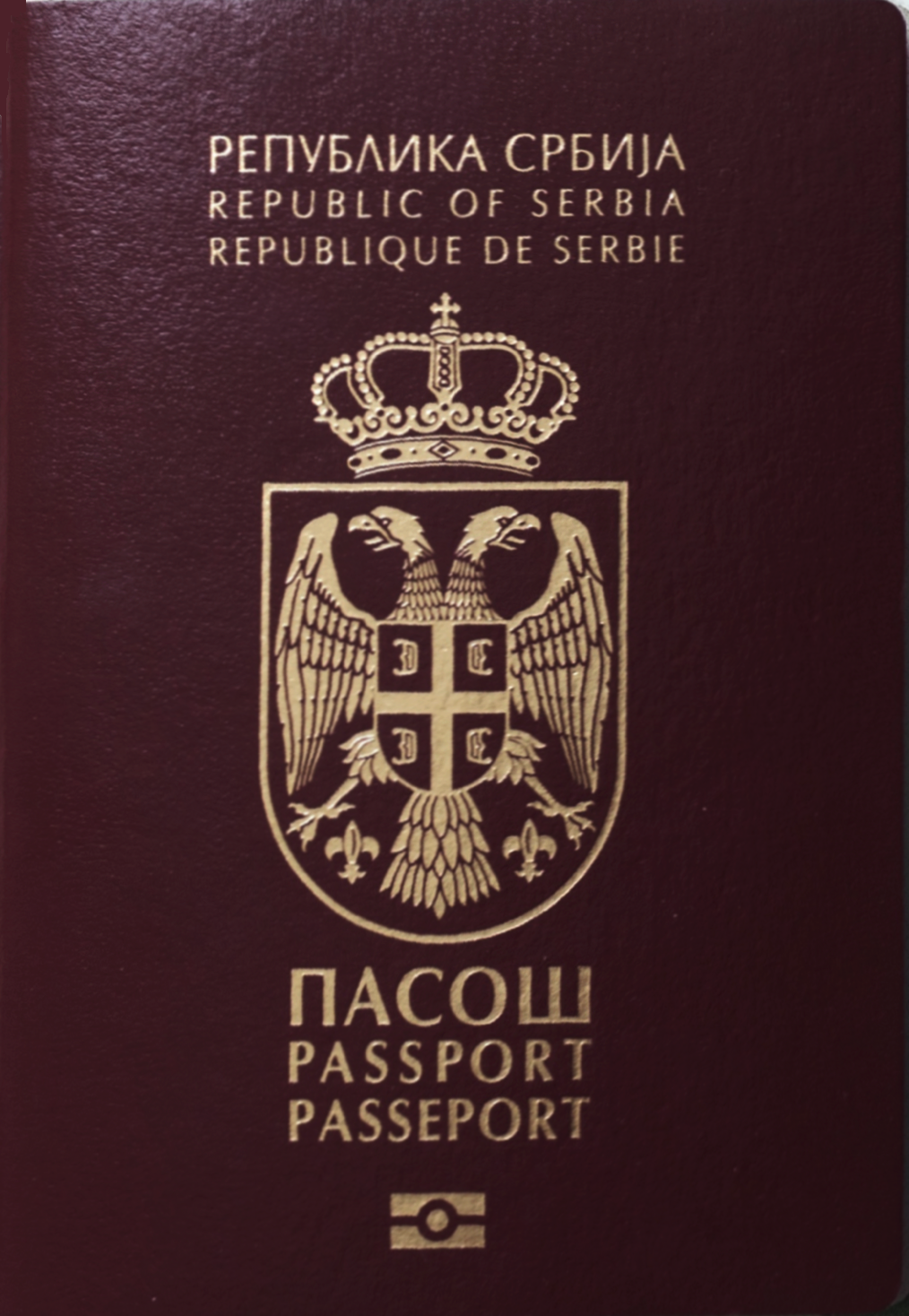
صربيا
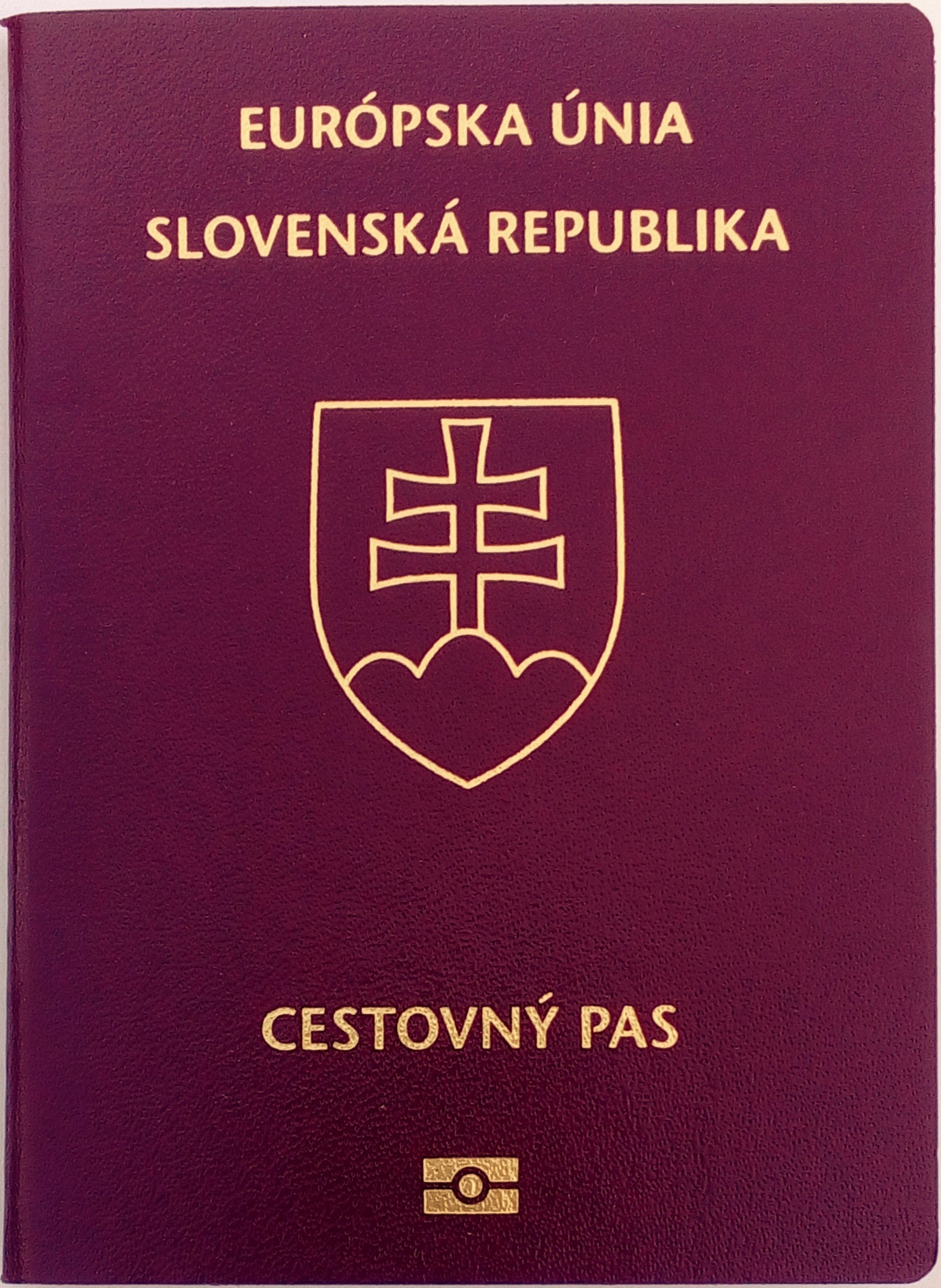
سلوفاكيا
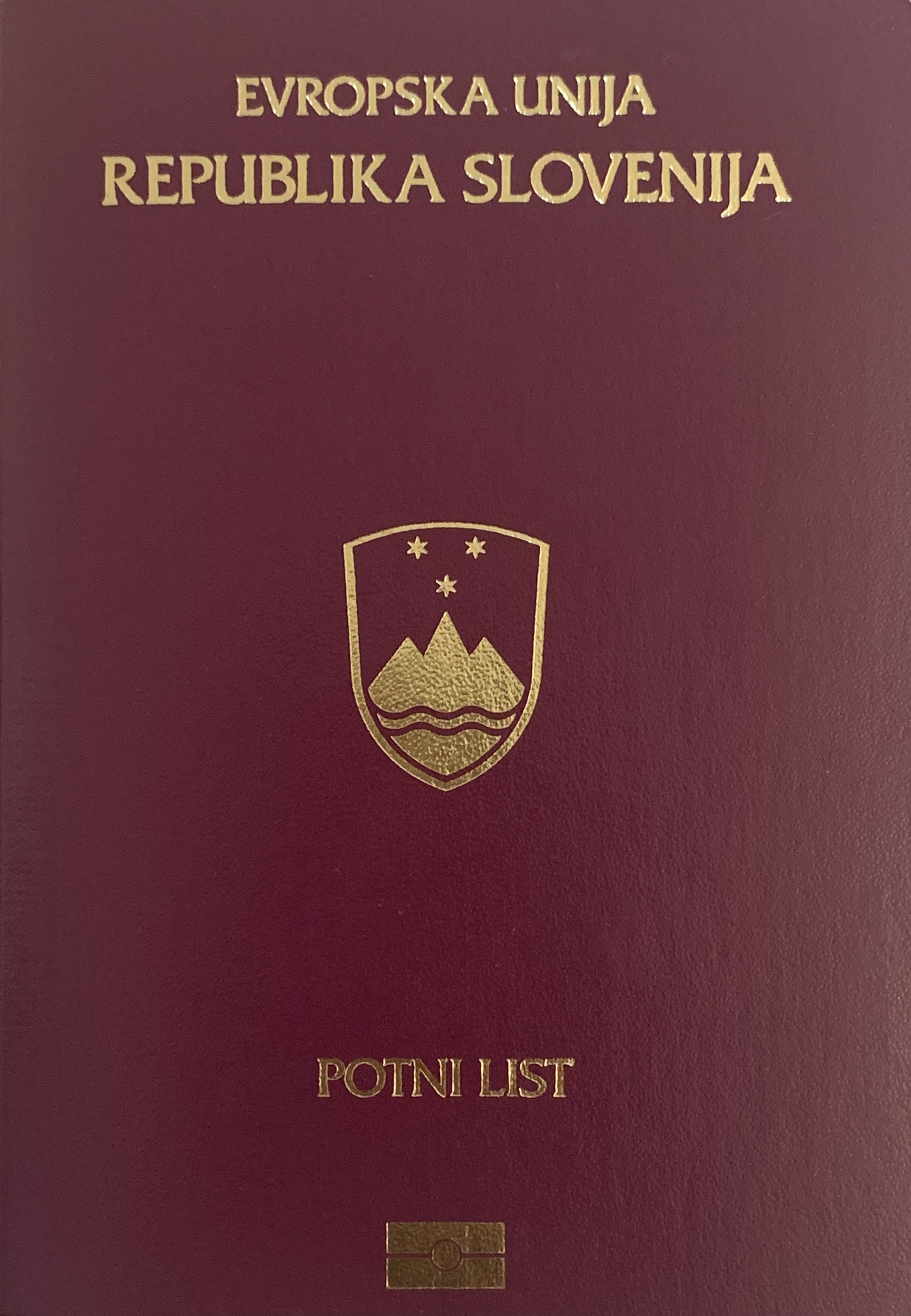
سلوفينيا
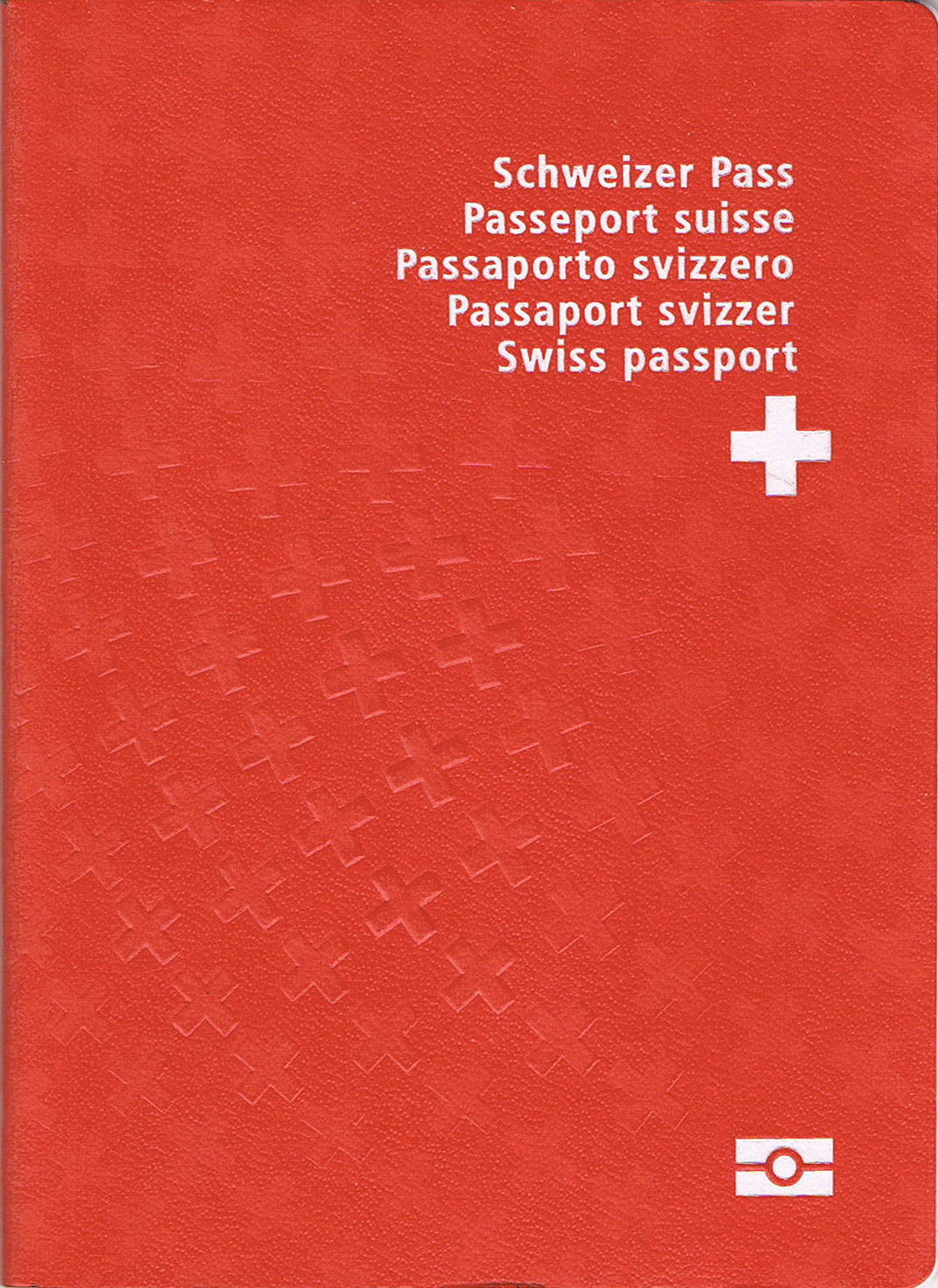
سويسرا
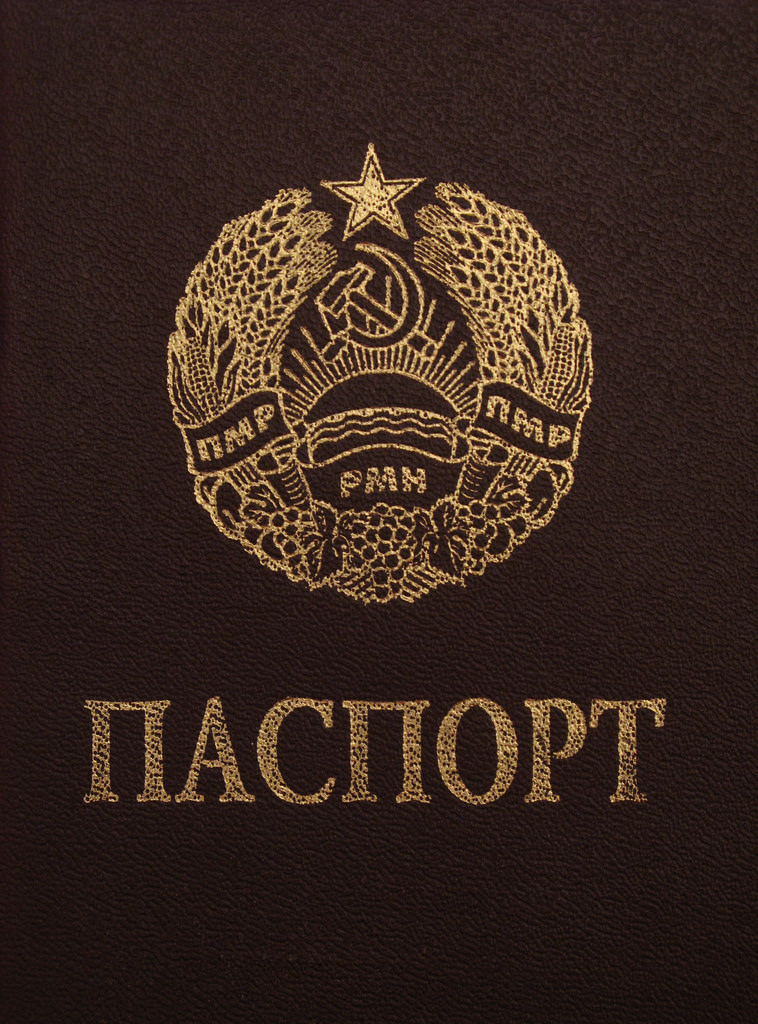
ترانسنيستريا
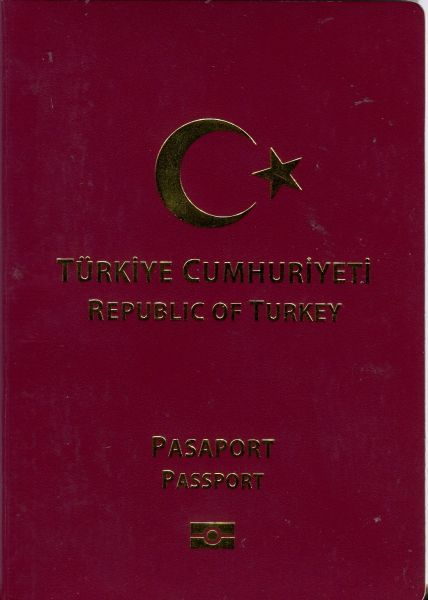
تركيا
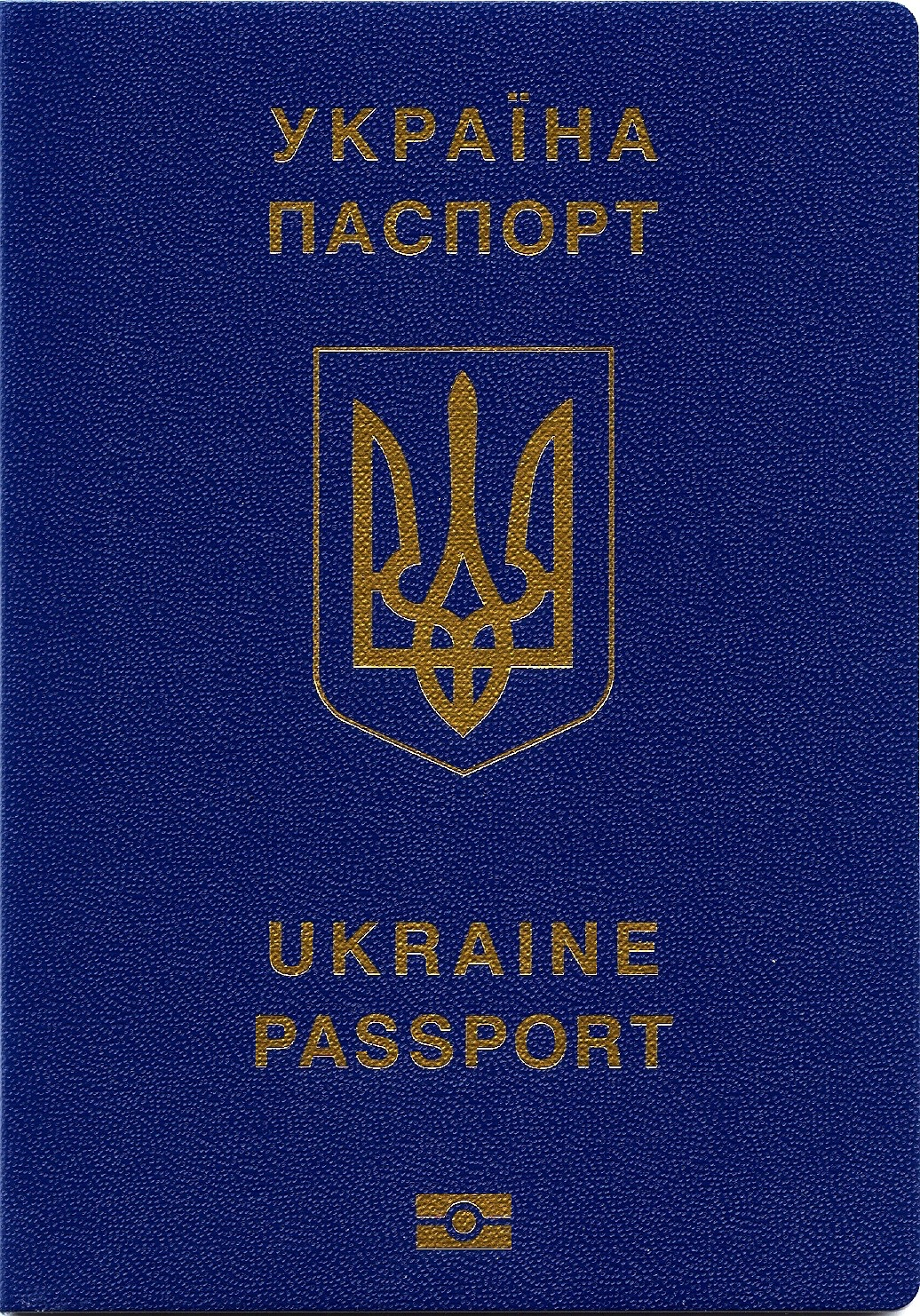
أوكرانيا
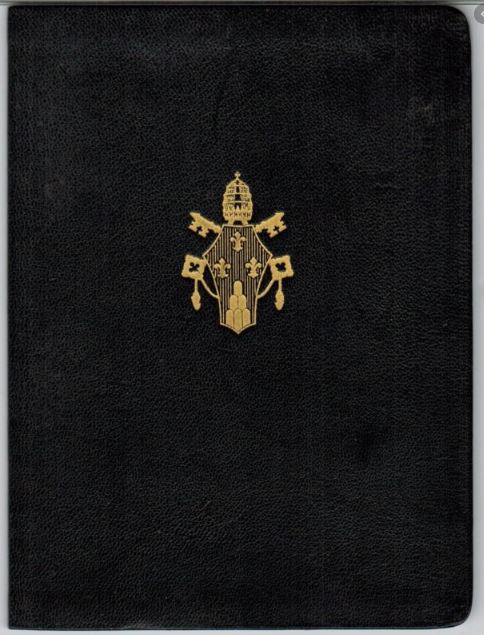
الفاتيكان
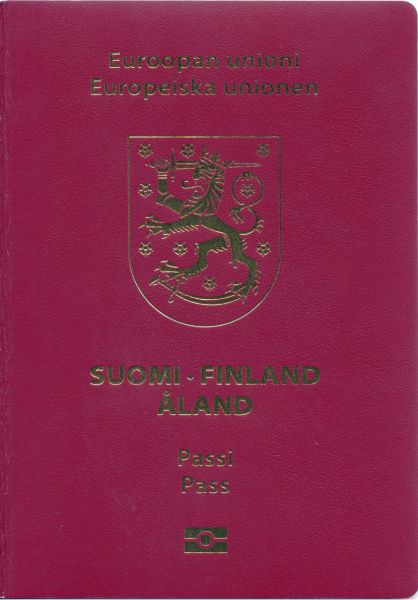
أولاند

### أوقيانوسيا

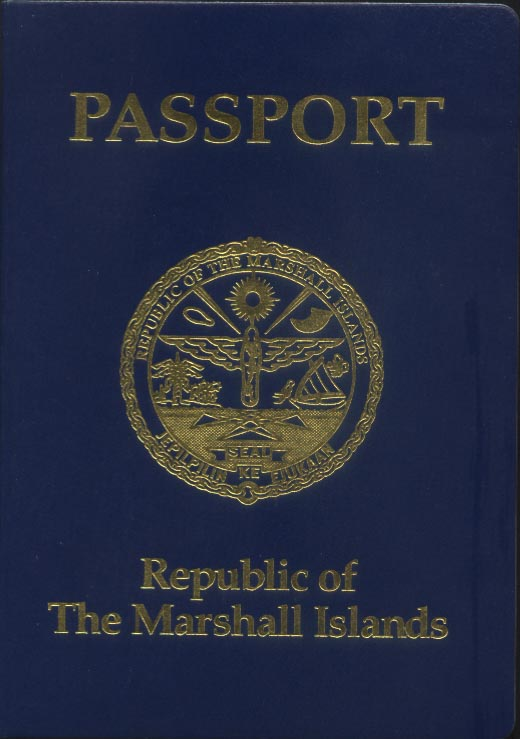
جزر مارشال
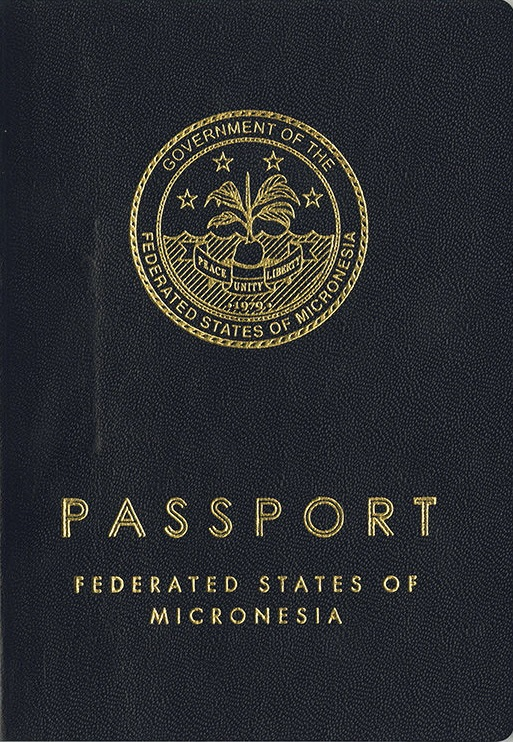
ميكرونيسيا
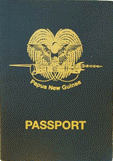
بابوا غينيا الجديدة
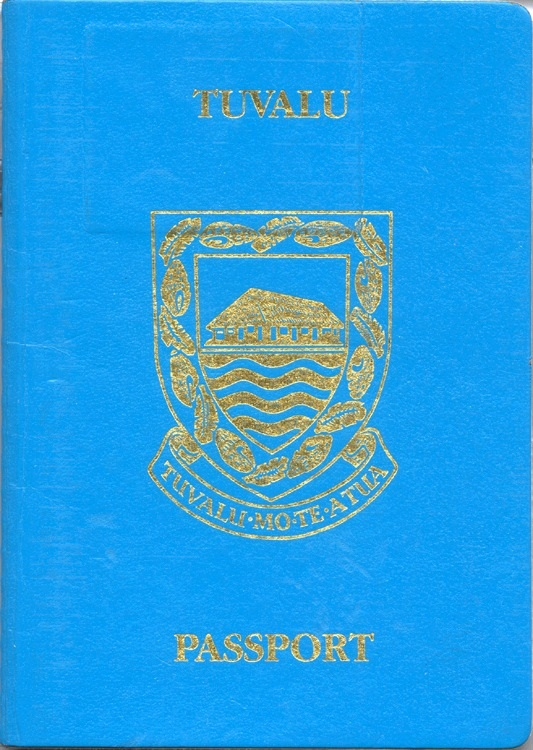
توفالو
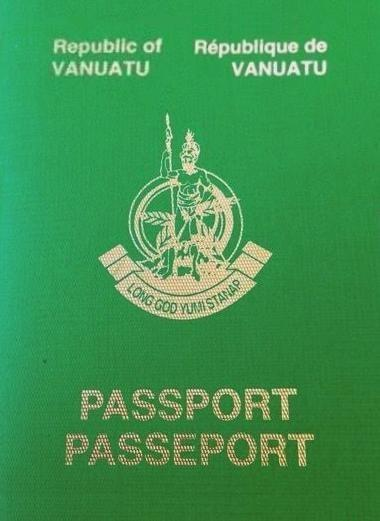
فانواتو

## المنظمات الدولية

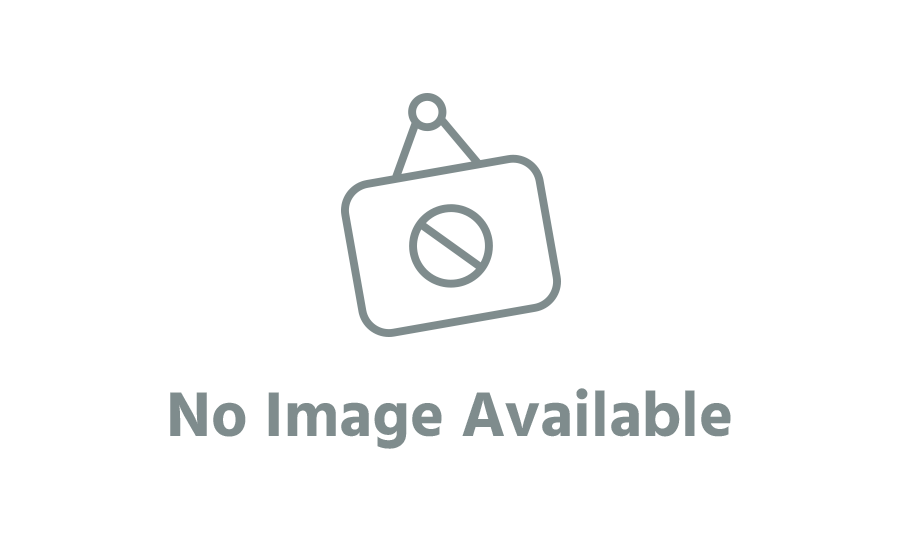
جواز سفر الاتحاد الأفريقي
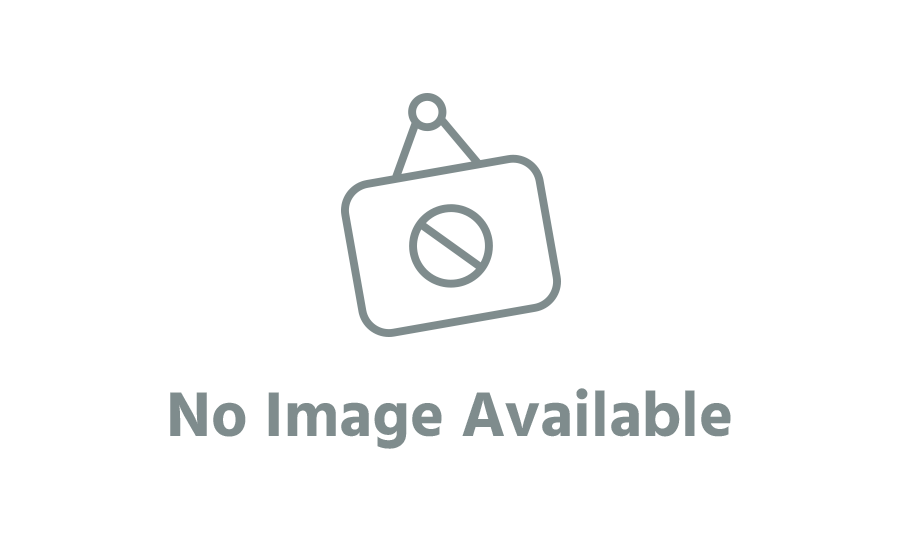
جواز مرور الاتحاد الأوروبي
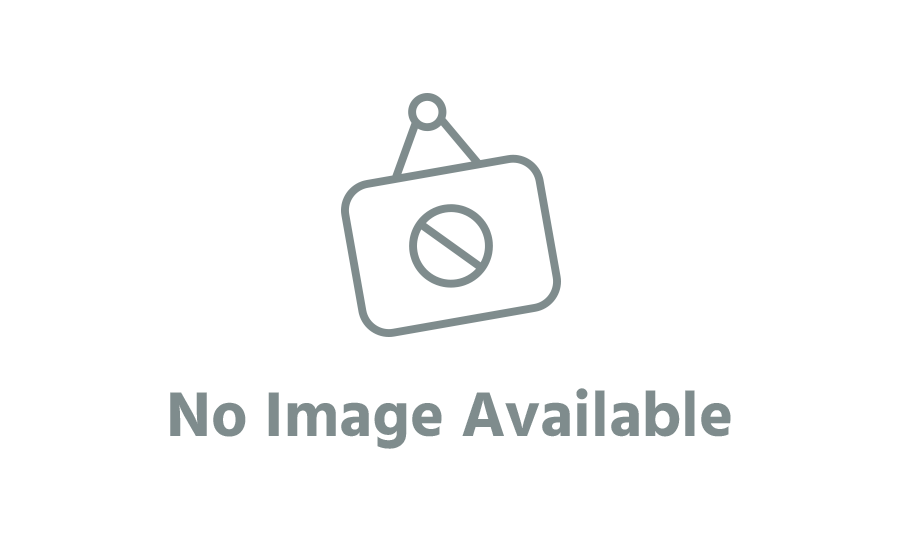
الإنتربول
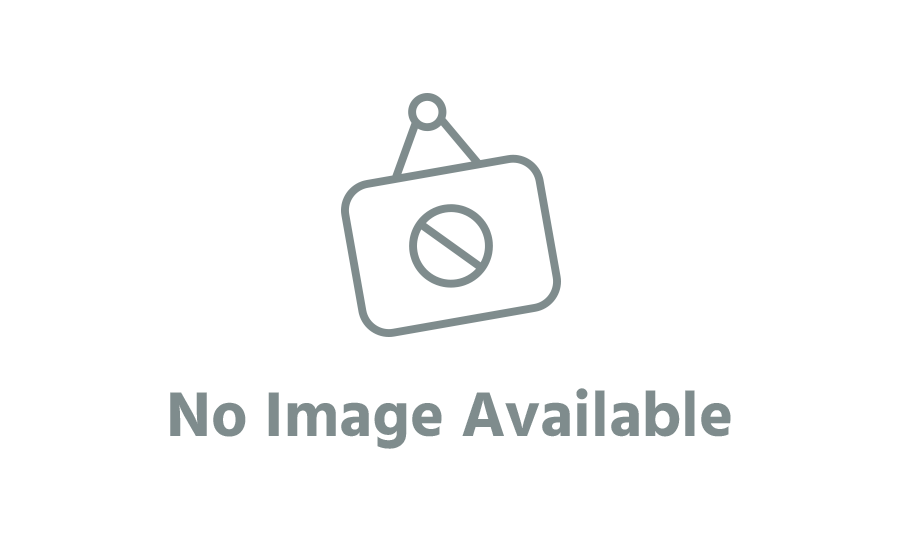
جواز سفر فرسان مالطة
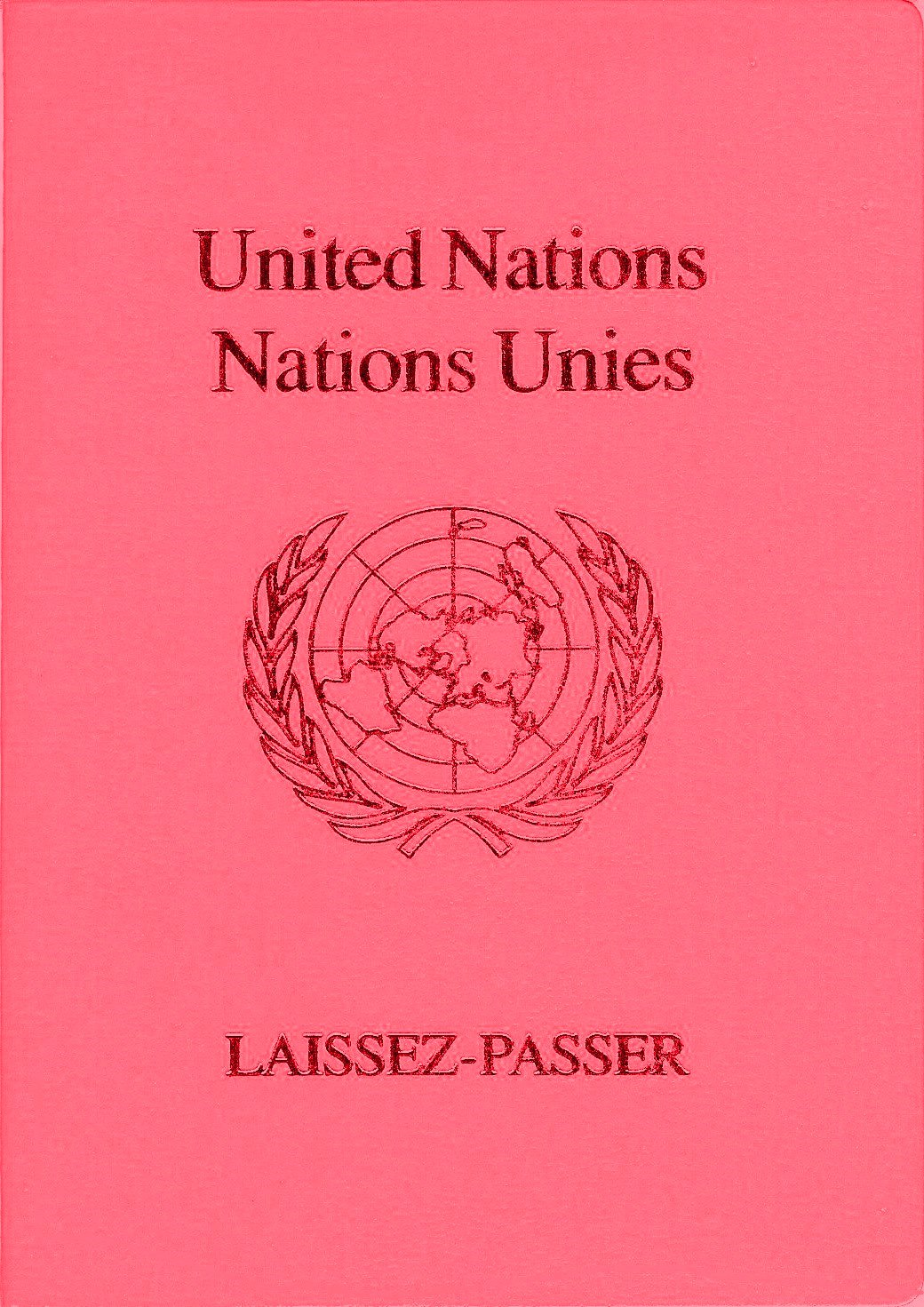
جواز مرور الأمم المتحدة
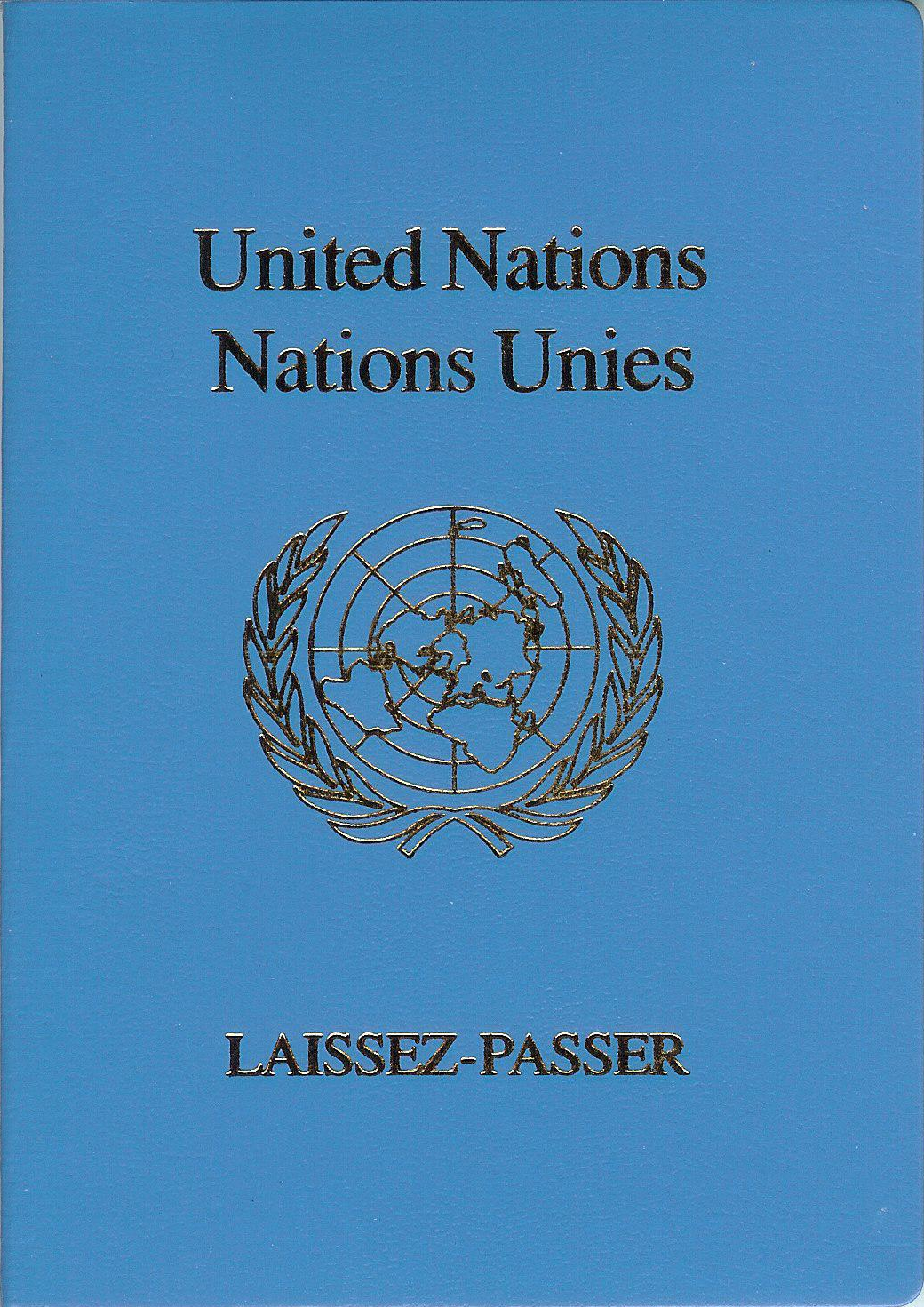
جواز مرور الأمم المتحدة

## جوازات السفر الدبلوماسية المعاصرة

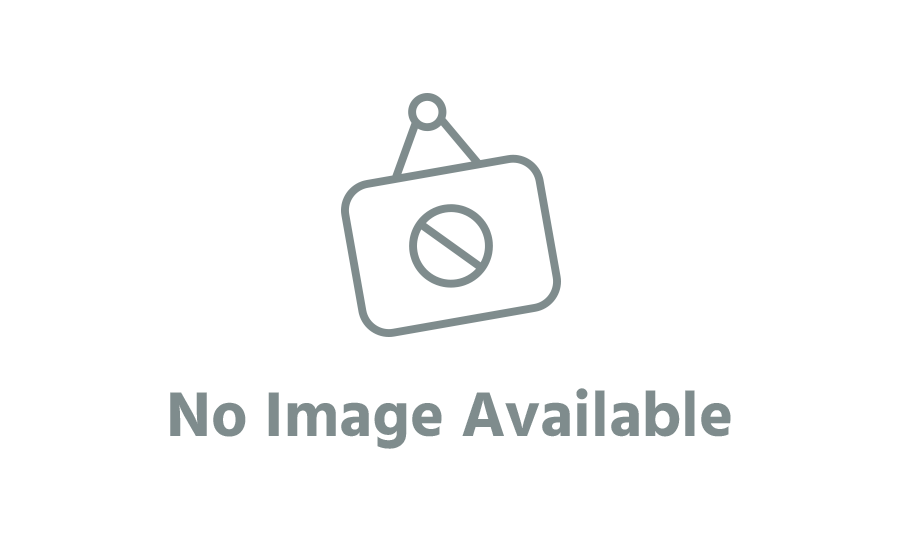
أستراليا
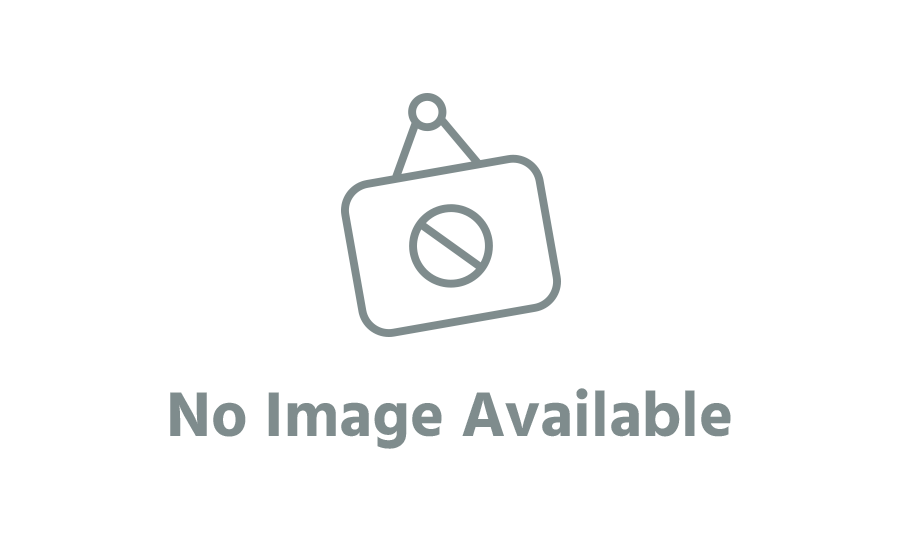
النمسا
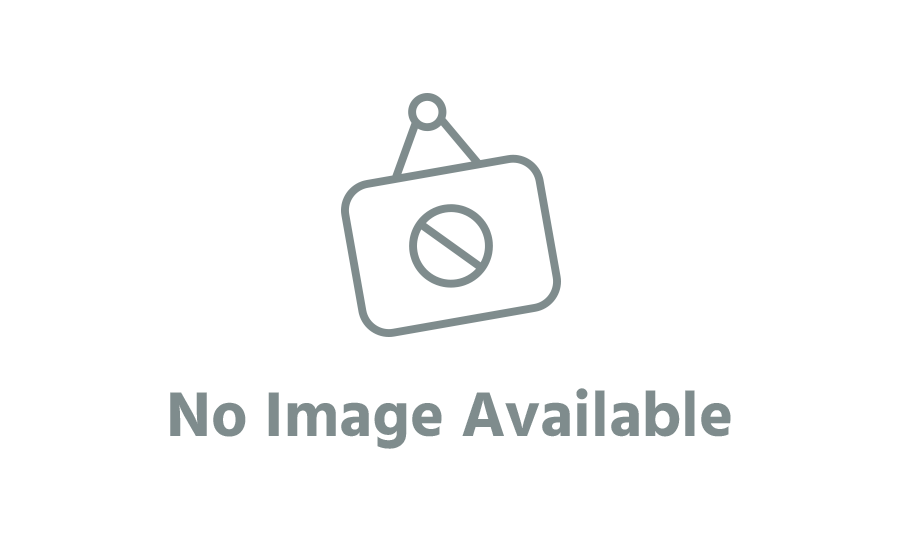
كندا
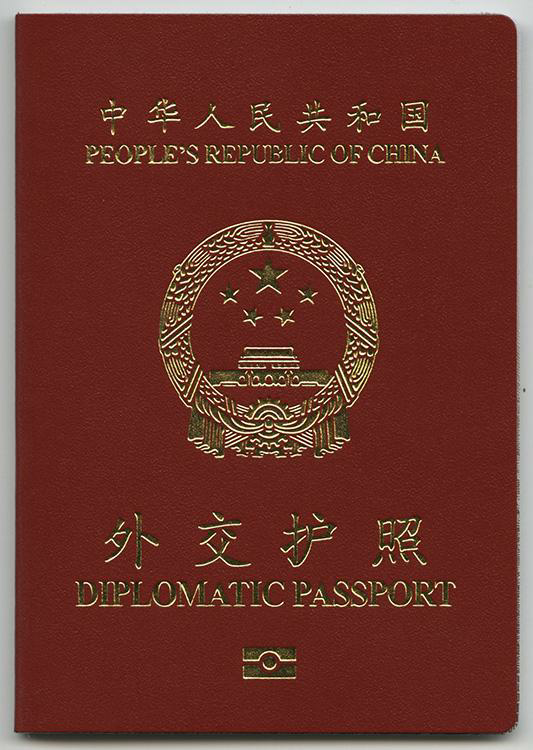
الصين
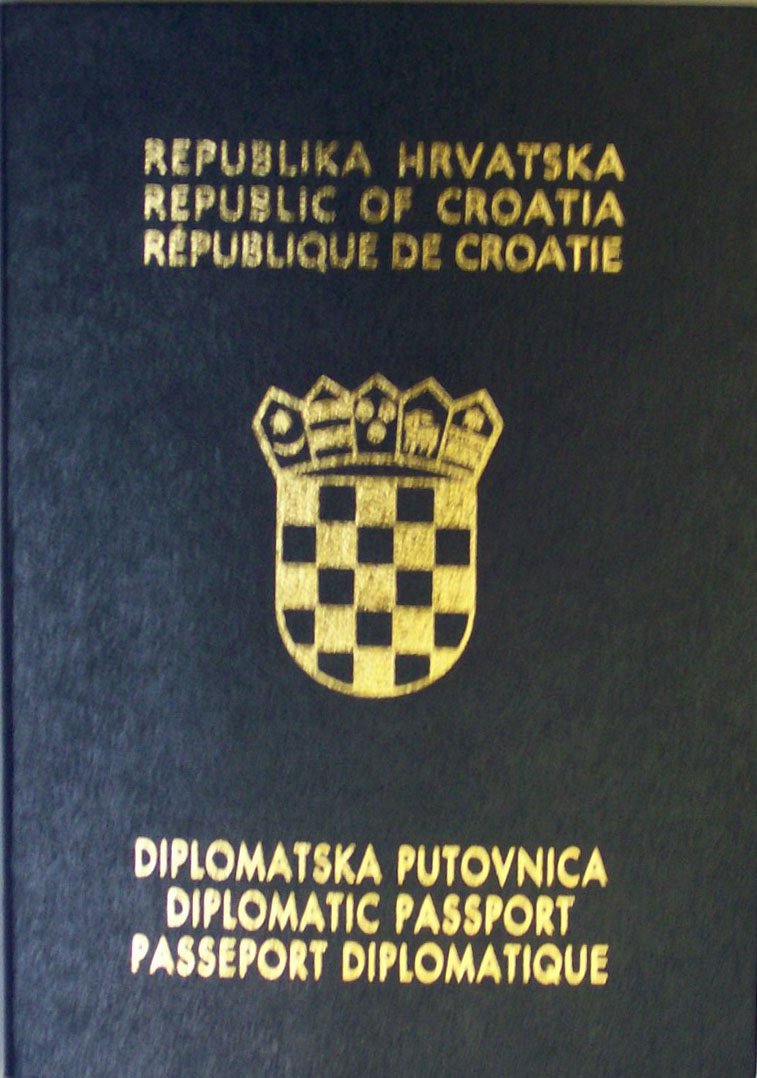
كرواتيا
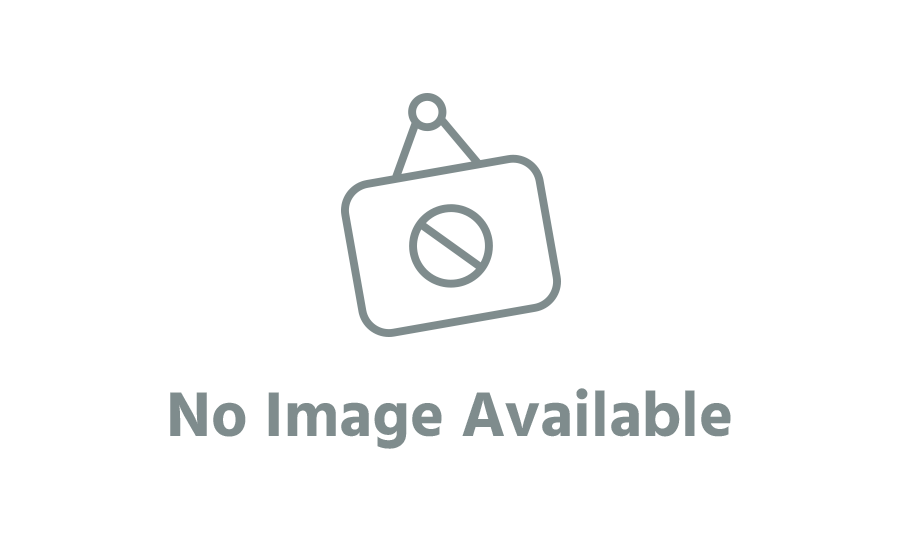
الدنمارك
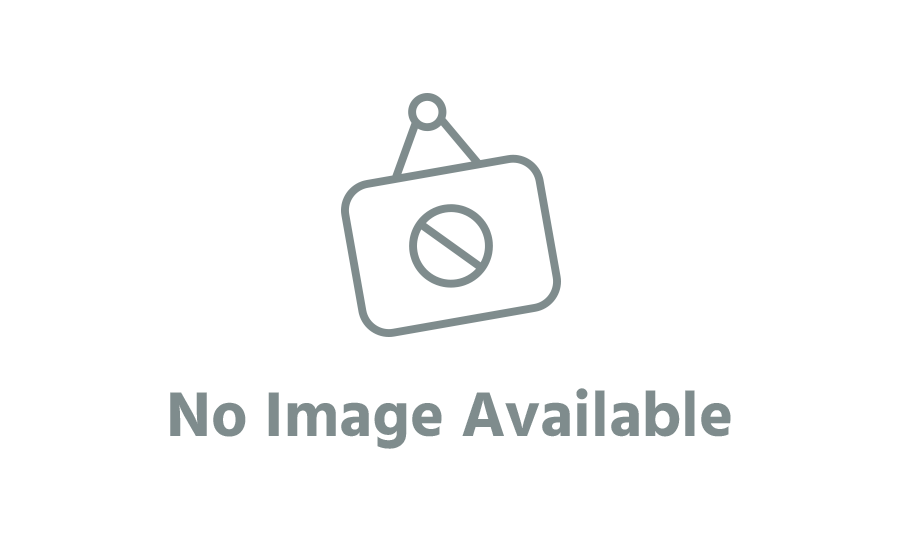
إستونيا
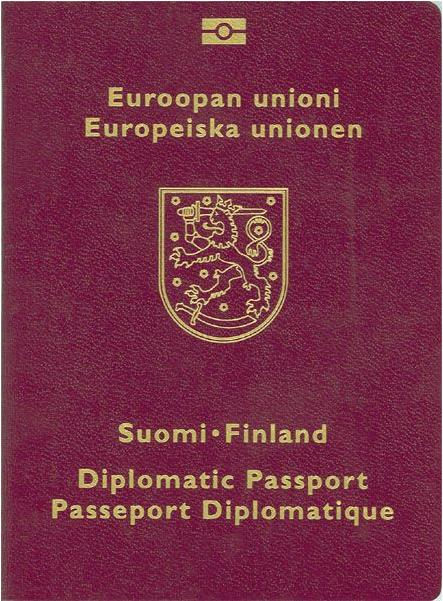
فنلندا
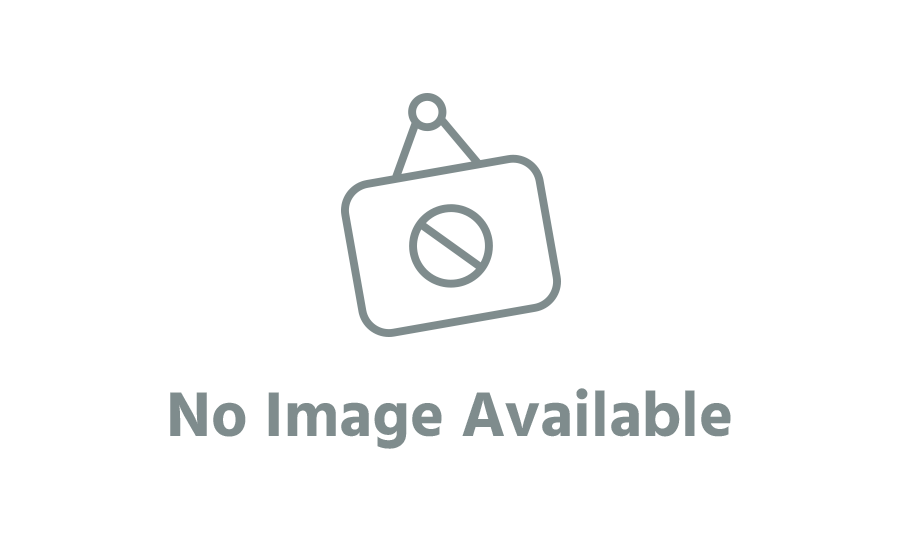
فرنسا
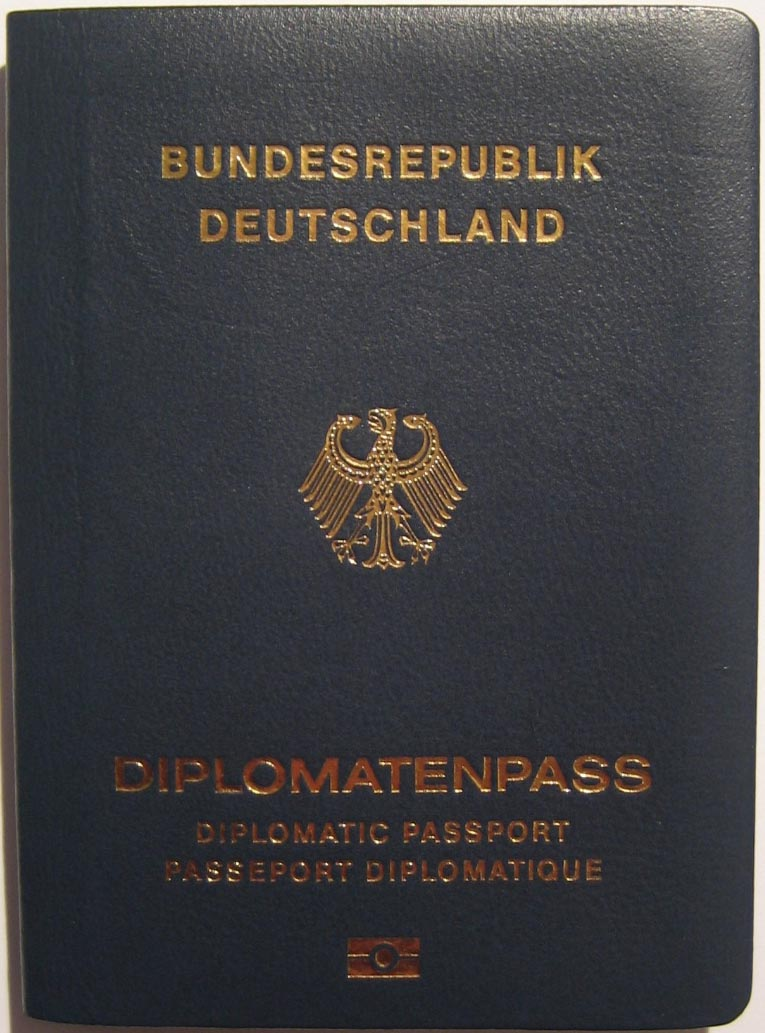
ألمانيا
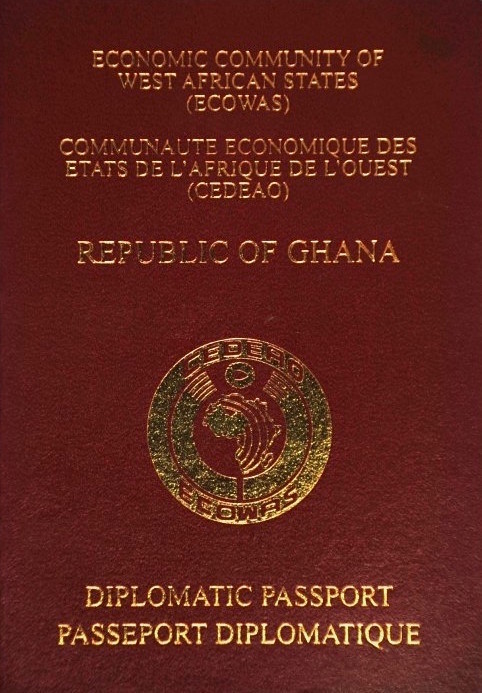
غانا
اليونان
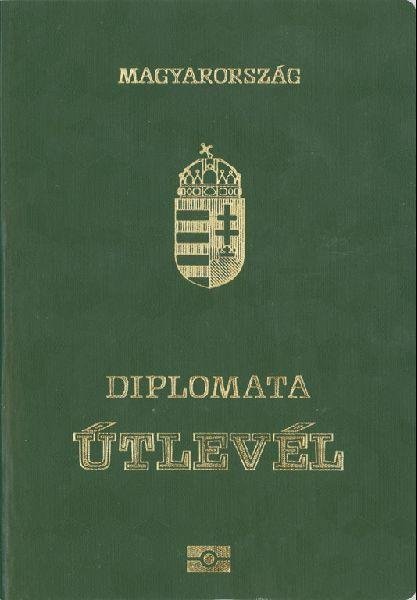
المجر
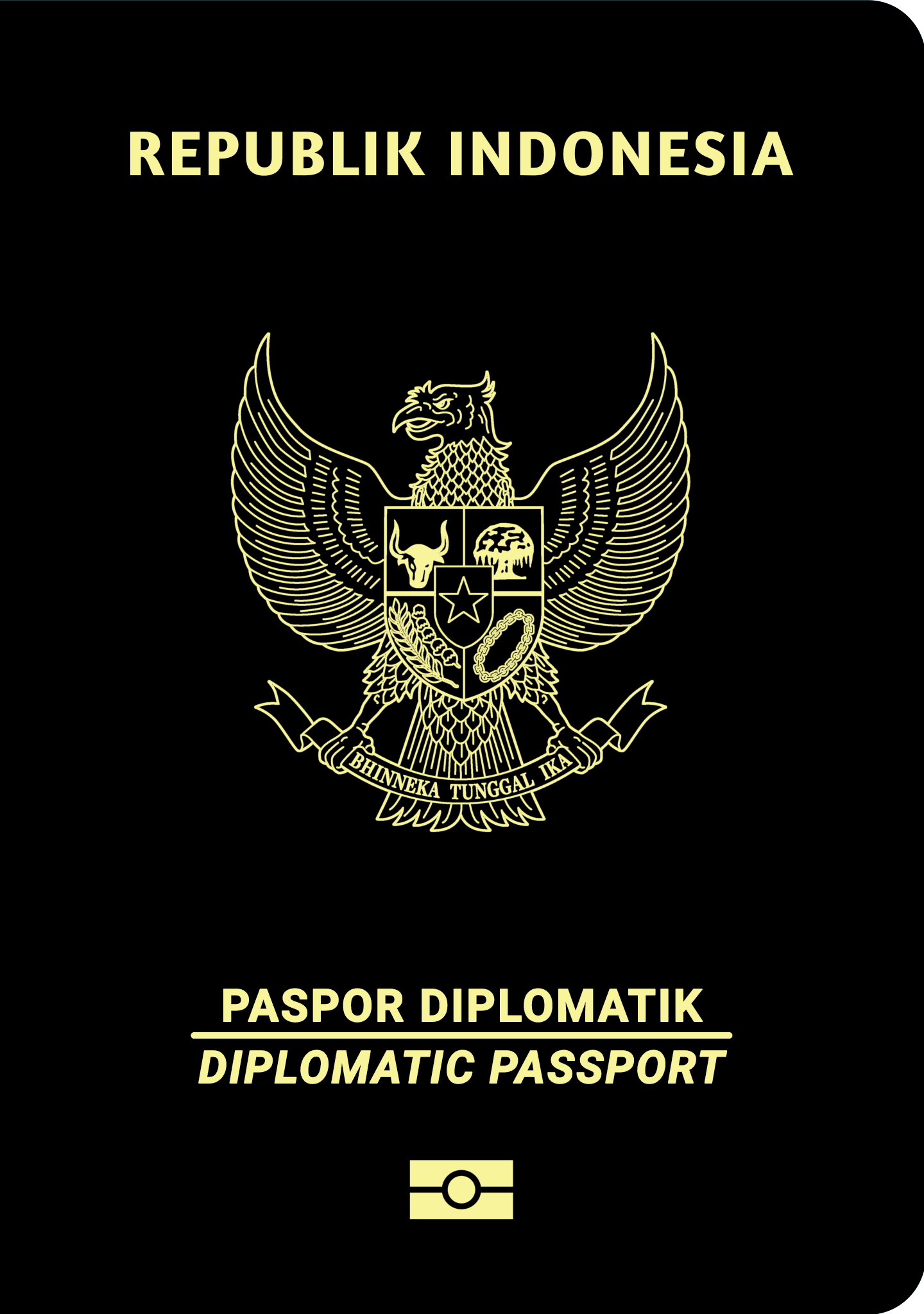
إندونيسيا
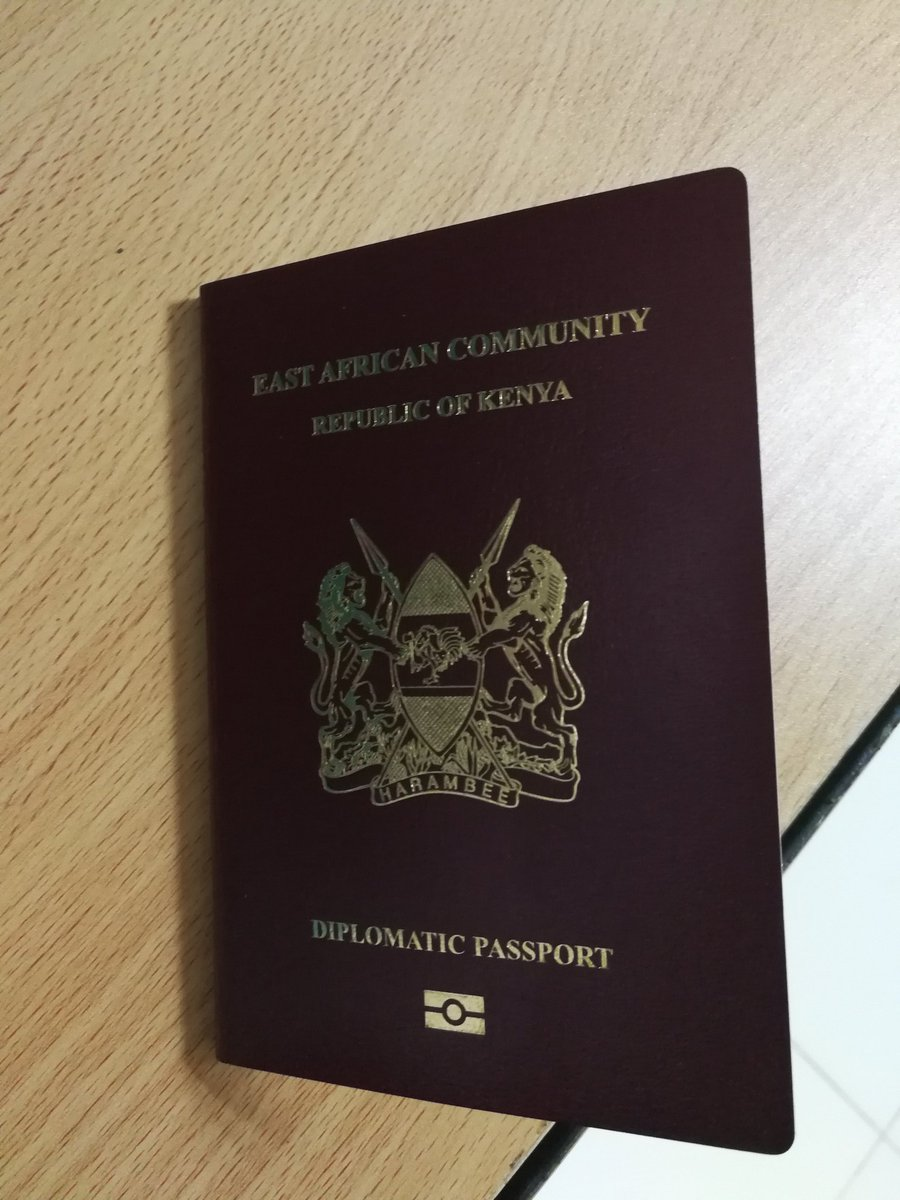
كينيا
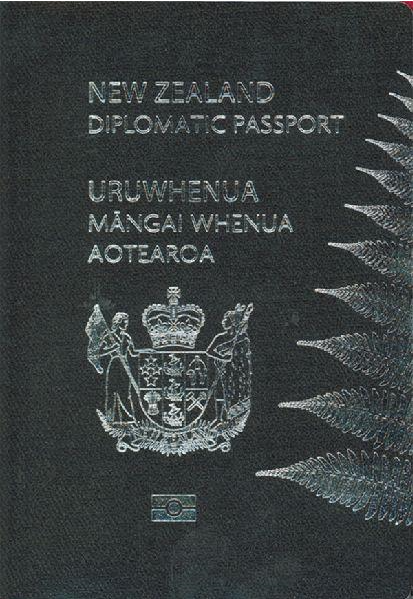
نيوزيلندا
بولندابولندا
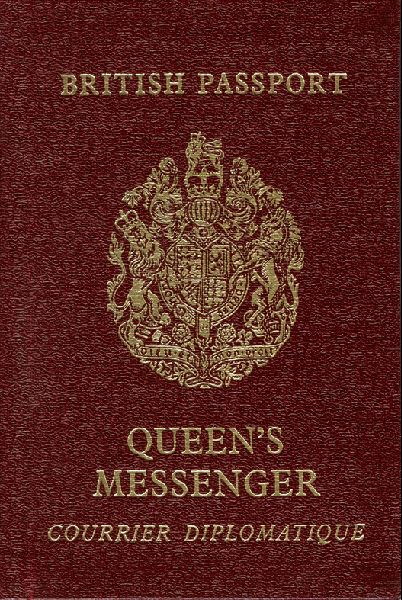
جواز سفر رسل الملكة
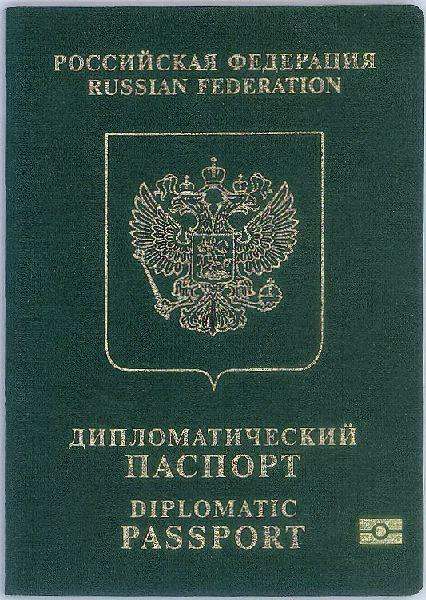
روسيا
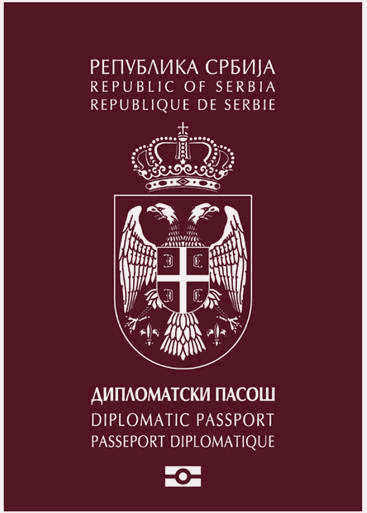
صربيا
إسبانيا
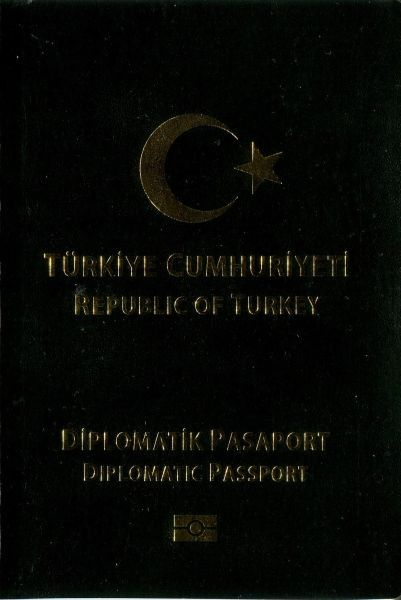
تركيا
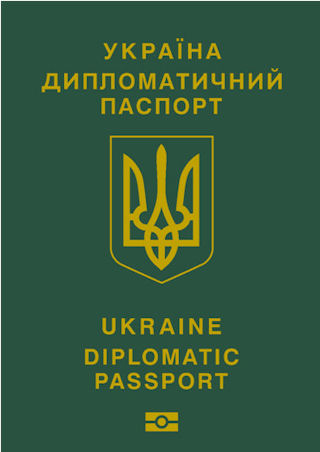
أوكرانيا
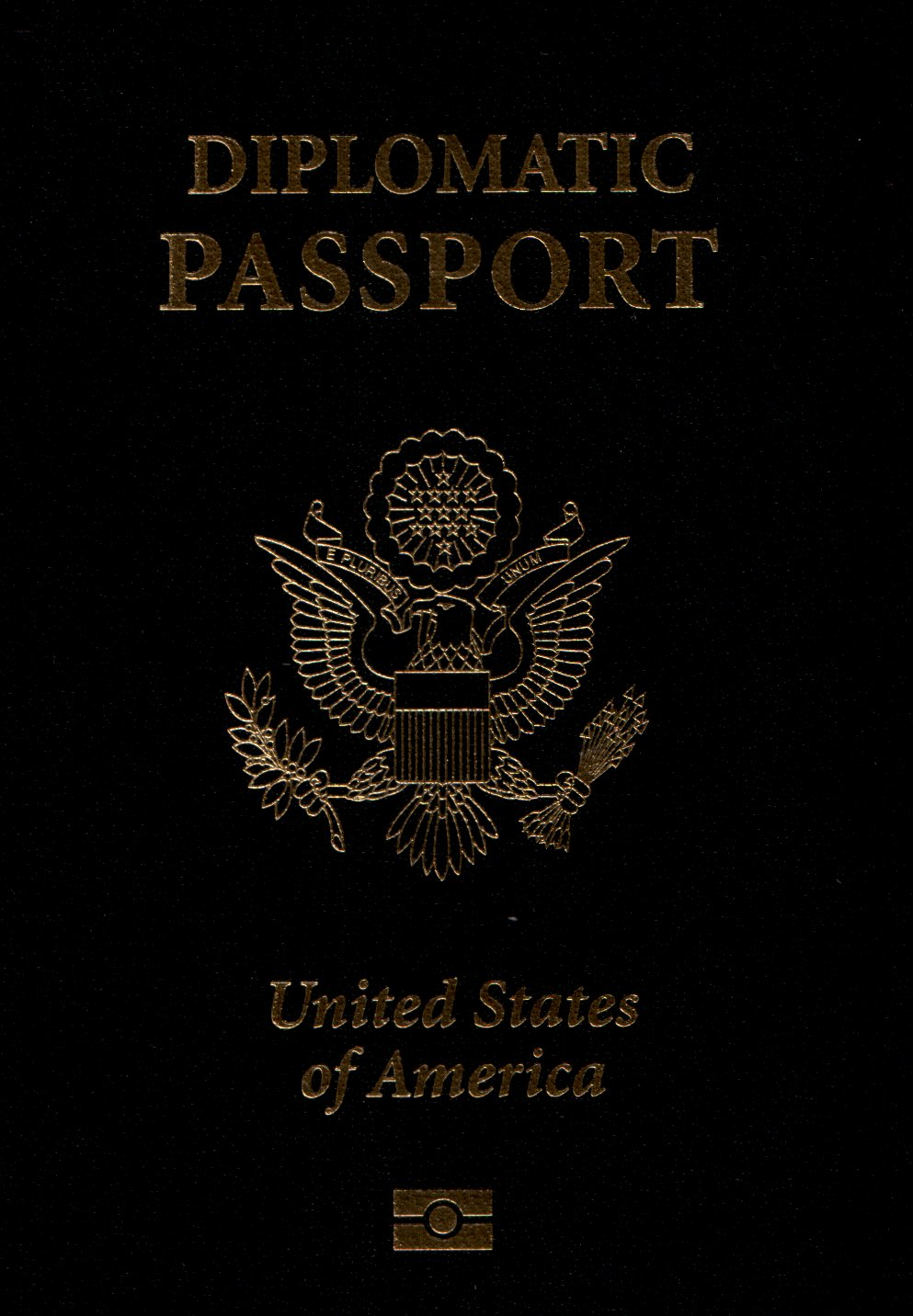
الولايات المتحدة

## أنواع
- جواز سفر إلكتروني
- جواز سفر داخلي
- جواز سفر دولي
- جواز سفر مقروء آليا

### جوازات سفر خاصة
- جواز سفر وهمي
- جواز سفر مزور
- الكتاب الأخضر (وثيقة تبتية)
- جواز الحج
- جواز سفر الحيوانات الأليفة

#### عدم منح حق الإقامة
لا تمنح بعض جوازات السفر، بدون موافقة إضافية، حق الإقامة في أي مكان ولديها قبول دولي متفاوت للسفر:
- جواز سفر بريطاني (في الخارج)[2] مقبول على نطاق واسع للسفر الدولي
- جواز السفر البريطاني-GBS[3] مقبول على نطاق واسع للسفر الدولي
- جواز سفر تونغي محمي له قبول سفر محدود للغاية

### وثائق سفر صادرة لأجانب
- وثيقة سفر للاجئين
- وثيقة سفر اتفاقية عام 1954
- شهادة إثبات الهوية
- جواز سفر نانسين

### جواز السفر مجموعة مشتركة
- جواز سفر الأنديز
- جواز سفر مجموعة الكاريبي
- جواز سفر المجموعة الاقتصادية لدول وسط أفريقيا
- جواز سفر أمريكا الوسطى
- جواز سفر المجموعة الاقتصادية لدول غرب أفريقيا
- جواز سفر ميركوسور
- جوازات سفر دول الاتحاد الأوروبي
- جوازات سفر الدول المرشحة للاتحاد الأوروبي
- جوازات سفر الدول الخمس

## اقرأ أيضا
- وثيقة سفر
- بطاقة هوية